# 1959
Portal Geschichte | Portal Biografien | Aktuelle Ereignisse | Jahreskalender | Tagesartikel

◄ |
19. Jahrhundert |
20. Jahrhundert
| 21. Jahrhundert

◄ |
1920er |
1930er |
1940er |
1950er
| 1960er | 1970er | 1980er | ►

◄◄ |
◄ |
1955 |
1956 |
1957 |
1958 |
1959
| 1960 | 1961 | 1962 | 1963 | ► | ►►
Staatsoberhäupter · Wahlen · Nekrolog   · Musikjahr · Filmjahr · Rundfunkjahr · Sportjahr
| Januar | Januar | Januar | Januar | Januar | Januar | Januar | Januar |
| Kw     | Mo     | Di     | Mi     | Do     | Fr     | Sa     | So     |
| ------ | ------ | ------ | ------ | ------ | ------ | ------ | ------ |
| 1      |        |        |        | 1      | 2      | 3      | 4      |
| 2      | 5      | 6      | 7      | 8      | 9      | 10     | 11     |
| 3      | 12     | 13     | 14     | 15     | 16     | 17     | 18     |
| 4      | 19     | 20     | 21     | 22     | 23     | 24     | 25     |
| 5      | 26     | 27     | 28     | 29     | 30     | 31     |        |

| Februar | Februar | Februar | Februar | Februar | Februar | Februar | Februar |
| Kw      | Mo      | Di      | Mi      | Do      | Fr      | Sa      | So      |
| ------- | ------- | ------- | ------- | ------- | ------- | ------- | ------- |
| 5       |         |         |         |         |         |         | 1       |
| 6       | 2       | 3       | 4       | 5       | 6       | 7       | 8       |
| 7       | 9       | 10      | 11      | 12      | 13      | 14      | 15      |
| 8       | 16      | 17      | 18      | 19      | 20      | 21      | 22      |
| 9       | 23      | 24      | 25      | 26      | 27      | 28      |         |

| März | März | März | März | März | März | März | März |
| Kw   | Mo   | Di   | Mi   | Do   | Fr   | Sa   | So   |
| ---- | ---- | ---- | ---- | ---- | ---- | ---- | ---- |
| 9    |      |      |      |      |      |      | 1    |
| 10   | 2    | 3    | 4    | 5    | 6    | 7    | 8    |
| 11   | 9    | 10   | 11   | 12   | 13   | 14   | 15   |
| 12   | 16   | 17   | 18   | 19   | 20   | 21   | 22   |
| 13   | 23   | 24   | 25   | 26   | 27   | 28   | 29   |
| 14   | 30   | 31   |      |      |      |      |      |

| April | April | April | April | April | April | April | April |
| Kw    | Mo    | Di    | Mi    | Do    | Fr    | Sa    | So    |
| ----- | ----- | ----- | ----- | ----- | ----- | ----- | ----- |
| 14    |       |       | 1     | 2     | 3     | 4     | 5     |
| 15    | 6     | 7     | 8     | 9     | 10    | 11    | 12    |
| 16    | 13    | 14    | 15    | 16    | 17    | 18    | 19    |
| 17    | 20    | 21    | 22    | 23    | 24    | 25    | 26    |
| 18    | 27    | 28    | 29    | 30    |       |       |       |

| Mai | Mai | Mai | Mai | Mai | Mai | Mai | Mai |
| Kw  | Mo  | Di  | Mi  | Do  | Fr  | Sa  | So  |
| --- | --- | --- | --- | --- | --- | --- | --- |
| 18  |     |     |     |     | 1   | 2   | 3   |
| 19  | 4   | 5   | 6   | 7   | 8   | 9   | 10  |
| 20  | 11  | 12  | 13  | 14  | 15  | 16  | 17  |
| 21  | 18  | 19  | 20  | 21  | 22  | 23  | 24  |
| 22  | 25  | 26  | 27  | 28  | 29  | 30  | 31  |

| Juni | Juni | Juni | Juni | Juni | Juni | Juni | Juni |
| Kw   | Mo   | Di   | Mi   | Do   | Fr   | Sa   | So   |
| ---- | ---- | ---- | ---- | ---- | ---- | ---- | ---- |
| 23   | 1    | 2    | 3    | 4    | 5    | 6    | 7    |
| 24   | 8    | 9    | 10   | 11   | 12   | 13   | 14   |
| 25   | 15   | 16   | 17   | 18   | 19   | 20   | 21   |
| 26   | 22   | 23   | 24   | 25   | 26   | 27   | 28   |
| 27   | 29   | 30   |      |      |      |      |      |

| Juli | Juli | Juli | Juli | Juli | Juli | Juli | Juli |
| Kw   | Mo   | Di   | Mi   | Do   | Fr   | Sa   | So   |
| ---- | ---- | ---- | ---- | ---- | ---- | ---- | ---- |
| 27   |      |      | 1    | 2    | 3    | 4    | 5    |
| 28   | 6    | 7    | 8    | 9    | 10   | 11   | 12   |
| 29   | 13   | 14   | 15   | 16   | 17   | 18   | 19   |
| 30   | 20   | 21   | 22   | 23   | 24   | 25   | 26   |
| 31   | 27   | 28   | 29   | 30   | 31   |      |      |

| August | August | August | August | August | August | August | August |
| Kw     | Mo     | Di     | Mi     | Do     | Fr     | Sa     | So     |
| ------ | ------ | ------ | ------ | ------ | ------ | ------ | ------ |
| 31     |        |        |        |        |        | 1      | 2      |
| 32     | 3      | 4      | 5      | 6      | 7      | 8      | 9      |
| 33     | 10     | 11     | 12     | 13     | 14     | 15     | 16     |
| 34     | 17     | 18     | 19     | 20     | 21     | 22     | 23     |
| 35     | 24     | 25     | 26     | 27     | 28     | 29     | 30     |
| 36     | 31     |        |        |        |        |        |        |

| September | September | September | September | September | September | September | September |
| Kw        | Mo        | Di        | Mi        | Do        | Fr        | Sa        | So        |
| --------- | --------- | --------- | --------- | --------- | --------- | --------- | --------- |
| 36        |           | 1         | 2         | 3         | 4         | 5         | 6         |
| 37        | 7         | 8         | 9         | 10        | 11        | 12        | 13        |
| 38        | 14        | 15        | 16        | 17        | 18        | 19        | 20        |
| 39        | 21        | 22        | 23        | 24        | 25        | 26        | 27        |
| 40        | 28        | 29        | 30        |           |           |           |           |

| Oktober | Oktober | Oktober | Oktober | Oktober | Oktober | Oktober | Oktober |
| Kw      | Mo      | Di      | Mi      | Do      | Fr      | Sa      | So      |
| ------- | ------- | ------- | ------- | ------- | ------- | ------- | ------- |
| 40      |         |         |         | 1       | 2       | 3       | 4       |
| 41      | 5       | 6       | 7       | 8       | 9       | 10      | 11      |
| 42      | 12      | 13      | 14      | 15      | 16      | 17      | 18      |
| 43      | 19      | 20      | 21      | 22      | 23      | 24      | 25      |
| 44      | 26      | 27      | 28      | 29      | 30      | 31      |         |

| November | November | November | November | November | November | November | November |
| Kw       | Mo       | Di       | Mi       | Do       | Fr       | Sa       | So       |
| -------- | -------- | -------- | -------- | -------- | -------- | -------- | -------- |
| 44       |          |          |          |          |          |          | 1        |
| 45       | 2        | 3        | 4        | 5        | 6        | 7        | 8        |
| 46       | 9        | 10       | 11       | 12       | 13       | 14       | 15       |
| 47       | 16       | 17       | 18       | 19       | 20       | 21       | 22       |
| 48       | 23       | 24       | 25       | 26       | 27       | 28       | 29       |
| 49       | 30       |          |          |          |          |          |          |

| Dezember | Dezember | Dezember | Dezember | Dezember | Dezember | Dezember | Dezember |
| Kw       | Mo       | Di       | Mi       | Do       | Fr       | Sa       | So       |
| -------- | -------- | -------- | -------- | -------- | -------- | -------- | -------- |
| 49       |          | 1        | 2        | 3        | 4        | 5        | 6        |
| 50       | 7        | 8        | 9        | 10       | 11       | 12       | 13       |
| 51       | 14       | 15       | 16       | 17       | 18       | 19       | 20       |
| 52       | 21       | 22       | 23       | 24       | 25       | 26       | 27       |
| 53       | 28       | 29       | 30       | 31       |          |          |          |

| Januar | Januar | Januar | Januar | Januar | Januar | Januar | Januar |
| Kw     | Mo     | Di     | Mi     | Do     | Fr     | Sa     | So     |
| ------ | ------ | ------ | ------ | ------ | ------ | ------ | ------ |
| 1      |        |        |        | 1      | 2      | 3      | 4      |
| 2      | 5      | 6      | 7      | 8      | 9      | 10     | 11     |
| 3      | 12     | 13     | 14     | 15     | 16     | 17     | 18     |
| 4      | 19     | 20     | 21     | 22     | 23     | 24     | 25     |
| 5      | 26     | 27     | 28     | 29     | 30     | 31     |        |

| Februar | Februar | Februar | Februar | Februar | Februar | Februar | Februar |
| Kw      | Mo      | Di      | Mi      | Do      | Fr      | Sa      | So      |
| ------- | ------- | ------- | ------- | ------- | ------- | ------- | ------- |
| 5       |         |         |         |         |         |         | 1       |
| 6       | 2       | 3       | 4       | 5       | 6       | 7       | 8       |
| 7       | 9       | 10      | 11      | 12      | 13      | 14      | 15      |
| 8       | 16      | 17      | 18      | 19      | 20      | 21      | 22      |
| 9       | 23      | 24      | 25      | 26      | 27      | 28      |         |

| März | März | März | März | März | März | März | März |
| Kw   | Mo   | Di   | Mi   | Do   | Fr   | Sa   | So   |
| ---- | ---- | ---- | ---- | ---- | ---- | ---- | ---- |
| 9    |      |      |      |      |      |      | 1    |
| 10   | 2    | 3    | 4    | 5    | 6    | 7    | 8    |
| 11   | 9    | 10   | 11   | 12   | 13   | 14   | 15   |
| 12   | 16   | 17   | 18   | 19   | 20   | 21   | 22   |
| 13   | 23   | 24   | 25   | 26   | 27   | 28   | 29   |
| 14   | 30   | 31   |      |      |      |      |      |

| April | April | April | April | April | April | April | April |
| Kw    | Mo    | Di    | Mi    | Do    | Fr    | Sa    | So    |
| ----- | ----- | ----- | ----- | ----- | ----- | ----- | ----- |
| 14    |       |       | 1     | 2     | 3     | 4     | 5     |
| 15    | 6     | 7     | 8     | 9     | 10    | 11    | 12    |
| 16    | 13    | 14    | 15    | 16    | 17    | 18    | 19    |
| 17    | 20    | 21    | 22    | 23    | 24    | 25    | 26    |
| 18    | 27    | 28    | 29    | 30    |       |       |       |

| Mai | Mai | Mai | Mai | Mai | Mai | Mai | Mai |
| Kw  | Mo  | Di  | Mi  | Do  | Fr  | Sa  | So  |
| --- | --- | --- | --- | --- | --- | --- | --- |
| 18  |     |     |     |     | 1   | 2   | 3   |
| 19  | 4   | 5   | 6   | 7   | 8   | 9   | 10  |
| 20  | 11  | 12  | 13  | 14  | 15  | 16  | 17  |
| 21  | 18  | 19  | 20  | 21  | 22  | 23  | 24  |
| 22  | 25  | 26  | 27  | 28  | 29  | 30  | 31  |

| Juni | Juni | Juni | Juni | Juni | Juni | Juni | Juni |
| Kw   | Mo   | Di   | Mi   | Do   | Fr   | Sa   | So   |
| ---- | ---- | ---- | ---- | ---- | ---- | ---- | ---- |
| 23   | 1    | 2    | 3    | 4    | 5    | 6    | 7    |
| 24   | 8    | 9    | 10   | 11   | 12   | 13   | 14   |
| 25   | 15   | 16   | 17   | 18   | 19   | 20   | 21   |
| 26   | 22   | 23   | 24   | 25   | 26   | 27   | 28   |
| 27   | 29   | 30   |      |      |      |      |      |

| Juli | Juli | Juli | Juli | Juli | Juli | Juli | Juli |
| Kw   | Mo   | Di   | Mi   | Do   | Fr   | Sa   | So   |
| ---- | ---- | ---- | ---- | ---- | ---- | ---- | ---- |
| 27   |      |      | 1    | 2    | 3    | 4    | 5    |
| 28   | 6    | 7    | 8    | 9    | 10   | 11   | 12   |
| 29   | 13   | 14   | 15   | 16   | 17   | 18   | 19   |
| 30   | 20   | 21   | 22   | 23   | 24   | 25   | 26   |
| 31   | 27   | 28   | 29   | 30   | 31   |      |      |

| August | August | August | August | August | August | August | August |
| Kw     | Mo     | Di     | Mi     | Do     | Fr     | Sa     | So     |
| ------ | ------ | ------ | ------ | ------ | ------ | ------ | ------ |
| 31     |        |        |        |        |        | 1      | 2      |
| 32     | 3      | 4      | 5      | 6      | 7      | 8      | 9      |
| 33     | 10     | 11     | 12     | 13     | 14     | 15     | 16     |
| 34     | 17     | 18     | 19     | 20     | 21     | 22     | 23     |
| 35     | 24     | 25     | 26     | 27     | 28     | 29     | 30     |
| 36     | 31     |        |        |        |        |        |        |

| September | September | September | September | September | September | September | September |
| Kw        | Mo        | Di        | Mi        | Do        | Fr        | Sa        | So        |
| --------- | --------- | --------- | --------- | --------- | --------- | --------- | --------- |
| 36        |           | 1         | 2         | 3         | 4         | 5         | 6         |
| 37        | 7         | 8         | 9         | 10        | 11        | 12        | 13        |
| 38        | 14        | 15        | 16        | 17        | 18        | 19        | 20        |
| 39        | 21        | 22        | 23        | 24        | 25        | 26        | 27        |
| 40        | 28        | 29        | 30        |           |           |           |           |

| Oktober | Oktober | Oktober | Oktober | Oktober | Oktober | Oktober | Oktober |
| Kw      | Mo      | Di      | Mi      | Do      | Fr      | Sa      | So      |
| ------- | ------- | ------- | ------- | ------- | ------- | ------- | ------- |
| 40      |         |         |         | 1       | 2       | 3       | 4       |
| 41      | 5       | 6       | 7       | 8       | 9       | 10      | 11      |
| 42      | 12      | 13      | 14      | 15      | 16      | 17      | 18      |
| 43      | 19      | 20      | 21      | 22      | 23      | 24      | 25      |
| 44      | 26      | 27      | 28      | 29      | 30      | 31      |         |

| November | November | November | November | November | November | November | November |
| Kw       | Mo       | Di       | Mi       | Do       | Fr       | Sa       | So       |
| -------- | -------- | -------- | -------- | -------- | -------- | -------- | -------- |
| 44       |          |          |          |          |          |          | 1        |
| 45       | 2        | 3        | 4        | 5        | 6        | 7        | 8        |
| 46       | 9        | 10       | 11       | 12       | 13       | 14       | 15       |
| 47       | 16       | 17       | 18       | 19       | 20       | 21       | 22       |
| 48       | 23       | 24       | 25       | 26       | 27       | 28       | 29       |
| 49       | 30       |          |          |          |          |          |          |

| Dezember | Dezember | Dezember | Dezember | Dezember | Dezember | Dezember | Dezember |
| Kw       | Mo       | Di       | Mi       | Do       | Fr       | Sa       | So       |
| -------- | -------- | -------- | -------- | -------- | -------- | -------- | -------- |
| 49       |          | 1        | 2        | 3        | 4        | 5        | 6        |
| 50       | 7        | 8        | 9        | 10       | 11       | 12       | 13       |
| 51       | 14       | 15       | 16       | 17       | 18       | 19       | 20       |
| 52       | 21       | 22       | 23       | 24       | 25       | 26       | 27       |
| 53       | 28       | 29       | 30       | 31       |          |          |          |

1959 übernehmen auf Kuba nach der Flucht des Diktators Batista die Revolutionäre unter Fidel Castro die Macht.
Die Supermächte USA und UdSSR bemühen sich in Gesprächen um eine Abschwächung des Konfrontationskurses im Kalten Krieg. US-Vizepräsident Richard Nixon reist in die Sowjetunion, während Kreml-Führer Nikita Chruschtschow als erster sowjetischer Partei- und Regierungschef in die USA fährt.
In der Bundesrepublik Deutschland wird Heinrich Lübke Nachfolger von Bundespräsident Theodor Heuss, nachdem Adenauer seine Pläne, sich neben dem Amt des Bundeskanzlers auch zum Bundespräsidenten wählen zu lassen, aufgeben muss. Die SPD richtet sich mit ihrem Godesberger Programm in Richtung Marktwirtschaft und Akzeptanz der Bundeswehr neu aus.

## Ereignisse

### Politik
- 1. Januar: Paul Chaudet wird Bundespräsident der Schweiz.
- 1. Januar: Der kubanische Diktator Fulgencio Batista flieht ins Ausland. Fidel Castro kommt an die Macht.
- 2. Januar: Ernesto „Che“ Guevara und Camilo Cienfuegos rücken mit ihren Revolutionstruppen Bewegung des 26. Juli (M-26-7) in Havanna, der Hauptstadt Kubas, ein. Fidel Castro folgt am 8. Januar.
- 3. Januar: Alaska wird der 49. Bundesstaat der USA.
- 4. Januar: In Léopoldville (Belgisch-Kongo) brechen gewaltsame Unruhen aus, die als Ausgangspunkt zur Unabhängigkeit des Kongo gelten.
- 5. Januar: Die deutsche Bundesregierung lehnt den sowjetischen Vorschlag ab, eine Freie Stadt West-Berlin zu bilden, die DDR anzuerkennen und mit ihr eine Konföderation einzugehen.
- 28. Januar: Die Revolutionäre Partei setzt in Thailand eine neue Verfassung in Kraft.
- Januar: In Thailand verbietet das Innenministerium drei Gewerkschaften, weil sie „die öffentliche Ruhe stören“.
- 6. Februar: Die deutsche Luftwaffe erhält 300 US-Jagdflugzeuge des Typs Starfighter. Im Laufe der nächsten Jahre stürzen davon 260 Maschinen ab. 110 Piloten kommen ums Leben (→ Starfighter-Affäre).
- 13. Februar: Nach dem Sieg der Revolutionäre über das Batista-Regime auf Kuba übernimmt Fidel Castro das Amt des Ministerpräsidenten.
- 15. Februar: Im Regierungsbezirk Düsseldorf wird erstmals in der Bundesrepublik Deutschland ein Radargerät zur Geschwindigkeitsmessung eingesetzt.
- 8. März: In den Vereinigten Staaten gründet George Lincoln Rockwell die neonazistische American Nazi Party.
- 10. März: in Lhasa beginnt ein Volksaufstand gegen die chinesische Besetzung Tibets.
- 17. März: Der 14. Dalai Lama flieht ins indische Exil.
- 18. März: US-Präsident Eisenhower unterzeichnet eine Bestimmung zur Eigenstaatlichkeit von Hawaii. Damit wird Hawaii der 50. Bundesstaat der USA (21. August).
- 10. April: Kronprinz Akihito von Japan heiratet die Bürgerliche Michiko.
- 10. Mai: Bei der Nationalratswahl in Österreich wird die SPÖ mit Pittermann stimmenstärkste Partei, aber die ÖVP erhält die meisten Mandate, so dass Julius Raab Bundeskanzler bleibt.
- Juni: Nobelpreisträger Otto Hahn wird von mehreren Persönlichkeiten des öffentlichen Lebens und von der FDP als Nachfolger von Theodor Heuss für das Amt des Bundespräsidenten vorgeschlagen. Hahn lehnt ab.
- 6. Juni: Beginn der Viqueque-Rebellion in Portugiesisch-Timor gegen die Kolonialmacht.
- 16. Juni: Doppelbesteuerungsabkommen zwischen der Bundesrepublik Deutschland und den Niederlanden
- 17. Juni: Die Iren wählen Éamon de Valera, den Kandidaten der Fianna-Fáil-Partei, zum Präsidenten von Irland.
- 18. Juni: Theodor Heuss übernimmt das Berliner Schloss Bellevue als zweiten Amtssitz des Bundespräsidenten. Die Baulichkeit wird wegen der politischen Situation West-Berlins nur maßvoll genutzt.
- 11. Juli: Abkommen zwischen der Bundesrepublik Deutschland und Luxemburg zur Kriegsentschädigung des Zweiten Weltkriegs
- 20./21. Juli: Sieben Länder der OEEC beschließen die Errichtung einer europäischen Freihandelsassoziation (EFTA)
- 21. Juli: Doppelbesteuerungsabkommen zwischen der Bundesrepublik Deutschland und Frankreich

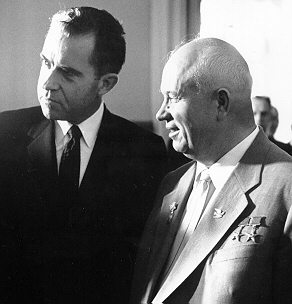
Nikita Chruschtschow (rechts) mit Richard Nixon (1959)

- 24. Juli: Die Küchendebatte zwischen Richard Nixon und Nikita Chruschtschow vor einer Ausstellungsküche auf der American National Exhibition in Moskau ereignet sich.
- 31. Juli: Eine Gruppe baskischer Studenten gründet die im Untergrund operierende Widerstandsbewegung Euskadi Ta Askatasuna (ETA), die sich terroristischer Mittel im Kampf gegen die Franco-Diktatur in Spanien bedient und einen unabhängigen Baskenstaat anstrebt.
- 21. August: Hawaii wird 50. Bundesstaat der USA.
- 26. August: Truppen der chinesischen Volksbefreiungsarmee dringen in ein zwischen China und Indien umstrittenes Gebiet an der McMahon-Linie ein und nehmen Wachen eines indischen Außenpostens gefangen.
- 12. September: Theodor Heuss scheidet aus dem Amt des deutschen Bundespräsidenten.
- 25. September: Auf den ceylonesischen Premierminister S. W. R. D. Bandaranaike gibt ein buddhistischer Mönch, der nach der Tat zum Christentum konvertiert, Schüsse ab. Der Premierminister kann dem Attentäter die Waffe entreißen, stirbt aber an den Verletzungen am darauffolgenden Tag.
- 7. Oktober: Attentat auf Abd al-Karim Qasim, Ministerpräsident des Irak; Qasim wird nur verletzt.
- 11. Oktober: Bürgerschaftswahl in Bremen
- 17. Oktober: Marokko wertet die Währung ab und führt die neue Geldeinheit Dirhem ein.
- 26. Oktober: Pakistan erklärt Rawalpindi zur neuen Hauptstadt der Republik.
- 11. November: Kulturabkommen zwischen der Bundesrepublik Deutschland und Ägypten und zwischen der Bundesrepublik Deutschland und Syrien. Beide in Kraft seit dem 16. Oktober 1960
- 15. November: Das Godesberger Programm der SPD wird verabschiedet.
- 17. November: Doppelbesteuerungsabkommen zwischen der Bundesrepublik Deutschland und Ägypten
- 20. November: Die Generalversammlung der Vereinten Nationen verabschiedet die Deklaration über die Rechte des Kindes, welche die vergleichbare Genfer Deklaration des Völkerbundes aufgreift und sie ergänzt. Dreißig Jahre später wird die Deklaration von der Kinderrechtskonvention abgelöst.
- 1. Dezember: Völkerrecht, der Antarktisvertrag; Resultat einer Konferenz in Washington, D.C., repräsentiert durch die Teilnehmerstaaten Argentinien, Australien, Belgien, Großbritannien, Chile, Frankreich, Japan, Neuseeland, Norwegen, Südafrika, USA und Sowjetunion; regelt die Besitz- und Nutzungsrechte für das Südpolargebiet. Die Unterzeichnenden verpflichten sich, das Gebiet des antarktischen Kontinentes südlich von 60° südlicher Breite ausschließlich friedlich und unter Wahrung der Freiheit der wissenschaftlichen Forschung zu nutzen und die Gebietsansprüche einzelner Staaten diesbezüglich zurückzustellen.
- 10. Dezember: Aufstand an der Alten Werft in Windhoek, Südwestafrika. Elf Demonstranten werden erschossen und viele verletzt.
- 12. Dezember: Im Grenzgebiet von Paraguay und Argentinien bricht eine Rebellion gegen das Regime des General Alfredo Stroessner aus; sie wird rasch niedergeschlagen.
- 13. Dezember: Bei den ersten Wahlen nach Abschluss des Zürcher und Londoner Abkommens sowie des Londoner Garantievertrags entscheiden sich die Zyprioten für Erzbischof Makarios III. als Präsidenten Zyperns.
- 16. Dezember: Präsident Sukarno verlängert den Ausnahmezustand in Indonesien auf unbestimmte Zeit und macht sich mehr und mehr zum Alleinherrscher.
- 17. Dezember: Die Wahl zum Schweizer Bundesrat lässt die Zauberformel 2:2:2:1 über dessen Zusammensetzung erstmals Realität werden.
- 21. Dezember: Irans Schah Mohammad Reza Pahlavi heiratet die Studentin Farah Diba
- Mao Zedong, Gründer und langjähriger Machthaber der VR China, annektiert Tibet.

### Wirtschaft
- 24. März: Die deutschen Bundesbürger können erstmals an einer Privatisierung von Staatsvermögen teilhaben. Die Volksaktien der Preußischen Bergwerks- und Hütten-AG (Preussag) werden deutlich über das angebotene Volumen hinaus überzeichnet. Der Bund stellt daher mehr als ursprünglich beabsichtigt aus seinen Kapitalanteilen für Privatpersonen zur Verfügung.
- 11. April: Nach dem Wiener Zeitungskrieg erscheint die Erstausgabe der vom Journalisten Hans Dichand mit Finanzhilfe des ÖGB gegründeten Neuen Kronen Zeitung.
- 2. Mai: Die westdeutschen Großbanken (Deutsche Bank, Dresdner Bank, Commerzbank) starten durch die Vergabe von Kleinkrediten das Privatkundengeschäft auf breiter Basis.
- 6. Juli: Im seit 1957 in die Bundesrepublik Deutschland eingegliederten Saarland wird der Saar-Franken von der Deutschen Mark abgelöst.
- 6. Oktober: Auf Teneriffa wird die spätere spanische Fluggesellschaft Spantax unter der Firma Spain Air Taxi gegründet.
- 14. Oktober: Die Blick-Erstausgabe erscheint. Die erste Boulevardzeitung der Schweiz erregt in der Folge viel Kritik im Hinblick auf ihre Themenschwerpunkte Verbrechen, Sex und Sport.
- 29. Dezember: Die Metro Lissabon nimmt in einem ypsilonförmigen U-Bahn-Netz den Betrieb auf.
- Landwirtschaftliche Produktionsgenossenschafts-Pflicht in der DDR wird eingeführt
- Gründung des Einzelhandelsunternehmens Carrefour in Frankreich
- Gründung des französischen Immobilienunternehmens Groupement pour le Financement de la Construction (GFC), woraus Gecina entsteht.

### Wissenschaft und Technik
- 1. Januar: Offizieller Beginn der Aussendung von Zeitsignalen über den Sender DCF77 der Deutschen Bundespost bei Frankfurt
- 2. Januar: Die sowjetische Sonde Lunik 1 startet zum Mond und wird als erste geglückte Raumsonde erstmals das Schwerefeld der Erde überwinden.
- 20. Januar: Der Erstflug der Vickers Vanguard findet statt. Sie wird das letzte große europäische Passagierflugzeug mit Propellerantrieb sein.
- 7. Juli, 15.28 Uhr MEZ: Der Planet Venus bedeckt zum ersten Mal seit dem 11. September 1128 den hellen Fixstern Regulus. Das seltene Ereignis, das sich erst am 1. Oktober 2044 wiederholen wird, wird von Astronomen zur Durchmesserbestimmung der Venus und zur Untersuchung der Venusatmosphäre genutzt.
- 17. Juli: Mary Leakey findet in der tansanischen Olduvai-Schlucht Reste eines uralten Schädels. Die als Paranthropus boisei bezeichnete Primatenart gilt als der bislang älteste bekannte Vorfahre des Menschen.
- 18. August: Der britische Kleinwagen „Mini“ kommt auf den Markt.
- 12. September: Lunik 2 wird von der Sowjetunion gestartet, die erste auf dem Erdtrabanten aufschlagende Mondsonde. Sie zerschellt allerdings schon am nächsten Tag auf dem Mond.
- 18. September: Im Rahmen des Vanguard-Projektes wird abschließend der Satellit Vanguard 3 von den Vereinigten Staaten in einer erdnahen Umlaufbahn platziert.
- 4. Oktober: Die sowjetische Raumsonde Lunik 3 wird gestartet, um erstmals Bilder der erdabgewandten Seite des Mondes zu machen.
- 13. Oktober: Die USA starten mit einer Juno-II-Rakete den Satelliten Explorer 7 zur Erforschung der kosmischen Strahlung.
- 18. Dezember: In Hamburg wird die Teilchenphysik-Forschungsanlage Deutsches Elektronen-Synchrotron (DESY) gegründet.
- 29. Dezember: Richard P. Feynman hält seine Rede There’s Plenty of Room at the Bottom, welche zum ersten Mal die Möglichkeiten der Nanotechnologie andeutet.

### Kultur
1959 war, speziell im Weinbaugebiet Bordeaux, ein außerordentlich guter Jahrgang.
- 3. Februar: The Day the Music Died: Flugzeugabsturz mit Ritchie Valens, Buddy Holly und The Big Bopper an Bord
- 6. Februar: Uraufführung der Oper La voix humaine von Francis Poulenc an der Opéra-Comique in Paris
- 26. Februar: Auf das Gemälde Der Höllensturz der Verdammten von Peter Paul Rubens wird in der Alten Pinakothek in München ein Säureattentat verübt.
- 26. Februar: Am Nationaltheater Mannheim wird das Schauspiel Der Schulfreund von Johannes Mario Simmel uraufgeführt.
- 9. März: Auf der New Yorker Spielwarenmesse American Toy Fair stellt die Firma Mattel die erste Barbie-Puppe vor.
- 10. Juni: In Frankreich hat der unter der Regie von Alain Resnais gedrehte Film Hiroshima, mon amour Premiere, einer der ersten Vertreter der französischen Nouvelle Vague.
- 14. Juni: Uraufführung der Oper Die tödlichen Wünsche von Giselher Klebe in Düsseldorf
- 11. Juli bis 11. Oktober: Die Documenta II – Weltausstellung der Kunst findet in Kassel statt.
- 4. September: In Stuttgart findet die Uraufführung des Edgar-Wallace-Films Der Frosch mit der Maske statt. Der Film löst in Deutschland eine wahre Kriminalfilmwelle aus, die bis in die 1970er Jahre anhalten sollte.
- 8. September: Einweihung des Neubaus der Beethovenhalle in Bonn
- 9. September: Erscheinen von Grass’ Die Blechtrommel
- 12. September: In den USA wird von der NBC die erste Folge der Fernsehserie Bonanza ausgestrahlt.
- 15. September: Fünf siebenbürgische Schriftsteller (Wolf von Aichelburg, Andreas Birkner, Hans Bergel, Georg Scherg, Harald Siegmund) werden in Kronstadt zu insgesamt 95 Jahren Zwangsarbeit verurteilt
- 20. September: Uraufführung der Oper Die Ermordung Cäsars von Giselher Klebe in Essen
- 21. Oktober: Das Guggenheim-Museum in New York wird eröffnet, das der Architekt Frank Lloyd Wright entworfen hat.
- 29. Oktober: In der Erstausgabe des Comic-Magazins Pilote erscheint die erste Folge von Astérix le Gaulois
- 10. November: Uraufführung der Rundfunkoper Przygoda Króla Artura (Die Abenteuer König Arturs) von Grażyna Bacewicz im Sender Radio Warschau
- 16. November: Uraufführung des Musicals The Sound of Music von Richard Rodgers und Oscar Hammerstein im Lunt-Fontanne Theatre in New York City.
- 17. November: Radio Luxemburg veranstaltet – orientiert am Sanremo-Festival – erstmals ein Deutsches Schlager-Festival in den Wiesbadener Rhein-Main-Hallen.
- 18. November: In New York City hat der Film Ben Hur des Regisseurs William Wyler Premiere.
- Der Roman Memento Mori von Muriel Spark erscheint
- In der Bundesrepublik erscheint erstmals die Jugendzeitschrift twen
- Der Essener Angestellte Werner Schöppner erfindet den millionenfachen Spielehit Malefiz.
- Eröffnung des Museums Verkehrshaus
- Eröffnung des Louisiana Museum of Modern Art in Humlebæk (Dänemark)
- Gründung der Künstlergruppe Grupo Ibiza 59
- Schauspielhaus Nürnberg wird errichtet.
- Bildhauersymposion St. Margarethen
- Die wegweisenden Jazz-Alben Kind of Blue (Miles Davis), Time Out (Dave Brubeck), Mingus Ah Um (Charles Mingus) und The Shape of Jazz to Come (Ornette Coleman) werden veröffentlicht

### Religion

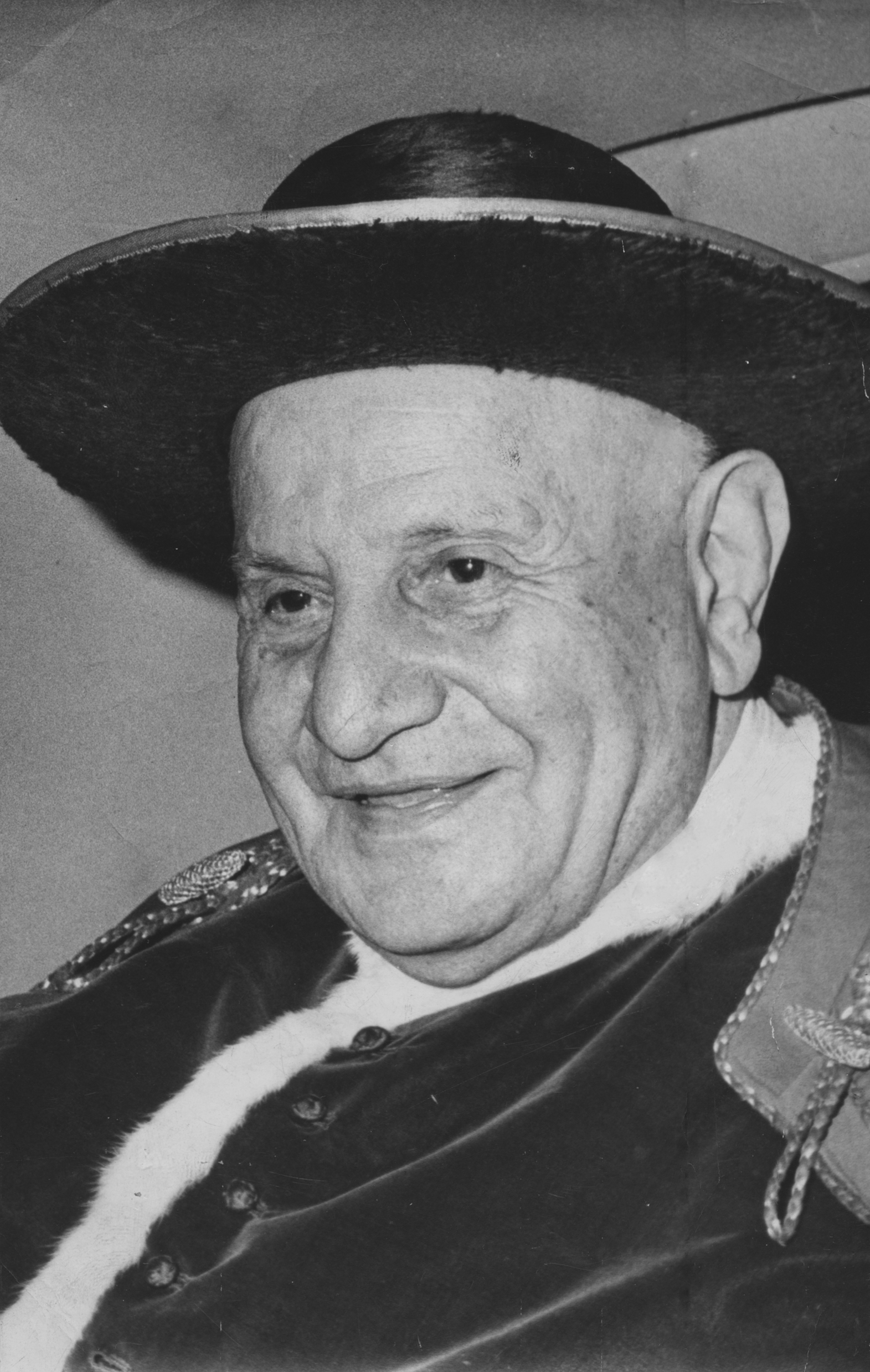
Papst Johannes XXIII.

- 25. Januar: Papst Johannes XXIII. beruft überraschend das II. Vatikanische Konzil ein.
- 9. Mai: In Berlin erfolgt die Grundsteinlegung für den Neubau der Kaiser-Wilhelm-Gedächtniskirche. Der Sakralbau entsteht nach den Plänen des Architekten Egon Eiermann.
- 17. Mai: 300.000 Menschen nehmen an der Einweihung der Cristo-Rei-Statue im portugiesischen Almada teil. Ihr Bau geht auf ein Gelübde von Bischöfen im Jahr 1940 zurück, wenn der Zweite Weltkrieg den Staat verschone.

### Sport

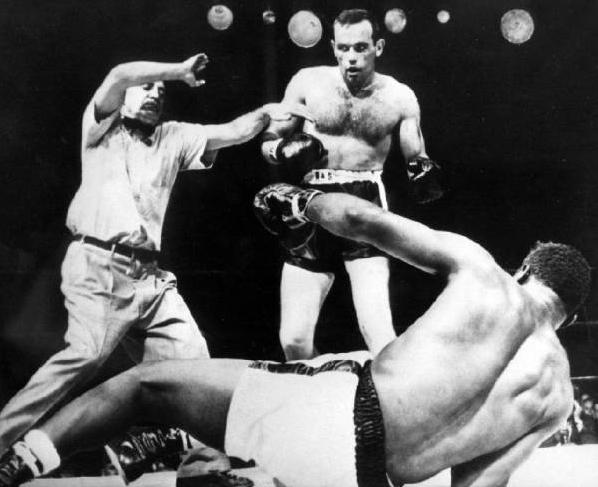
Floyd Patterson am Boden nach einem Schlag Ingemar Johanssons

- 10. Mai bis 12. Dezember: Austragung der 10. Formel-1-Weltmeisterschaft
- 26. Juni: Der Schwede Ingemar Johansson wird Box-Weltmeister im Schwergewicht. Titelverteidiger Floyd Patterson geht in der dritten Runde siebenmal zu Boden, ehe der Ringrichter den Kampf beendet.
- 9. September: Der Universitäts-Sportclub Mainz (USC Mainz) wird gegründet, aus dem später eine Reihe bekannter Leichtathleten hervorgeht.
- 26. Oktober: Der Ex-Snookerweltmeister Joe Davis stellt seine neue Spielvariante Snooker Plus vor.
- 8. November: Minneapolis, Minnesota: Basketballspieler Elgin Baylor erzielt mit 64 Punkten gegen die Boston Celtics einen neuen NBA-Rekord
- 12. Dezember: Jack Brabham wird zum ersten Mal Formel-1-Weltmeister.
- Eintracht Frankfurt wird Deutscher Fußballmeister mit 5:3 nach Verlängerung gegen Kickers Offenbach im Finale von Berlin

Einträge von Leichtathletik-Weltrekorden siehe unter der jeweiligen Disziplin unter Leichtathletik.

### Katastrophen
- 9. Januar: In der spanischen Provinz Zamora bricht die Talsperre Vega de Tera. Zwischen 140 und 145 Menschen sterben in der dadurch verursachten Flutwelle.
- 30. Januar: Untergang der Hans Hedtoft, einem 1958 gebauten dänischen Kombischiff der Den Kongelige Grønlandske Handel (KGH). Das als unsinkbar deklarierte und damals modernste Schiff Dänemarks sank auf der Rückreise von seiner Jungfernfahrt nach Grönland durch eine Kollision mit einem Eisberg, wobei alle 95 Menschen an Bord ums Leben kamen. Das Schiffswrack wurde nie gefunden.
- 20. Juni: Beim Busunglück von Lauffen am Neckar sterben 45 Menschen. Es ist das schwerste Busunglück in der Bundesrepublik Deutschland.
- 2. Dezember: In Südfrankreich stürzt die Staumauer Malpasset ein. 421 Menschen sterben durch die Flutwelle.
- Große Chinesische Hungersnot

Kleinere Unglücksfälle sind in den Unterartikeln von Katastrophe und in der Liste von Katastrophen aufgeführt.

## Geboren

### Januar
- 01. Januar: Michael Didi Adgum Mangoria, sudanesischer Koadjutorbischof und Apostolischer Administrator von El Obeid
- 01. Januar: Azali Assoumani, Präsident der Komoren
- 01. Januar: Roland Eugen Beiküfner, deutscher Schauspieler
- 01. Januar: Jane Comerford, australische Dozentin für Gesang und Leadsängerin
- 01. Januar: Abdul Ahad Momand, afghanischer Kosmonaut
- 02. Januar: Ines Müller, deutsche Leichtathletin
- 03. Januar: Alessandro Andrei, italienischer Kugelstoßer und Olympiasieger
- 03. Januar: Josef Neuhauser, österreichischer Autorennfahrer
- 04. Januar: Andrzej Adamczyk, polnischer Politiker
- 04. Januar: Ali Ahmeti, albanischer Politiker
- 05. Januar: Clancy Brown, US-amerikanischer Schauspieler
- 06. Januar: April Hailer, deutsche Schauspielerin und Sängerin
- 07. Januar: Friedrich Ani, deutscher Schriftsteller
- 07. Januar: Manfred Fischer, deutscher Motorradrennfahrer
- 07. Januar: Praga Khan, belgischer Musikproduzent, Komponist, Sänger und DJ
- 07. Januar: Stefan Kuhnke, deutscher Ruderer
- 08. Januar: Paul Hester, australischer Musiker († 2005)
- 08. Januar: Kim Duk-koo, südkoreanischer Boxer († 1982)
- 08. Januar: Martin Langer, deutscher Kameramann
- 08. Januar: Leo Lukas, österreichischer Kabarettist, Regisseur und Schriftsteller
- 09. Januar: Ridvan Dibra, albanischer Dichter, Literaturwissenschaftler und Journalist
- 09. Januar: Rigoberta Menchú Tum, guatemaltekische Menschenrechtsaktivistin
- 09. Januar: Monika Staab, deutsche Fußballtrainerin
- 10. Januar: Lothar Arnold, deutscher Musiker und Schachspieler
- 10. Januar: Chandra Cheeseborough, US-amerikanische Leichtathletin und Olympiasiegerin
- 10. Januar: Shū Fujisawa, japanischer Schriftsteller
- 10. Januar: Curt Kirkwood, US-amerikanischer Songwriter, Sänger und Gitarrist
- 10. Januar: Maurizio Sarri, italienischer Fußballtrainer
- 11. Januar: Madschid Mohammed Abdullah, saudi-arabischer Fußballer
- 11. Januar: Roberto Andò, italienischer Theater- und Filmregisseur
- 11. Januar: Richard Josef Arnold, deutscher Politiker
- 11. Januar: Christian Stadelmann, deutscher Geiger († 2019)
- 12. Januar: Blixa Bargeld, deutscher Musiker, Performance-Künstler, Komponist, Autor und Schauspieler
- 12. Januar: Per Gessle, schwedischer Musiker und Songschreiber
- 12. Januar: Wladimir Jaschtschenko, ukrainischer Hochspringer († 1999)
- 12. Januar: Ralf Moeller, deutscher Bodybuilder und Schauspieler
- 12. Januar: Weranika Tscharkassawa, belarussische oppositionelle Journalistin († 2004)
- 12. Januar: Torsten Zwingenberger, deutscher Jazz-Schlagzeuger
- 13. Januar: Kid Ramos, US-amerikanischer Bluesrockgitarrist
- 14. Januar: René Creemers, niederländischer Jazzmusiker
- 14. Januar: Bernd Franke, deutscher Komponist
- 15. Januar: Frank Pfütze, deutscher Schwimmer († 1991)
- 16. Januar: Sade Adu, nigerianisch-britische Soul- und R&B-Sängerin
- 16. Januar: Jill Sobule, US-amerikanische Sängerin († 2025)
- 17. Januar: Andrés Arteaga Manieu, chilenischer Weihbischof
- 17. Januar: Herbert Brandl, österreichischer Maler († 2025)
- 17. Januar: Susanna Hoffs, US-amerikanische Popsängerin
- 17. Januar: Salome Kammer, deutsche Schauspielerin, Musikerin
- 17. Januar: Fabio Luisi, italienischer Dirigent
- 17. Januar: Reiner M. Sowa, deutscher Schriftsteller
- 18. Januar: Dagmar Lurz, deutsche Eiskunstläuferin
- 18. Januar: Volkmar Vogel, deutscher Politiker und MdB
- 19. Januar: Margarete Bause, deutsche Politikerin
- 19. Januar: Harold Kreis, deutsch-kanadischer Eishockeyspieler und -trainer
- 20. Januar: Alfred Agyenta, ghanaischer Bischof
- 20. Januar: Antoine Hervé, französischer Komponist und Pianist
- 20. Januar: R. A. Salvatore, US-amerikanischer Autor verschiedener Fantasy-Buch-Serien
- 21. Januar: Günter Nooke, deutscher Politiker
- 21. Januar: Oskar Roehler, deutscher Filmregisseur
- 22. Januar: Linda Blair, US-amerikanische Schauspielerin
- 22. Januar: Urs Meier, Schweizer Fußballschiedsrichter
- 23. Januar: Raimund Becker, Vorstandsmitglied der Bundesagentur für Arbeit
- 23. Januar: Scott Thorson, US-amerikanischer Schriftsteller († 2024)
- 24. Januar: Matthias Anthuber, deutscher Mediziner, Hochschullehrer und Handballspieler
- 24. Januar: Christian Juckenack, deutscher Politiker, Staatssekretär in Thüringen
- 24. Januar: Michel Preud’homme, belgischer Fußballspieler
- 25. Januar: Mark Duper, US-amerikanischer American-Football-Spieler
- 25. Januar: Radomír Ištvan, tschechischer Komponist und Musikpädagoge
- 25. Januar: Toni Servillo, italienischer Schauspieler und Theaterregisseur
- 26. Januar: Moritz Hunzinger, deutscher Public-Relations-Unternehmer
- 26. Januar: Salvador Sánchez, mexikanischer Federgewichtsboxer († 1982)
- 26. Januar: Ingo Schachtschneider, rechtsextremer Politiker
- 26. Januar: Erwin Vandenbergh, belgischer Fußballspieler
- 27. Januar: Jörg Becker, deutscher Wirtschaftsinformatiker
- 28. Januar: Frank Darabont, US-amerikanischer Regisseur, Autor
- 29. Januar: Peter Hettlich, deutscher Politiker
- 30. Januar: Steve Augeri, US-amerikanischer Sänger
- 30. Januar: Alexander Bob, deutscher Arzt und Verlagsmanager
- 30. Januar: Lutz Hoffmann, deutscher Turner († 1997)
- 30. Januar: Anke Sevenich, deutsche Schauspielerin
- 30. Januar: Davide Tardozzi, italienischer Motorradrennfahrer
- 30. Januar: Jody Watley, US-amerikanische Musikerin
- 31. Januar: Pierre Aïm, französischer Kameramann
- 31. Januar: Alessandro Paganessi, italienischer Radrennfahrer
- 31. Januar: Petar Popangelow, bulgarischer Skirennläufer

### Februar

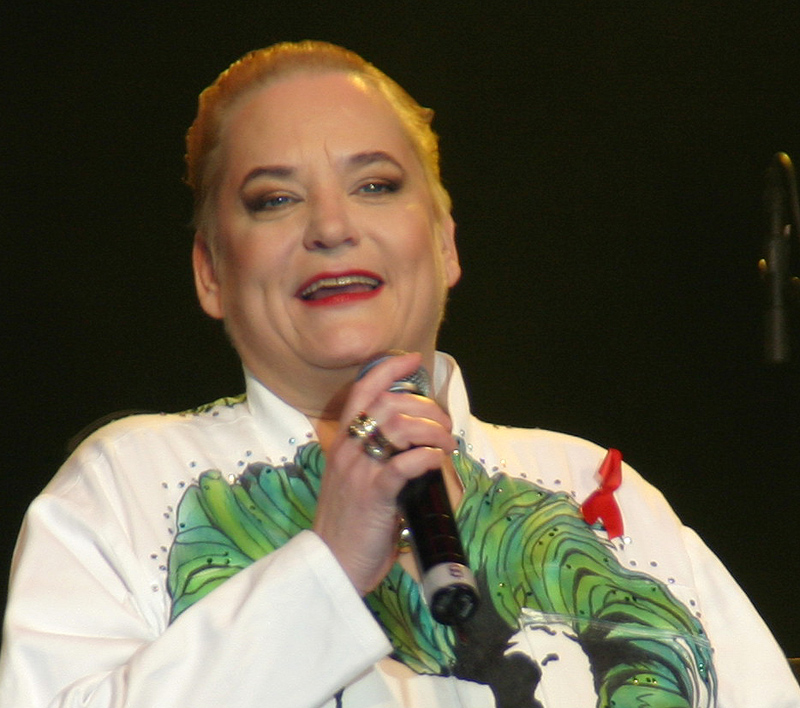
Hella von Sinnen, 2006

- 01. Februar: Barbara Auer, deutsche Schauspielerin
- 01. Februar: Thomas Auler, deutscher Politiker
- 01. Februar: Ottmar Liebert, deutscher Gitarrist
- 02. Februar: Hella von Sinnen, deutsche Fernsehentertainerin und Komikerin
- 02. Februar: Hubertus von Hohenlohe, österreichischer Skirennfahrer
- 03. Februar: Fabián Bielinsky, argentinischer Regisseur († 2006)
- 04. Februar: Darryl Johansen, australischer Schachgroßmeister
- 04. Februar: Cornelia Pieper, deutsche Politikerin
- 04. Februar: Lawrence Taylor, US-amerikanischer American-Football-Spieler
- 05. Februar: Jennifer Granholm, US-amerikanische Politikerin
- 06. Februar: Dermot Bolger, irischer Schriftsteller, Herausgeber und Verleger
- 07. Februar: Christine Angot, französische Schriftstellerin
- 07. Februar: Carmen Ibáñez, chilenische Journalistin und Politikerin
- 08. Februar: Heinz Günthardt, Schweizer Tennisspieler
- 08. Februar: Irina Kalinina, sowjetisch-russische Wasserspringerin und Olympiasiegerin
- 08. Februar: Jürgen Kruse, deutscher Theaterregisseur
- 08. Februar: Mark Kuhn, Schweizer Schauspieler
- 08. Februar: Mauricio Macri, argentinischer Unternehmer und Politiker
- 09. Februar: Kevin Buckler, US-amerikanischer Automobilrennfahrer, Rennstallbesitzer und Winzer
- 11. Februar: Nick Carter, britischer Chief of the Defence Staff
- 11. Februar: Catherine Frarier, französische Freestyle-Skierin
- 11. Februar: Roberto Moreno, brasilianischer Automobilrennfahrer
- 11. Februar: René Müller, deutscher Fußballspieler und -trainer
- 12. Februar: Omar Hakim, US-amerikanischer Schlagzeuger
- 14. Februar: Renée Fleming, US-amerikanische Sopranistin
- 14. Februar: Phillip Greenlief, US-amerikanischer Jazzsaxophonist
- 14. Februar: Manfred Möck, deutscher Schauspieler
- 15. Februar: Rafael Amador Flores, mexikanischer Fußballspieler († 2018)
- 15. Februar: Reinhard Loske, deutscher Politiker

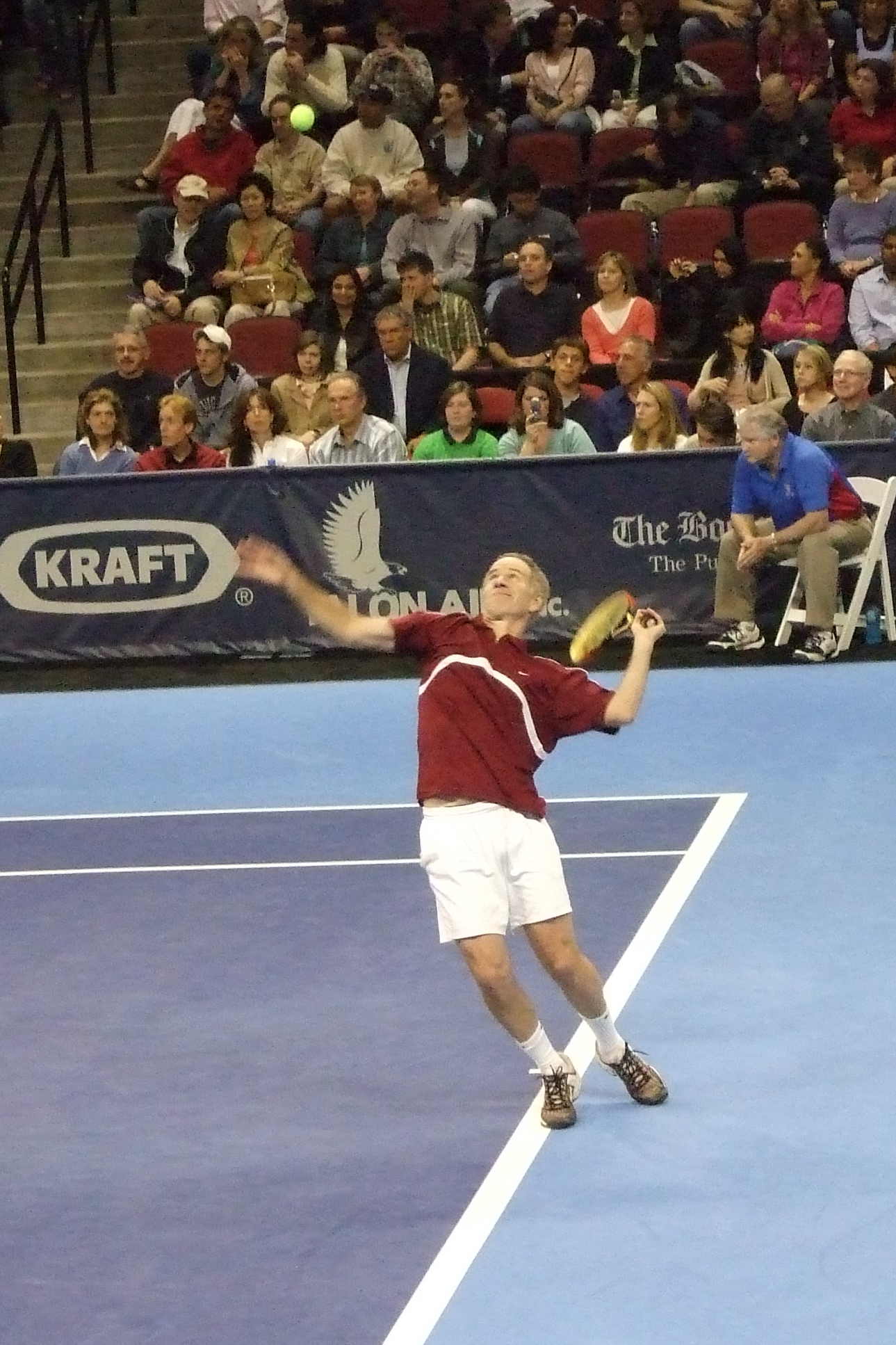
John McEnroe.

- 16. Februar: John McEnroe, US-amerikanischer Tennisspieler
- 16. Februar: Gordon Herbert, kanadischer Basketballtrainer
- 17. Februar: Mike Coughlan, britischer Rennwagenkonstrukteur in der Formel 1
- 18. Februar: Jayne Atkinson, US-amerikanische Schauspielerin
- 18. Februar: Gerry Ehrmann, deutscher Fußballspieler
- 19. Februar: Ueli Amstad, Schweizer Politiker
- 19. Februar: Regina Kleine-Kuhlmann, deutsche Ruderin
- 21. Februar: Peter Klein, deutscher Leichtathlet
- 21. Februar: Siegbert Schefke, DDR-Bürgerrechtler, Journalist
- 21. Februar: Urs Schönenberger, Schweizer Fußballspieler und -trainer
- 22. Februar: Holger Hieronymus, deutscher Fußballspieler
- 22. Februar: Michail Naumowitsch Gurewitsch, belgischer Schachmeister
- 22. Februar: Kyle MacLachlan, US-amerikanischer Schauspieler
- 22. Februar: Hans Stefan Steinheuer, deutscher Koch
- 22. Februar: Margarethe Tiesel, österreichische Schauspielerin
- 23. Februar: Clayton Conrad Anderson, US-amerikanischer Astronaut
- 23. Februar: Giorgio Ascanelli, italienischer Ingenieur
- 23. Februar: Jürgen Friedl, deutscher Fußballspieler
- 23. Februar: Karin Wolff, deutsche Politikerin
- 25. Februar: Johannes Herrschmann, deutscher Schauspieler
- 26. Februar: Klaus Riegert, deutscher Politiker
- 27. Februar: Niklaus Helbling, Schweizer Theaterregisseur, Dramaturg und Autor
- 27. Februar: Johnny Van Zant, US-amerikanischer Musiker
- 28. Februar: Jack Abramoff, US-amerikanischer politischer Lobbyist
- 28. Februar: Rainer Wolter, deutscher Koch

### März
- 01. März: Laura Karpman, US-amerikanische Komponistin und Hochschullehrerin
- 02. März: Meta Niederkorn, österreichische Historikerin
- 02. März: Larry Stewart, US-amerikanischer Country-Sänger
- 03. März: Wilfried Klenk, deutscher Politiker
- 03. März: Liliana Vitale, argentinische Komponistin, Sängerin und Pianistin
- 04. März: Carlos Palau, spanischer Automobilrennfahrer
- 04. März: Annette Seemann, deutsche Schriftstellerin und Übersetzerin
- 05. März: Wasken Sarkissjan, Premierminister Armeniens († 1999)
- 05. März: Darío Alejandro Grandinetti, argentinischer Schauspieler
- 06. März: Tom Arnold, US-amerikanischer Schauspieler
- 07. März: Donna Murphy, US-amerikanische Schauspielerin
- 08. März: Thomas Valter Åhlén, schwedischer Eishockeyspieler
- 08. März: Brian McGee, schottischer Schlagzeuger
- 08. März: Ethan Freeman, US-amerikanischer Musicaldarsteller
- 09. März: Tom Amandes, US-amerikanischer Schauspieler
- 09. März: Kay Gauditz, deutscher Kameramann
- 09. März: Kato Kaelin, US-amerikanischer Schauspieler
- 09. März: Giovanni di Lorenzo, deutsch-italienischer Journalist
- 10. März: Hans-Jürgen Kaiser, deutscher Organist
- 11. März: Elisabeth Schroedter, deutsche Europaabgeordnete
- 11. März: Maria Epple, deutsche Skirennläuferin
- 11. März: Martin Loeb, französischer Schauspieler († 2025)
- 11. März: Nina Hartley, US-amerikanische Pornodarstellerin
- 11. März: Dejan Stojanović, serbisch-US-amerikanischer Dichter
- 12. März: Dennis Alexio, US-amerikanischer Schauspieler und Boxer
- 12. März: Eckhard Corsmeyer, deutscher Jurist
- 12. März: Hermann Parzinger, deutscher Prähistoriker und Präsident des DAI
- 13. März: Till Backhaus, deutscher Politiker
- 13. März: Greg Norton, US-amerikanischer Bassist und Koch
- 15. März: Peter Ablinger, österreichischer Komponist († 2025)
- 15. März: Renny Harlin, finnischer Filmregisseur und Produzent
- 15. März: Fabio Lanzoni, italienisches Model und Filmschauspieler
- 15. März: Ben Okri, nigerianischer Schriftsteller
- 16. März: Flavor Flav, US-amerikanischer Rapper
- 16. März: Arben Minga, albanischer Fußballspieler († 2007)
- 16. März: Ludger Pistor, deutscher Schauspieler

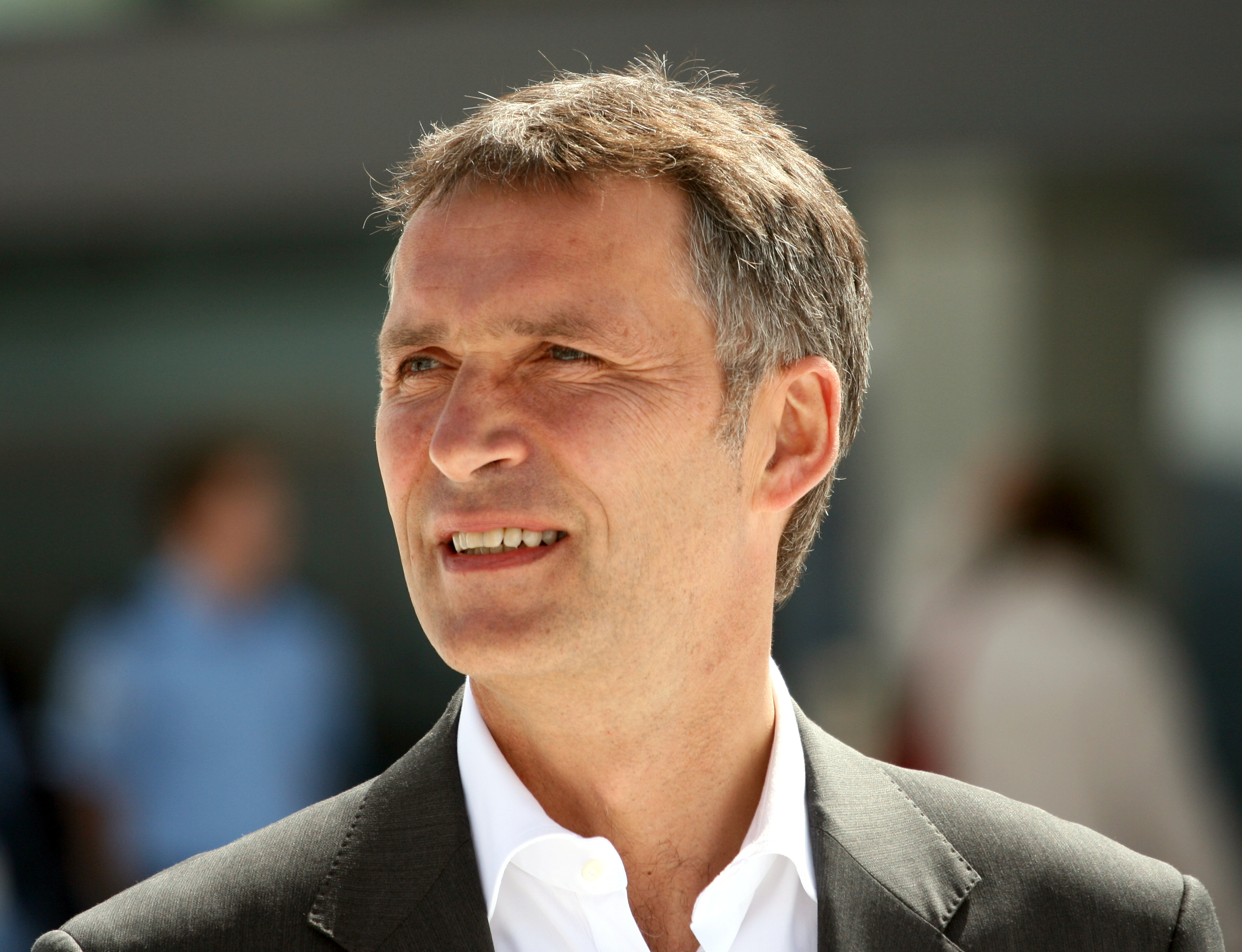
Jens Stoltenberg, 2009

- 16. März: Jens Stoltenberg, norwegischer Politiker und Staatsminister
- 16. März: Savina Yannatou, griechische Sängerin
- 17. März: Danny Ainge, US-amerikanischer Basketballspieler
- 17. März: Johanna Gastdorf, deutsche Schauspielerin

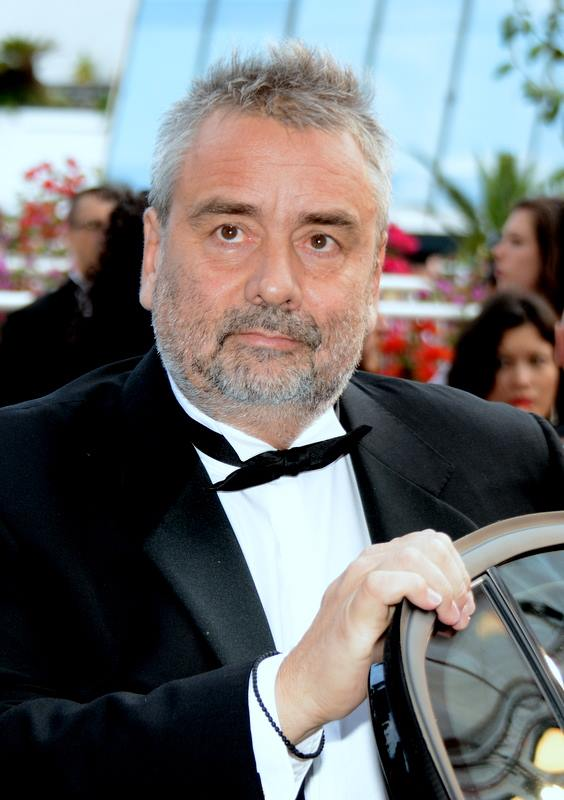
Luc Besson, 2014

- 18. März: Luc Besson, französischer Filmregisseur
- 18. März: Irene Cara, US-amerikanische Sängerin und Schauspielerin († 2022)
- 18. März: Roberto Tricella, italienischer Fußballspieler
- 19. März: Gunar Schimrock, deutscher Handballtorwart
- 20. März: Sting, US-amerikanischer Wrestler
- 20. März: Thomas Ehrhorn, deutscher Politiker
- 20. März: Martin Short, britischer Automobilrennfahrer
- 21. März: Jay Hilgenberg, US-amerikanischer American-Football-Spieler
- 21. März: Nobuo Uematsu, japanischer Musiker
- 22. März: Bernd Asmus, deutscher Komponist und Hochschuldozent
- 22. März: Stefan Maskiewicz, deutscher Künstler
- 22. März: Matthew Modine, US-amerikanischer Schauspieler
- 23. März: Zuzana Brabcová, tschechische Schriftstellerin († 2015)
- 23. März: Epic Soundtracks, britischer Musiker und Künstler († 1997)
- 24. März: Terrell Anthony, US-amerikanischer Schauspieler
- 24. März: Emmit King, US-amerikanischer Leichtathlet († 2021)
- 24. März: Renaldo Nehemiah, US-amerikanischer Leichtathlet
- 24. März: Uwe Schwenker, deutscher Handballspieler und -funktionär
- 25. März: Cecilia Stegö Chilò, schwedische Politikerin († 2025)
- 25. März: Petra Zieger, deutsche Rocksängerin
- 26. März: Axel Berg, deutscher Politiker, MdB
- 26. März: Harry Pflügl, deutscher Eishockeyspieler
- 26. März: Sigi Roch, deutscher Handballspieler
- 27. März: Klaus-Dieter Dieckmann, deutscher Fußballer
- 27. März: Petra Heß, deutsche Politikerin
- 28. März: Laura Chinchilla, costa-ricanische Politikerin
- 28. März: Jacob de Haan, niederländischer Komponist und Musiker
- 28. März: Christopher Lamb, US-amerikanischer Perkussionist und Musikpädagoge
- 29. März: Perry Farrell, US-amerikanischer Rockmusiker
- 30. März: Sabine Meyer, deutsche Klarinettistin
- 31. März: Thierry Claveyrolat, französischer Radrennfahrer († 1999)
- 31. März: Markus Hediger, Schweizer Schriftsteller und Übersetzer
- 31. März: Peter Van den Bossche, belgischer Jurist, Hochschullehrer und Mitglied am Appellate Body der WTO

### April
- 01. April: Anna Augustynowicz, polnische Theaterregisseurin
- 01. April: Helmut Duckadam, rumänischer Fußballtorwart († 2024)
- 01. April: Christian Thielemann, deutscher Dirigent
- 01. April: Barbara Weinzierl, österreichische Kabarettistin und Schauspielerin
- 02. April: Rolf Schwanitz, deutscher Politiker
- 02. April: Juha Kankkunen, finnischer Rallyefahrer
- 02. April: Gelindo Bordin, italienischer Marathonläufer
- 03. April: Mark Adler, US-amerikanischer Informatiker und Raumfahrtingenieur
- 03. April: David Hyde Pierce, US-amerikanischer Schauspieler
- 03. April: Tadej Slabe, slowenischer Geograph und Extremkletterer
- 03. April: Fermín Vélez, spanischer Automobilrennfahrer († 2003)
- 05. April: Armin Andres, deutscher Basketballspieler und -trainer
- 05. April: Daniele Cioni, italienischer Sportschütze († 2021)
- 05. April: Co Streiff, schweizerische Jazzmusikerin
- 05. April: Martin Verdonk, niederländischer Jazzperkussionist
- 06. April: Aljaksandr Karschakewitsch, weißrussischer Handballtrainer und -spieler
- 06. April: Pietro Vierchowod, italienischer Fußballspieler
- 07. April: Çingiz Abdullayev, aserbaidschanischer Schriftsteller
- 08. April: Andreas Schäfer, deutscher Filmkomponist
- 09. April: Erik Veje Rasmussen, dänischer Handballspieler und -trainer
- 10. April: Katrin Mietzner, deutsche Handballspielerin
- 10. April: Jochen Nickel, deutscher Schauspieler
- 10. April: Brian Setzer, US-amerikanischer Musiker
- 10. April: Stanislaw Tillich, deutscher Politiker

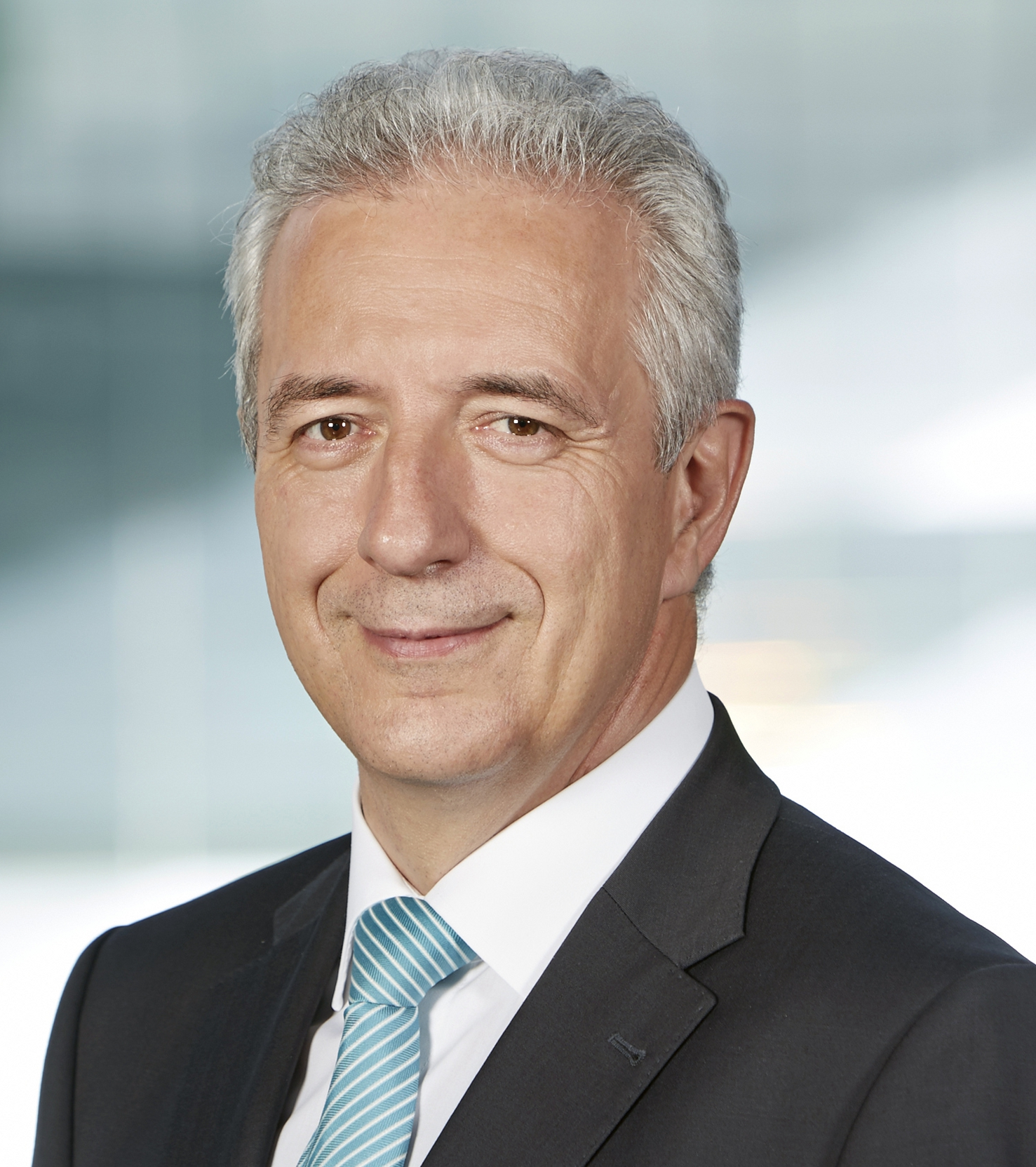
Stanislaw Tillich, 2014

- 12. April: Andy Bausch, Luxemburger Filmregisseur
- 13. April: Michael Goldmann, deutscher Eishockeyspieler
- 13. April: Zeruya Shalev, israelische Schriftstellerin
- 14. April: Bert Blase, niederländischer Politiker der PvdA
- 15. April: Fruit Chan, chinesischer Regisseur
- 15. April: Uli Dembinski, deutscher Kunstflugpilot
- 15. April: Christian Hartmann, deutscher Historiker
- 15. April: Emma Thompson, britische Schauspielerin
- 16. April: Stefan Hecker, deutscher Handballspieler († 2019)
- 16. April: Hartmut Koschyk, deutscher Politiker, MdB
- 17. April: Sean Bean, britischer Schauspieler
- 17. April: Günther Kolbe, deutscher Jurist
- 18. April: Norihiko Akagi, japanischer Politiker
- 19. April: Patricia Charbonneau, US-amerikanische Schauspielerin
- 19. April: Martin Fenski, deutscher Jurist
- 20. April: James Wong, US-amerikanischer Produzent, Drehbuchautor und Regisseur
- 21. April: Robert Smith, Gründer, Sänger und Gitarrist der Rockband The Cure
- 21. April: Gerhard Delling, deutscher Sportjournalist
- 21. April: Jerry Only, US-amerikanischer Rockmusiker
- 22. April: Peter Druschel, Gründungsdirektor des Max-Planck-Instituts für Informatik
- 22. April: Martin Ebel, Eishockeyspieler
- 22. April: Ryan Stiles, US-amerikanischer Schauspieler
- 23. April: Georgina Abela, maltesische Sängerin und Komponistin
- 23. April: Anba Gabriel, ägyptischer Bischof
- 24. April: Marc-Aeilko Aris, deutscher Mediävist, Philologe, Philosophiehistoriker und Priester
- 24. April: Peter Jahr, deutscher Politiker
- 24. April: Johannes Rauch, österreichischer Politiker
- 26. April: Tom Pauls, deutscher Schauspieler und Kabarettist
- 26. April: Gerald Brandstötter, österreichischer Bildhauer († 2004)
- 26. April: Michael Lielacher, österreichischer Manager und Unternehmer
- 27. April: Sheena Easton, britische Sängerin
- 27. April: Daniel E. Freeman, US-amerikanischer Musikhistoriker und -wissenschaftler
- 27. April: Scott Robinson, US-amerikanischer Jazzsaxophonist
- 27. April: Doris Senger, deutsche Politikerin
- 28. April: Norbert Campmann, deutscher Musiker († 2007)
- 28. April: Susanne Hüttmann-Stoll, Richterin am deutschen Bundessozialgericht
- 28. April: Erhard Loretan, Schweizer Bergsteiger († 2011)
- 29. April: Craig Armstrong, schottischer Komponist
- 30. April: Elaine Fine, US-amerikanische Komponistin
- 30. April: Stephen Harper, kanadischer Politiker
- 30. April: Veit Scherzer, deutscher Ordenskundler, Autor, Herausgeber und Verleger

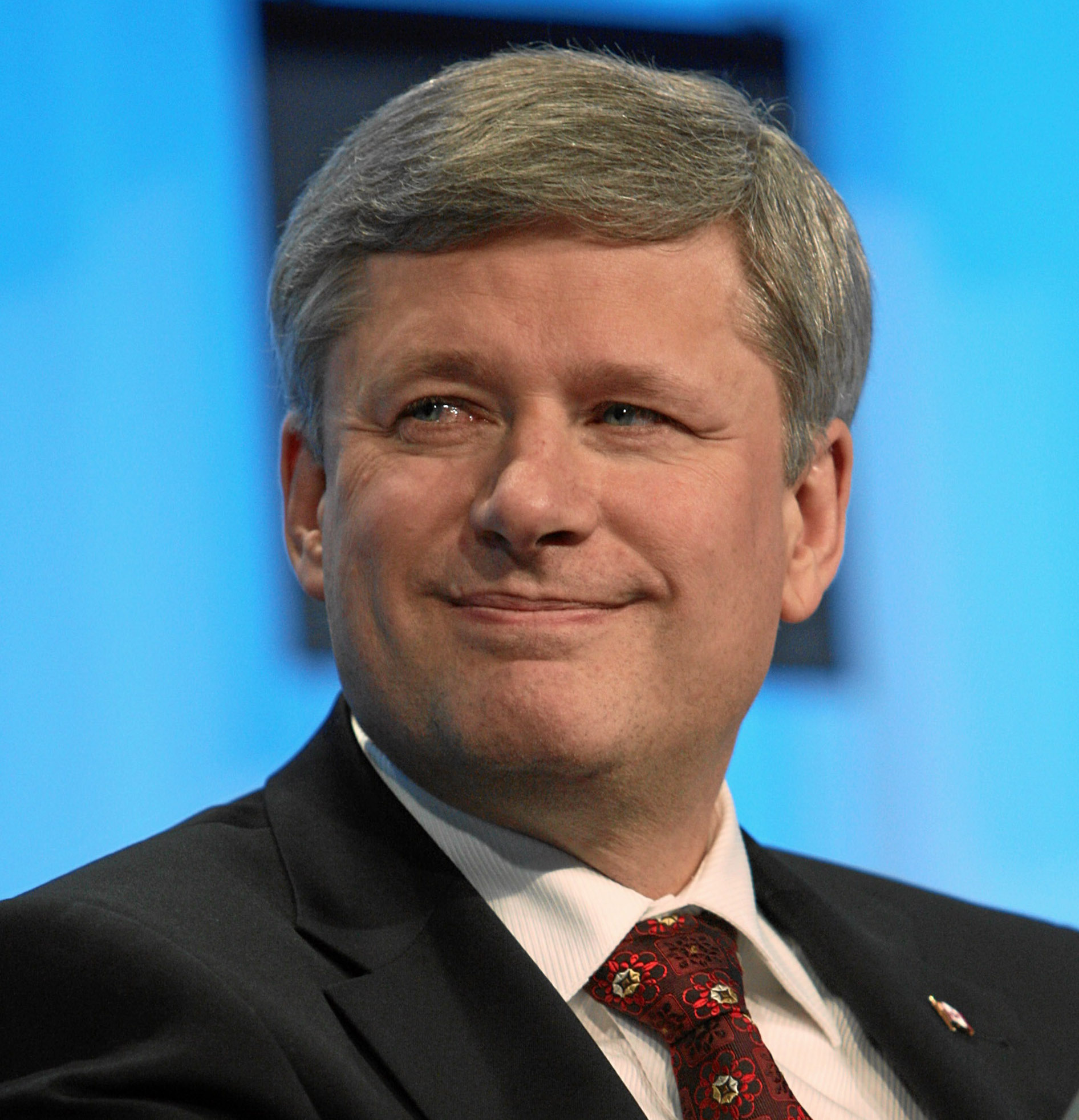
Stephen Harper, 2010

### Mai
- 01. Mai: Bea von Malchus, deutsche Schauspielerin, Regisseurin und Autorin
- 02. Mai: Marcel van de Beeten, niederländischer Jazzgitarrist und Singer-Songwriter
- 02. Mai: Lone Scherfig, dänische Drehbuchautorin und Regisseurin
- 03. Mai: Shigeru Kan-no, japanischer Dirigent und Komponist
- 03. Mai: Udo Schnittker, deutscher Brigadegeneral
- 03. Mai: Andrea Spatzek, österreichische Schauspielerin
- 04. Mai: Maurizio Cheli, italienischer Luftwaffenoffizier und Astronaut
- 04. Mai: Udo Hemmelgarn, deutscher Politiker

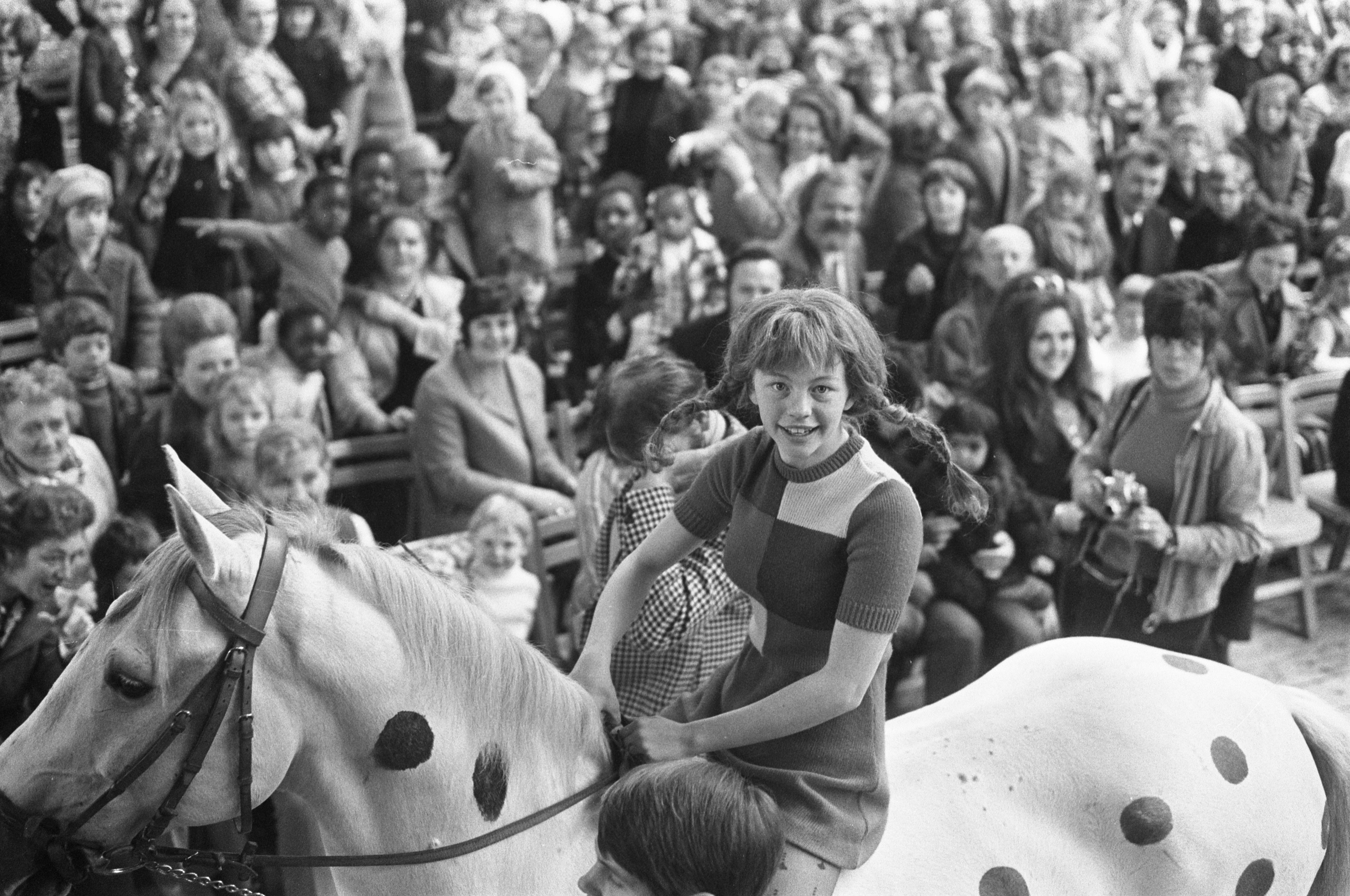
Inger Nilsson als Pippi Langstrumpf 1972

- 04. Mai: Inger Nilsson, schwedische Schauspielerin
- 04. Mai: Pavel Chaloupka, tschechoslowakischer Fußballspieler und Fußballtrainer († 2025)
- 04. Mai: Randy Travis, US-amerikanischer Country-Sänger und Songwriter
- 05. Mai: Éric Barret, französischer Jazzmusiker († 2025)
- 05. Mai: Steve Stevens, US-amerikanischer Musiker
- 06. Mai: Didier Conrad, französischer Comiczeichner, u. a. von Asterix
- 06. Mai: Miguel Macedo, portugiesischer Politiker († 2025)
- 06. Mai: Oskar Prinz von Preußen, 37. Herrenmeister des Johanniterordens
- 07. Mai: Horst Eckert, deutscher Autor von Kriminalromanen
- 07. Mai: Bruno Ilien, französischer Automobilrennfahrer
- 09. Mai: János Áder, ungarischer Politiker
- 09. Mai: Fred Apke, deutscher Dramatiker, Regisseur und Schauspieler
- 09. Mai: Thomas Bading, deutscher Schauspieler
- 09. Mai: Dennis Chambers, US-amerikanischer Schlagzeuger
- 09. Mai: Ulrich Matthes, deutscher Schauspieler
- 10. Mai: Hamide Akbayir, deutsche Politikerin
- 10. Mai: Giorgi Guraspaschwili, georgischer Maler und Bildhauer
- 10. Mai: Heinz Karrer, Schweizer Manager und Handballspieler
- 10. Mai: Agustin Kola, albanischer Fußballspieler
- 11. Mai: Didier Guillaume, französischer Politiker und Staatsminister von Monaco († 2025)
- 12. Mai: Lutz Blochberger, deutscher Schauspieler
- 12. Mai: Ving Rhames, US-amerikanischer Schauspieler
- 12. Mai: Klaus Zechiel-Eckes, deutscher Historiker († 2010)
- 13. Mai: Roger Muraro, französischer Pianist
- 13. Mai: Andreas Wimberger, österreichischer Schauspieler und Sprecher († 2019)
- 14. Mai: Patrick Bruel, französischer Sänger und Schauspieler
- 14. Mai: James Iahuat, vanuatuischer Boxer († 2021)
- 14. Mai: Stéphane Mertens, belgischer Motorradrennfahrer
- 15. Mai: Maurizio Angeloni, italienischer Regisseur
- 15. Mai: Andrew Eldritch, englischer Sänger und Produzent

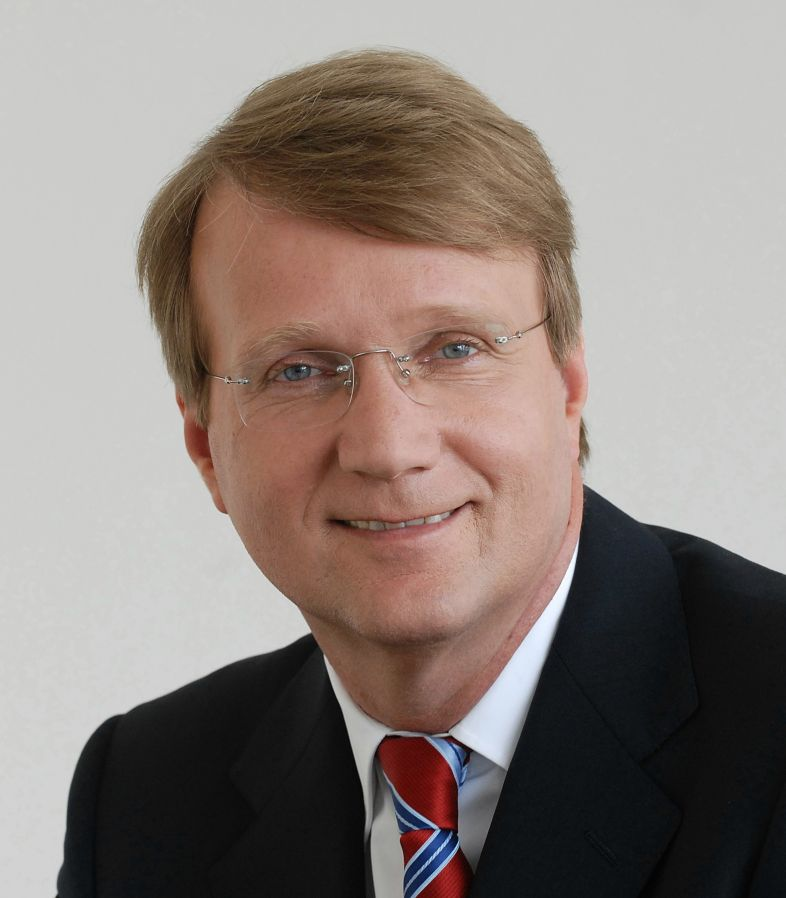
Ronald Pofalla, 2007

- 15. Mai: Ronald Pofalla, deutscher Politiker
- 15. Mai: Thomas Springel, deutscher Handballspieler
- 16. Mai: Gregory Johnston, neuseeländischer Ruderer
- 16. Mai: Guy Zerafa, kanadischer Musiker und Komponist
- 17. Mai: Jojo Anand, indischer Bischof von Hazaribag
- 17. Mai: Michaela Sburny, österreichische Politikerin
- 18. Mai: Dominik Brunner, deutscher Manager und S-Bahn-Held († 2009)
- 18. Mai: Lauren Flanigan, US-amerikanische Opernsängerin
- 18. Mai: Jörg Pose, deutscher Schauspieler

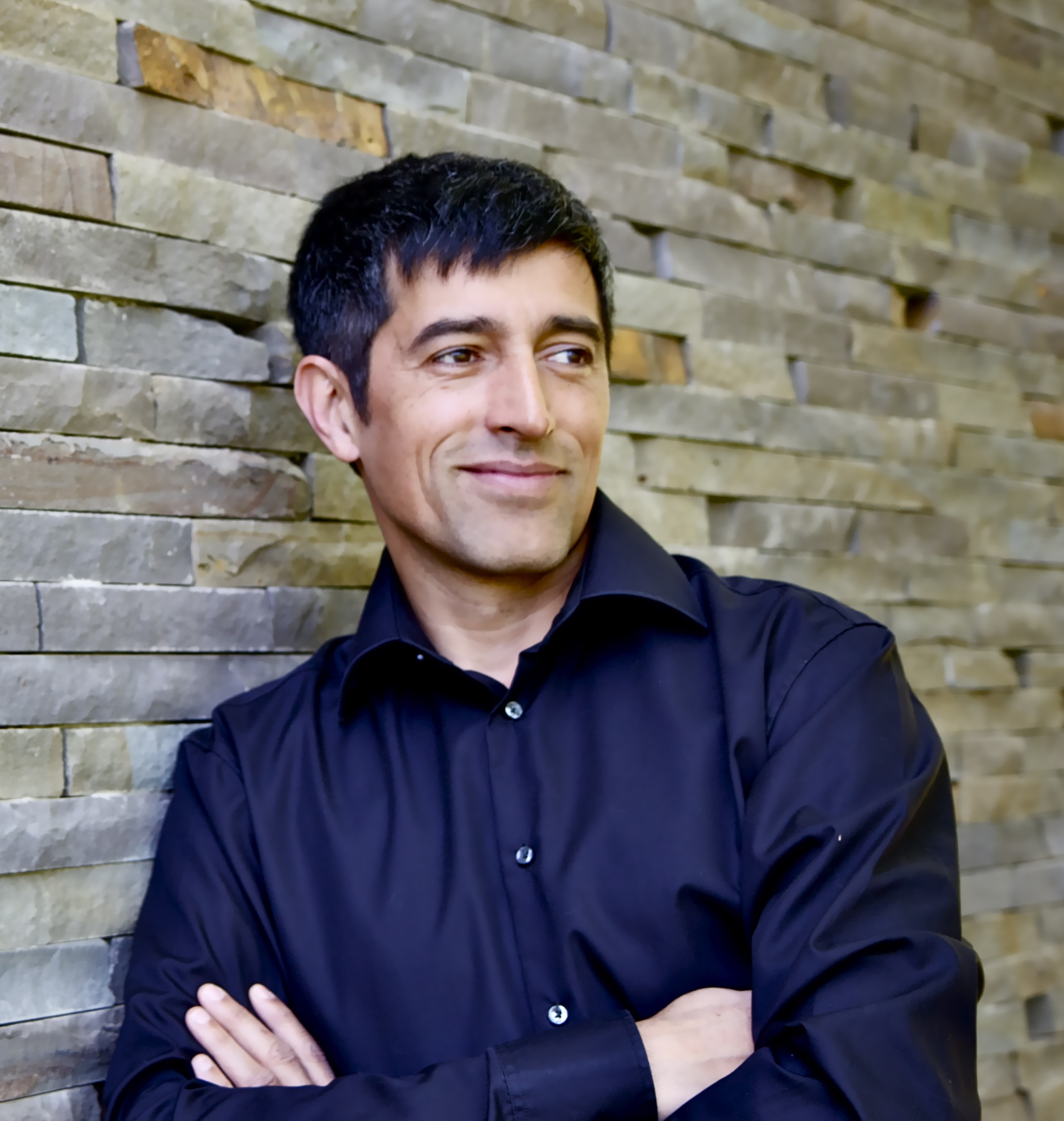
Ranga Yogeshwar

- 18. Mai: Ranga Yogeshwar, Redakteur und Moderator beim WDR
- 19. Mai: Nicole Brown Simpson, US-amerikanisches Mordopfer († 1994)
- 20. Mai: Marianne Curley, australische Jugendbuchautorin
- 20. Mai: Israel Kamakawiwoʻole, hawaiischer Sänger († 1997)
- 21. Mai: Jan Ruzicka, deutscher Regisseur
- 21. Mai: Andreas Trautmann, deutscher Fußballspieler
- 21. Mai: Nick Cassavetes, US-amerikanischer Schauspieler und Regisseur
- 22. Mai: Linda Emond, US-amerikanische Schauspielerin
- 22. Mai: Mara Mattuschka, österreichische Filmregisseurin und Performance-Künstlerin
- 22. Mai: Morrissey, britischer Sänger
- 22. Mai: László Palácsik, ungarischer Biathlet († 2022)
- 22. Mai: Harry Standjofski, kanadischer Schauspieler, Synchronsprecher und Theaterregisseur († 2025)
- 23. Mai: Marcella Mesker, niederländische Tennisspielerin
- 24. Mai: Per-Eric Lindbergh, schwedischer Eishockeytorhüter († 1985)
- 24. Mai: Franz Rieger, deutscher Politiker, MdL Bayern
- 24. Mai: Max Strauß, deutscher Jurist und ältester Sohn von Franz Josef Strauß
- 25. Mai: Aribert Wolf, deutscher Politiker
- 26. Mai: Benoît Fromanger, französischer Flötist, Dirigent und Musikpädagoge
- 26. Mai: Lothar Neukirchner, deutscher Motorradrennfahrer
- 27. Mai: Angelika Bartsch, deutsche Schauspielerin
- 27. Mai: Marcus Mislin, Schweizer Schauspieler und Theaterregisseur
- 29. Mai: Susanne Czepl, österreichische Schauspielerin
- 29. Mai: Reimund Dietzen, deutscher Radrennfahrer
- 29. Mai: Igor Alexandrowitsch Domnikow, russischer Journalist († 2000)

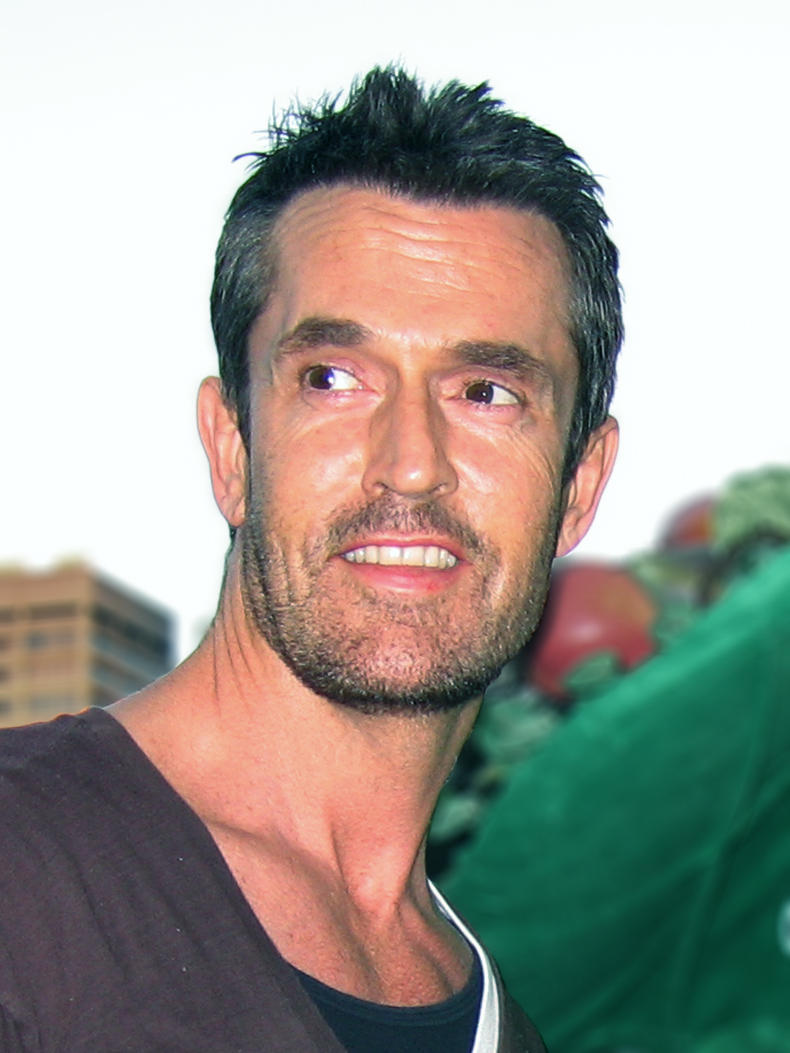
Rupert Everett, 2007

- 29. Mai: Rupert Everett, britischer Schauspieler
- 29. Mai: Mel George Gaynor, britischer Schlagzeuger
- 29. Mai: Steve Hanley, britischer Musiker
- 29. Mai: Roland Koch, Schweizer Schauspieler
- 29. Mai: Adrian Paul, britischer Schauspieler
- 30. Mai: Georg-Christof Bertsch, deutscher Designer
- 30. Mai: Wyndham St. John, kanadische Reiterin († 2023)
- 30. Mai: Pietro Tonolo, italienischer Jazzsaxophonist
- 31. Mai: Florian Bramböck, österreichischer Komponist und Professor
- 31. Mai: Andrea de Cesaris, italienischer Automobilrennfahrer († 2014)

### Juni
- 01. Juni: Alfred Adewale Martins, Erzbischof von Lagos
- 01. Juni: Martin Brundle, britischer Formel-1-Rennfahrer
- 02. Juni: Michel Aoun, libanesischer Priester und Bischof
- 02. Juni: Conradin Cathomen, Schweizer Skirennläufer
- 02. Juni: Rineke Dijkstra, niederländische Fotografin
- 03. Juni: Waltraut Antonov, österreichische Politikerin
- 03. Juni: Ruth Weckenmann, deutsche SPD-Politikerin, MdL von Baden-Württemberg
- 04. Juni: Anil Ambani, indischer Geschäftsmann Anil Ambani, 2009

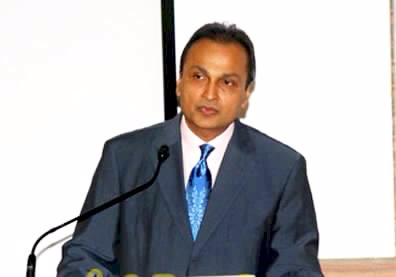
Anil Ambani, 2009

- 04. Juni: Brent Michael Davids, US-amerikanischer Komponist
- 05. Juni: Helmuth Frauendorfer, deutscher Schriftsteller († 2024)
- 05. Juni: Werner Schildhauer, deutscher Leichtathlet
- 06. Juni: Jürgen Bärsch, deutscher römisch-katholischer Theologe
- 06. Juni: Marwan Barghuthi, palästinensischer Politiker
- 06. Juni: Andrew Bernstein, US-amerikanischer Philosoph
- 06. Juni: David Schultz, US-amerikanischer Ringer († 1996)
- 06. Juni: Neal H. Moritz, US-amerikanischer Filmproduzent
- 06. Juni: Andreas Liebold, deutscher Moderator, Kabarettist, Autor und Medientrainer
- 06. Juni: Andrei Wassiljewitsch Prokofjew, sowjetischer Leichtathlet († 1989)
- 06. Juni: Rainer Kaufmann, deutscher Regisseur
- 07. Juni: Matthew Ishaya Audu, nigerianischer Bischof
- 07. Juni: Mike Pence, US-amerikanischer Politiker und Vizepräsident
- 07. Juni: Andreas Renner, deutscher Politiker
- 07. Juni: Anker Eli Petersen, färöischer Grafiker, Briefmarken-Gestalter und Autor
- 07. Juni: Tracey Adams, US-amerikanische Pornodarstellerin
- 08. Juni: Emmanuel Bex, französischer Jazzorganist
- 08. Juni: Christoph Matznetter, österreichischer Politiker
- 09. Juni: Fritz Rott, deutscher Synchronsprecher und Dialogbuchautor
- 10. Juni: Carlo Ancelotti, italienischer Fußballspieler und -trainer
- 10. Juni: Bernardito Cleopas Auza, philippinischer Erzbischof
- 10. Juni: Rainer Balzer, deutscher Ingenieur und Politiker
- 11. Juni: Mike Arcuri, US-amerikanischer Politiker
- 11. Juni: Hugh Laurie, englischer Schauspieler
- 12. Juni: Beniamino Vignola, italienischer Fußballspieler
- 13. Juni: Bojko Borissow, bulgarischer Politiker
- 13. Juni: Jim Irsay, US-amerikanischer Sportfunktionär († 2025)
- 13. Juni: Klaus Johannis, deutschstämmiger rumänischer Politiker
- 13. Juni: Mike Smith, US-amerikanischer American-Football-Trainer
- 14. Juni: Marcus Miller, US-amerikanischer Musiker und E-Bassist
- 15. Juni: Robert Cohen, britischer Cellist und Musikpädagoge
- 15. Juni: Tor Endresen, norwegischer Popsänger
- 16. Juni: Susan Schubert, deutsche Sängerin
- 16. Juni: James Hellwig, US-amerikanischer Wrestler († 2014)
- 16. Juni: Hagen Melzer, deutscher Leichtathlet
- 17. Juni: Baltazar Maria de Moráis Junior, brasilianischer Fußballspieler
- 17. Juni: Judith Kuckart, deutsche Tänzerin, Choreografin, Regisseurin und Schriftstellerin
- 17. Juni: Reinmar Henschke, deutscher Jazz-Pianist und Komponist
- 17. Juni: Adrie van der Poel, niederländischer Radrennfahrer
- 17. Juni: Kazuki Yao, japanischer Synchronsprecher
- 18. Juni: Ricky van Helden, deutscher Rockmusiker
- 18. Juni: Zuzana Navarová, tschechische Sängerin, Musikerin und Komponistin († 2004)
- 18. Juni: Jan Rokita, polnischer Politiker der Partei „Platforma Obywatelska“
- 19. Juni: Christian Wulff, deutscher Politiker, zehnter Bundespräsident Christian Wulff, 2009

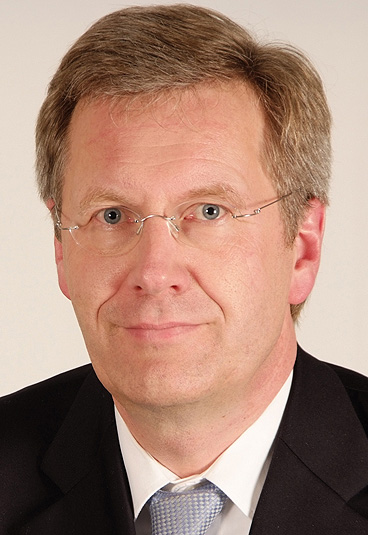
Christian Wulff, 2009

- 20. Juni: Thomas Krüger, deutscher Politiker und Präsident der Bundeszentrale für politische Bildung
- 20. Juni: Peter Rehaag, deutscher Politiker
- 21. Juni: Richard Baawobr, ghanaischer Kardinal, Bischof von Wa († 2022)
- 21. Juni: Tom Chambers, US-amerikanischer Basketballspieler
- 21. Juni: Kathy Mattea, US-amerikanische Country-Sängerin und Songschreiberin
- 21. Juni: Stefano Mingardo, italienischer American-Football-Spieler und Schauspieler († 2014)
- 21. Juni: Thomas Überall, österreichischer Freestyle-Skier
- 21. Juni: Hans-Joachim Watzke, deutscher Fußball-Funktionär
- 22. Juni: Tristán Bauer, argentinischer Filmregisseur, Drehbuchautor und Kameramann
- 22. Juni: Nicola Sirkis, französischer Musiker
- 22. Juni: Stéphane Sirkis, französischer Musiker († 1999)
- 23. Juni: Karin Kortmann, deutsche Politikerin
- 23. Juni: Michel Trollé, französischer Automobilrennfahrer
- 24. Juni: Edith Nawakwi, sambische Politikerin († 2025)
- 24. Juni: Markus Wienstroer, deutscher Gitarrist und Geiger
- 25. Juni: Lutz Dombrowski, deutscher Leichtathlet
- 25. Juni: Rolf Mützenich, deutscher Politiker und MdB
- 26. Juni: Wenche Elizabeth Arntzen, norwegische Richterin
- 26. Juni: Joëlle Aubron, französische Terroristin († 2006)
- 26. Juni: Leander Haußmann, deutscher Film- und Theaterregisseur
- 26. Juni: Josef Mahlmeister, deutscher Autor
- 27. Juni: Andreas Neugeboren, deutscher Theaterschauspieler, Journalist und Fernsehmoderator
- 27. Juni: Janusz Kamiński, polnisch-US-amerikanischer Kameramann
- 27. Juni: Jeff Miller, US-amerikanischer Politiker
- 27. Juni: Khadja Nin, belgische Musikerin
- 27. Juni: Corien Wortmann, niederländische Managerin und Politikerin
- 28. Juni: Siegfried Grüninger, deutscher Fußballtorhüter († 2016)
- 28. Juni: Silvo Lahtela, deutscher Schriftsteller und Schachspieler
- 28. Juni: Frank Wörndl, deutscher Skirennläufer
- 30. Juni: Vincent D’Onofrio, US-amerikanischer Schauspieler
- 30. Juni: Daniel Goldhagen, US-amerikanischer Soziologe und Politologe

### Juli
- 01. Juli: Marilyn Perkins Biery, US-amerikanische Kirchenmusikerin und Komponistin
- 01. Juli: Kim Hyung-chil, südkoreanischer Reiter († 2006)
- 02. Juli: Iris Radisch, deutsche Literatur-Journalistin
- 03. Juli: Kader Arif, französischer Politiker
- 03. Juli: Helmut Kurrat, deutscher Handballspieler und Handballtrainer
- 04. Juli: Victoria Abril, spanische Schauspielerin
- 04. Juli: Uwe Klett, deutscher Politiker
- 04. Juli: Daniel Fernando Kardinal Sturla Berhouet, Erzbischof von Montevideo
- 05. Juli: Marc Cohn, US-amerikanischer Singer-Songwriter
- 05. Juli: Pablo Helman, argentinischer Künstler
- 06. Juli: Mikael Andersson, schwedischer Eishockeyspieler
- 06. Juli: Joe Jacoby, US-amerikanischer American-Football-Spieler
- 06. Juli: Thomas Kügel, deutscher Schauspieler
- 06. Juli: Yves Laroche, kanadischer Freestyle-Skier
- 06. Juli: Tilo Schmitz, deutscher Synchronsprecher
- 07. Juli: Alessandro Nannini, italienischer Formel-1-Rennfahrer
- 07. Juli: Kerstin Knabe, deutsche Leichtathletin
- 07. Juli: Wanda Bieler, italienische Skirennläuferin
- 08. Juli: Bill Farmer, neuseeländischer Automobilrennfahrer
- 08. Juli: Robert Knepper, US-amerikanischer Schauspieler
- 08. Juli: Víctor Rasgado, mexikanischer Komponist († 2023)

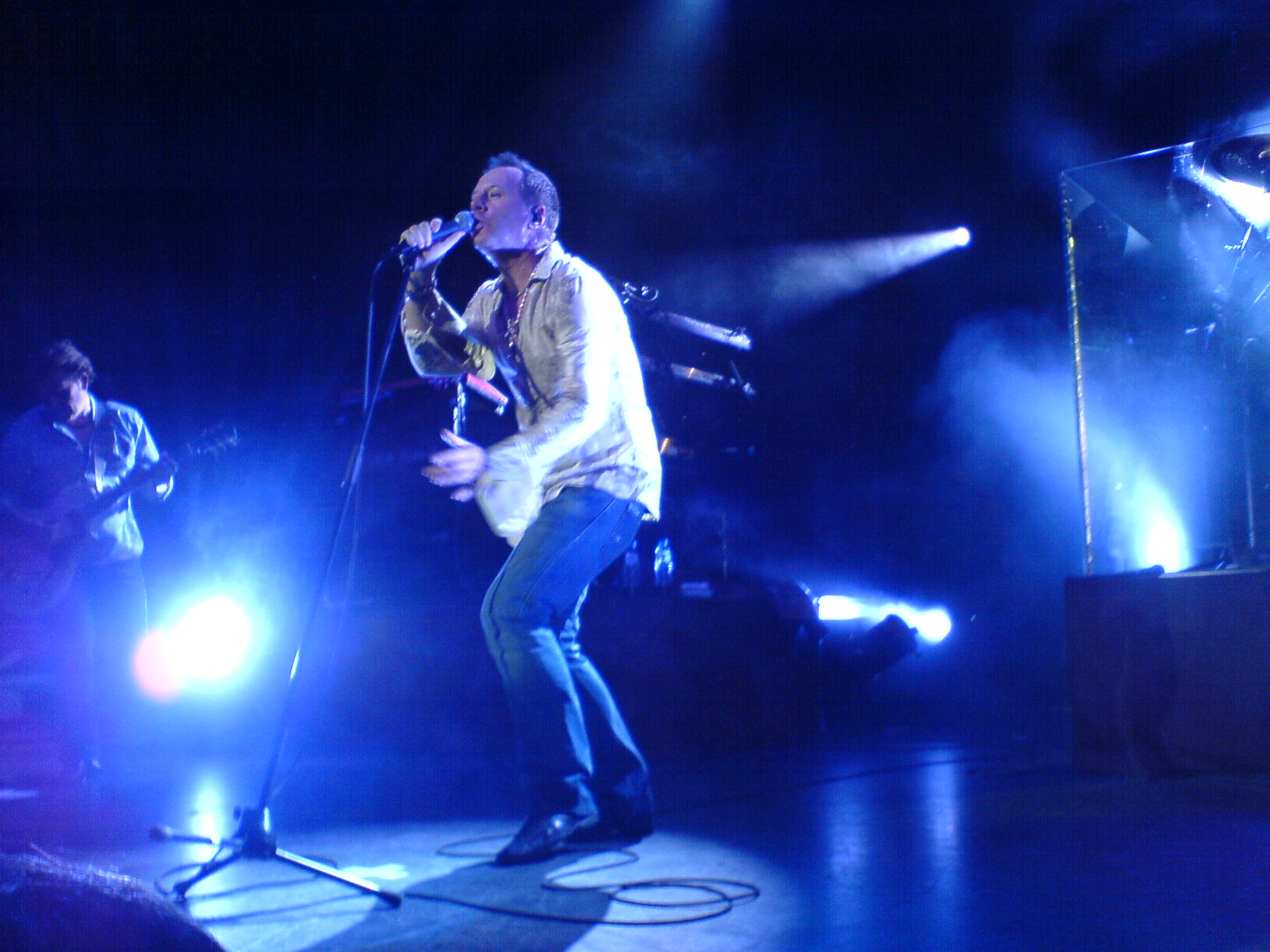
Jim Kerr, 2006

- 09. Juli: Jim Kerr, Leadsänger und Songwriter der Gruppe Simple Minds
- 09. Juli: Kevin Nash, US-amerikanischer Profi-Wrestler
- 10. Juli: Anjani, US-amerikanische Sängerin und Pianistin
- 10. Juli: Michael Botticelli, US-amerikanischer Eiskunstläufer († 2023)
- 10. Juli: Hans-Otto Schmiedeberg, deutscher Politiker
- 10. Juli: Sandy West, US-amerikanische Sängerin († 2006)
- 11. Juli: Heidi-Elke Gaugel, deutsche Leichtathletin
- 11. Juli: Tobias Moretti, österreichischer Theater- und Filmschauspieler
- 11. Juli: Richie Sambora, US-amerikanischer Rock-Gitarrist
- 11. Juli: Lawrence Stroll, kanadischer Manager und Multimilliardär
- 11. Juli: Suzanne Vega, US-amerikanische Liedermacherin
- 14. Juli: Peter Angerer, deutscher Biathlet
- 14. Juli: Klaus Schreiber, deutscher Schauspieler
- 15. Juli: Michael Boddenberg, hessischer CDU-Politiker
- 16. Juli: Gary Allan Anderson, südafrikanischer American-Football-Spieler
- 16. Juli: Gerd Wessig, deutscher Leichtathlet

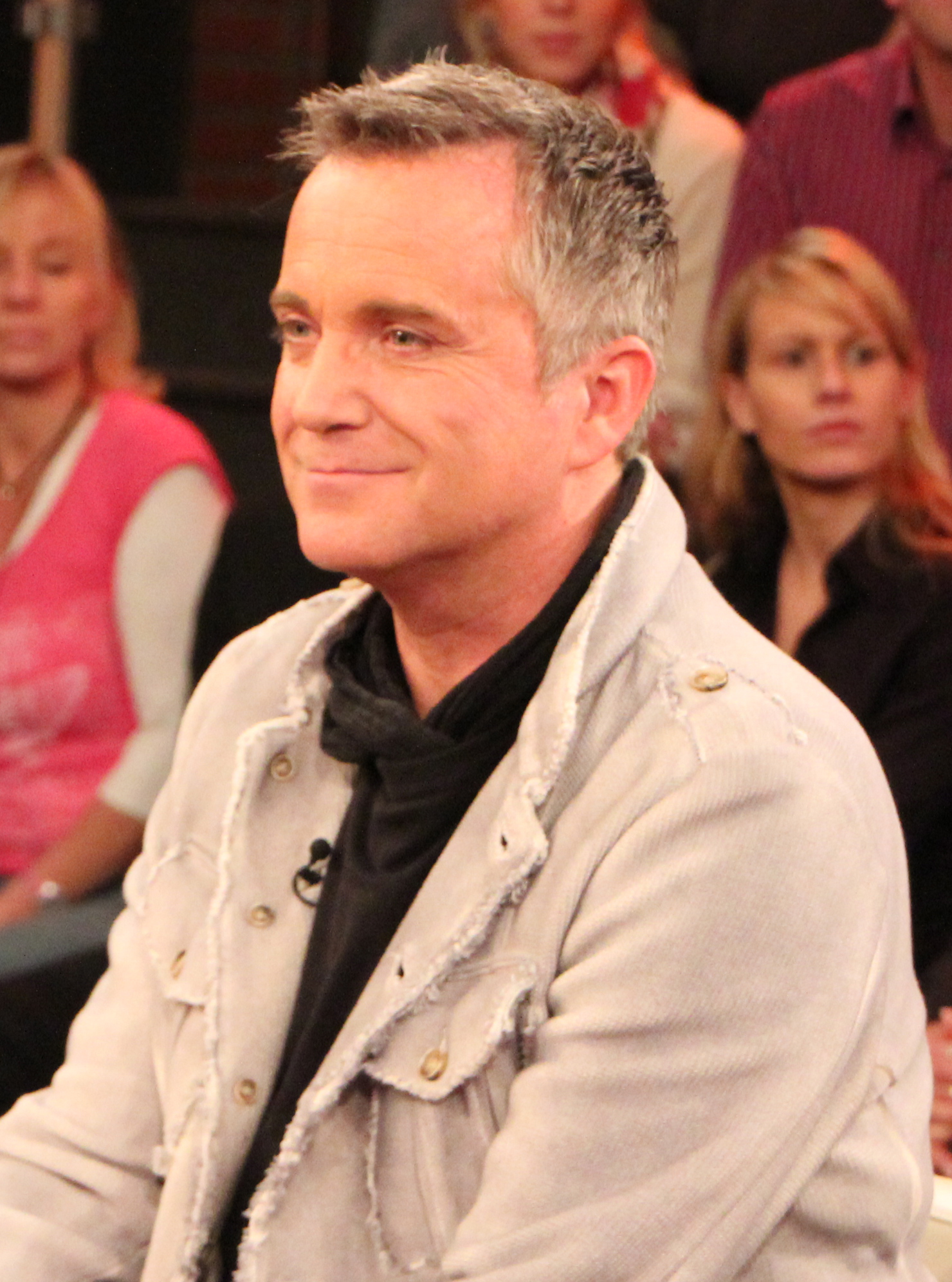
Jörg Knör, 2011

- 17. Juli: Jörg Knör, deutscher Komiker und Parodist
- 19. Juli: Wolfgang G. Amann, deutscher Politiker
- 19. Juli: Juan José Campanella, argentinischer Filmregisseur und Drehbuchautor
- 19. Juli: Jud Logan, US-amerikanischer Hammerwerfer († 2022)
- 20. Juli: Giovanna Amati, italienische Automobilrennfahrerin
- 20. Juli: Christian Ankowitsch, österreichischer Journalist und Schriftsteller
- 20. Juli: Radney Foster, US-amerikanischer Country-Sänger und Songwriter
- 21. Juli: Michael Hull, deutscher Wettkampftänzer
- 23. Juli: Noël Martin, britisch-jamaikanischer Bauarbeiter, Opfer rechter Gewalt in Deutschland († 2020)
- 24. Juli: Giuseppe Abbagnale, italienischer Ruderer
- 24. Juli: Barry Romberg, kanadischer Jazz-Schlagzeuger, Bandleader und Komponist
- 24. Juli: Thomas Schreiber, deutscher Journalist und TV-Programmleiter
- 24. Juli: Saskia Vester, deutsche Schauspielerin
- 24. Juli: Roland Wetzig, deutscher Bobfahrer
- 24. Juli: James Zollar, US-amerikanischer Jazztrompeter und Flügelhornist

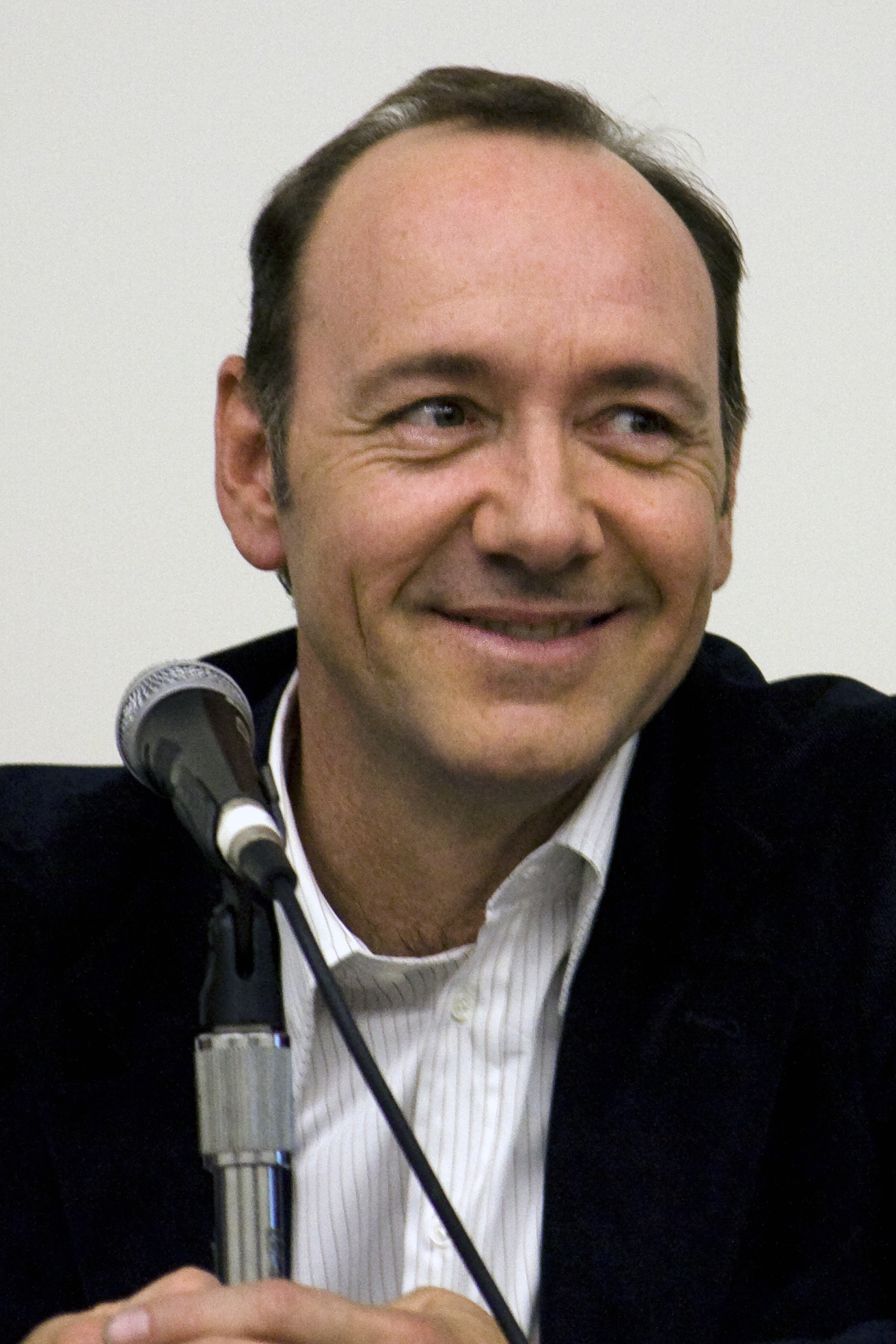
Kevin Spacey, 2008

- 26. Juli: Kevin Spacey, US-amerikanischer Schauspieler
- 27. Juli: Michael Sagmeister, deutscher Musiker
- 29. Juli: Klaus-Peter Dehde, deutscher Politiker
- 30. Juli: Petra Felke, deutsche Leichtathletin und Olympiasiegerin
- 31. Juli: Guillo Espel, argentinischer Komponist und Gitarrist
- 31. Juli: Stanley Jordan, US-amerikanischer Jazz-Gitarrist

### August
- 01. August: Peter-Martin Schmidt, Generalvikar im Bistum Fulda
- 03. August: Kōichi Tanaka, japanischer Chemiker, Nobelpreis für Chemie 2002
- 03. August: John C. McGinley, US-amerikanischer Schauspieler
- 03. August: Jürgen Martens, sächsischer Politiker
- 03. August: Stefan Oberndorfer, deutscher Unternehmer und Automobilrennfahrer
- 04. August: Anthony Radziwill, Schweizer Filmemacher († 1999)
- 05. August: Pat Smear, US-amerikanischer Musiker
- 05. August: Guntbert Warns, deutscher Schauspieler und Kabarettist
- 06. August: Eija-Liisa Ahtila, finnische Filmemacherin und Videokünstlerin
- 06. August: Darwin Rudy Andino Ramírez, honduranischer Bischof
- 07. August: Stephen Chow Sau-yan, chinesischer Kardinal, Bischof von Hongkong
- 07. August: Koenraad Elst, belgischer Historiker
- 07. August: Mike Hughes, kanadischer Ruderer

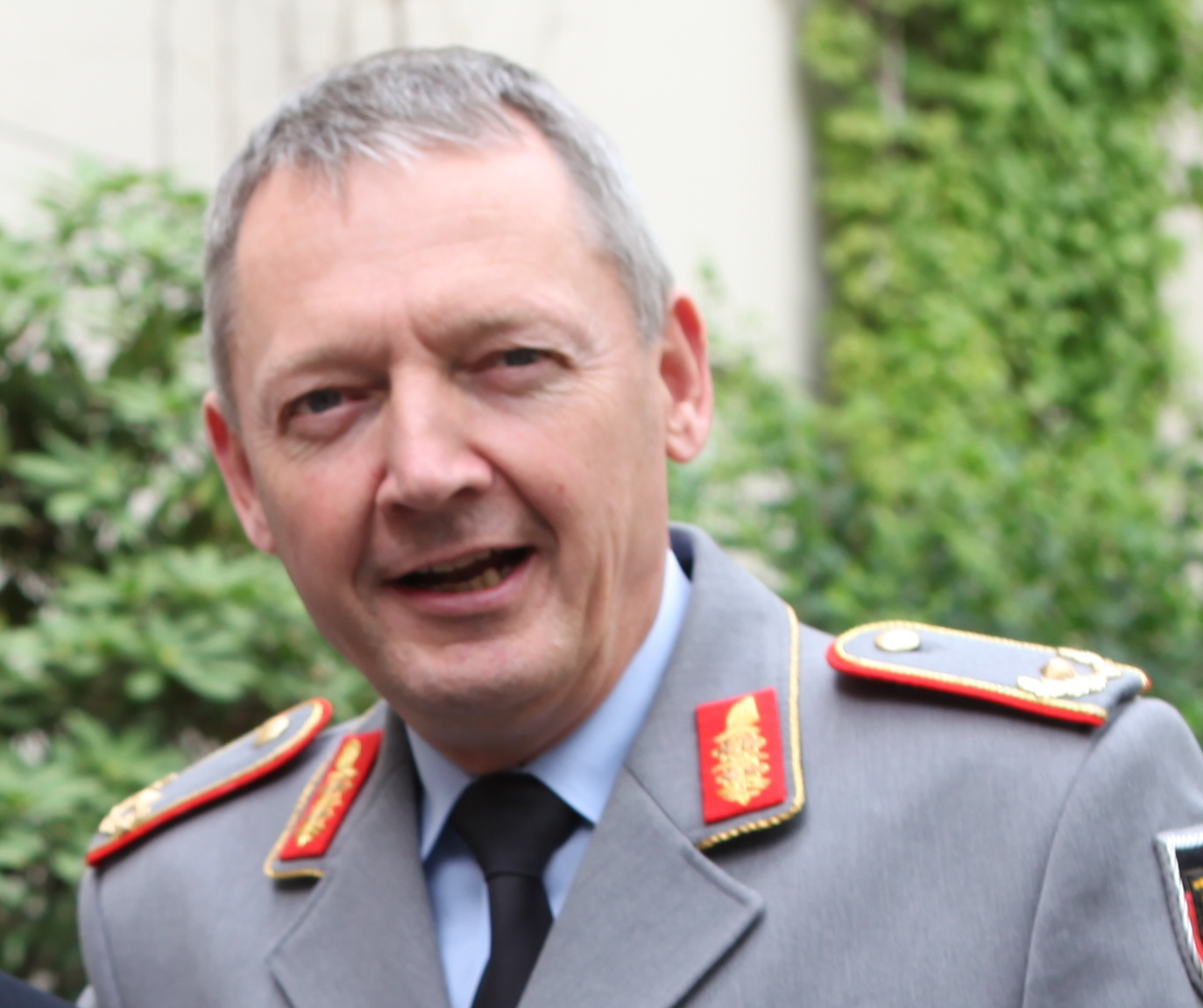
Brigadegeneral Michael Matz, 2015

- 07. August: Michael Matz, deutscher Brigadegeneral
- 07. August: Paolo Ravaglia, italienischer Komponist
- 07. August: Edward Simoni, deutsch-polnischer Panflötist bzw. Multi-Instrumentalist sowie Komponist und Arrangeur
- 08. August: Valerio Varesi, italienischer Journalist und Krimi-Schriftsteller
- 08. August: Ronald Weigel, deutscher Leichtathlet

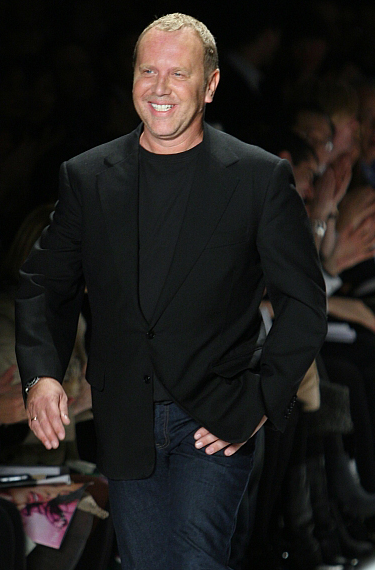
Michael Kors, 2008

- 09. August: James Kwesi Appiah, ghanaischer Fußballtrainer und -spieler
- 09. August: Michael Kors, US-amerikanischer Modeschöpfer
- 09. August: Idrissa Seck, Premierminister des Senegal
- 09. August: Kurtis Blow, Pionier des Rap
- 10. August: Rosanna Arquette, US-amerikanische Schauspielerin
- 11. August: Frank H. Asbeck, deutscher Unternehmer und Vorstandsvorsitzender
- 12. August: Michael Andrejewski, deutscher Politiker
- 12. August: Finn Borchsenius, dänischer Botaniker
- 12. August: Jerzy Kornowicz, polnischer Komponist
- 13. August: Jürgen Beck, deutscher Handballspieler
- 13. August: Thomas Ravelli, schwedischer Fußballspieler
- 14. August: Marcia Gay Harden, US-amerikanische Schauspielerin

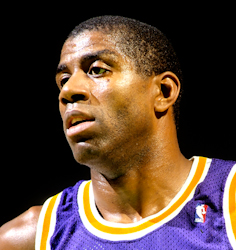
Earvin „Magic“ Johnson Jr.

- 14. August: Magic Johnson, US-amerikanischer Basketballspieler
- 15. August: Tim Ries, US-amerikanischer Jazz-Saxophonist und Hochschullehrer
- 16. August: Friedrich Aumayr, österreichischer Physiker
- 17. August: Jonathan Franzen, US-amerikanischer Schriftsteller
- 17. August: David Koresh, der Anführer der Davidianer-Sekte († 1993)
- 18. August: Jillian F. Banfield, australisch-amerikanische Mikrobiologin und Geologin
- 19. August: Alexander Groß, deutscher Eishockeyspieler
- 19. August: Maridalia Hernández, dominikanische Sängerin
- 20. August: Sabine Rossbach, deutsche Journalistin und Hörfunkmoderatorin, Direktorin des NDR-Landesfunkhauses Hamburg (2010- )
- 21. August: Ho Bong-chol, nordkoreanischer Gewichtheber
- 21. August: Frances Kirwan, britische Mathematikerin
- 21. August: Jiří Lála, tschechischer Eishockeyspieler
- 22. August: Heike Arnold, deutsche Unternehmerin
- 22. August: Eric Boeren, niederländischer Jazzkornettist
- 22. August: Deborah Sasson, US-amerikanische Opernsängerin und Musicaldarstellerin
- 23. August: John H. Adler, US-amerikanischer Politiker († 2011)
- 23. August: Bruno Chevillon, französischer Jazzkontrabassist
- 24. August: Keita Amemiya, japanischer Game-Character-Designer und Filmregisseur
- 24. August: Michael Andersson, schwedischer Fußballspieler
- 24. August: Peter Assion, deutscher Fußballtrainer
- 24. August: Hernan Borja, US-amerikanischer Fußballspieler und -trainer († 2021)
- 24. August: Michael Kleeberg, deutscher Schriftsteller und literarischer Übersetzer

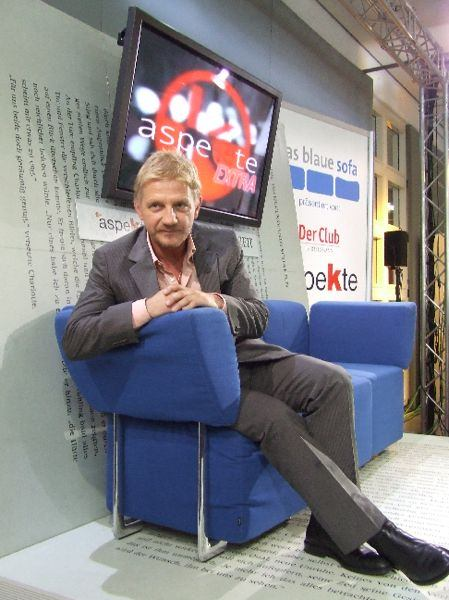
Sönke Wortmann, 2006

- 25. August: Sönke Wortmann, deutscher Regisseur
- 26. August: Laurence Auer, französische Diplomatin
- 26. August: Mark Bender, deutscher Countrysänger
- 26. August: Frank Hempel, deutscher Politiker

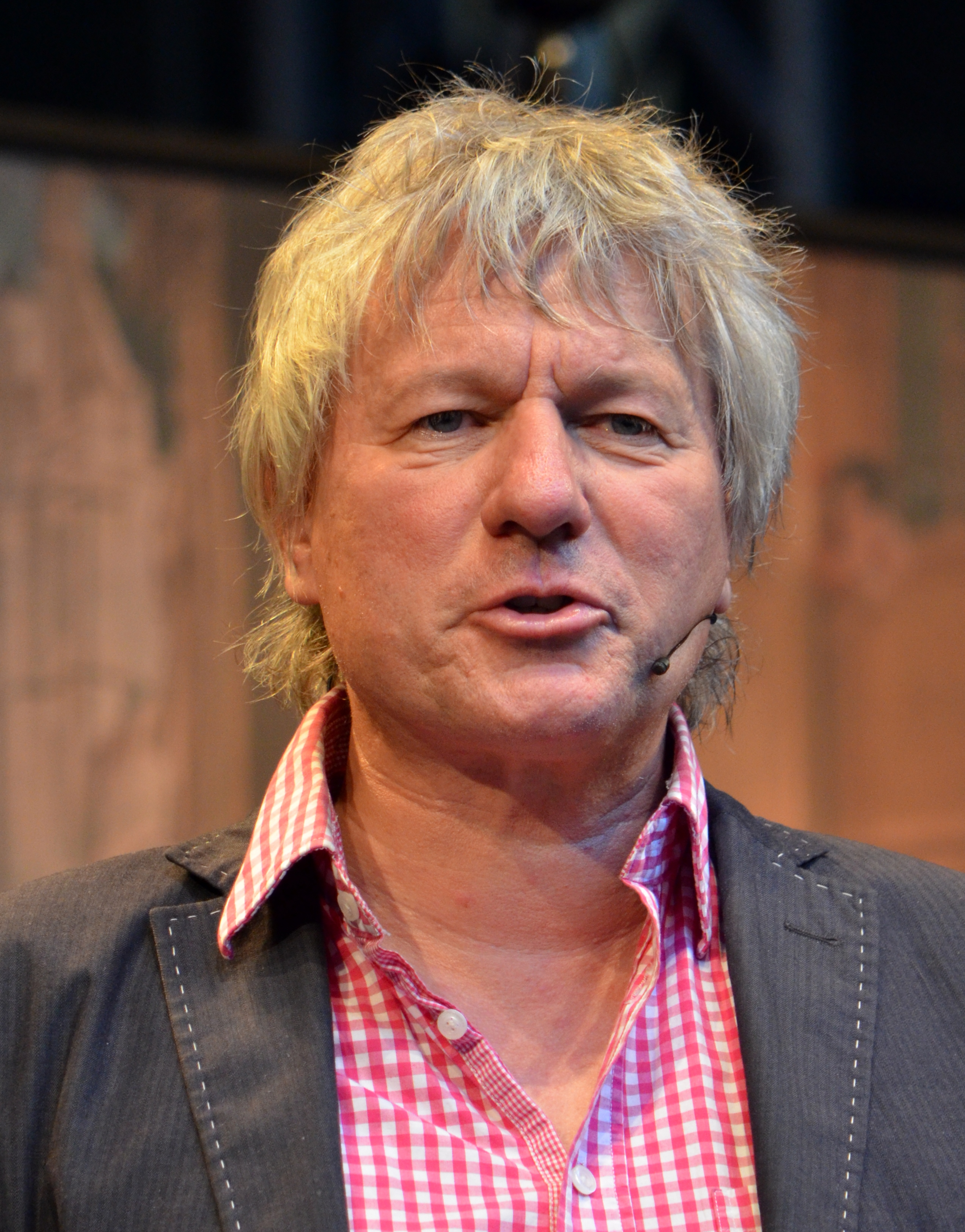
Jürgen Becker, 2011

- 27. August: Jürgen Becker, deutscher Kabarettist, Autor und Fernseh-Moderator
- 27. August: Gerhard Berger, österreichischer Formel-1-Pilot
- 27. August: Gundolf Köhler, deutscher Neonazi († 1980)
- 27. August: Markus, deutscher Popsänger
- 27. August: Daniela Romo, mexikanische Sängerin und Schauspielerin
- 29. August: Rebecca De Mornay, US-amerikanische Schauspielerin, Regisseurin und Filmproduzentin
- 29. August: Ernesto Rodrigues, portugiesischer Geiger und Komponist
- 29. August: Stephen Wolfram, englischer Mathematiker
- 30. August: Stephan Braun, deutscher Politiker
- 30. August: Harald Weyel, deutscher Ökonom und Politiker
- 30. August: Viktor Worms, deutscher Moderator und Journalist
- 31. August: Olaf Krätke, deutscher Schauspieler und Regisseur
- 31. August: Ralph Krueger, US-amerikanischer Eishockeytrainer

### September
- 01. September: Simone Ritscher, deutsche Schauspielerin
- 03. September: Wolfgang April, deutscher Fußballspieler
- 03. September: Stephan Bickhardt, deutscher Pastor
- 03. September: Merritt Butrick, US-amerikanischer Schauspieler († 1989)
- 03. September: José Luis Laguía, spanischer Radrennfahrer
- 03. September: Andrew Lawrence-King, britischer Solo-Harfenist, Continuo-Spieler und Dirigent
- 03. September: Cocoa Tea, jamaikanischer Reggae- und Dancehall-Sänger († 2025)
- 04. September: Robbie Deans, neuseeländischer Rugby-Union-Spieler und -Trainer
- 04. September: Armin Kogler, österreichischer Skispringer
- 05. September: Sabine Amsbeck-Dopheide, deutsche Politikerin
- 05. September: Waldemar Pawlak, polnischer Politiker
- 07. September: Alfreð Gíslason, isländischer Handballspieler und -trainer
- 09. September: Éric Serra, französischer Komponist

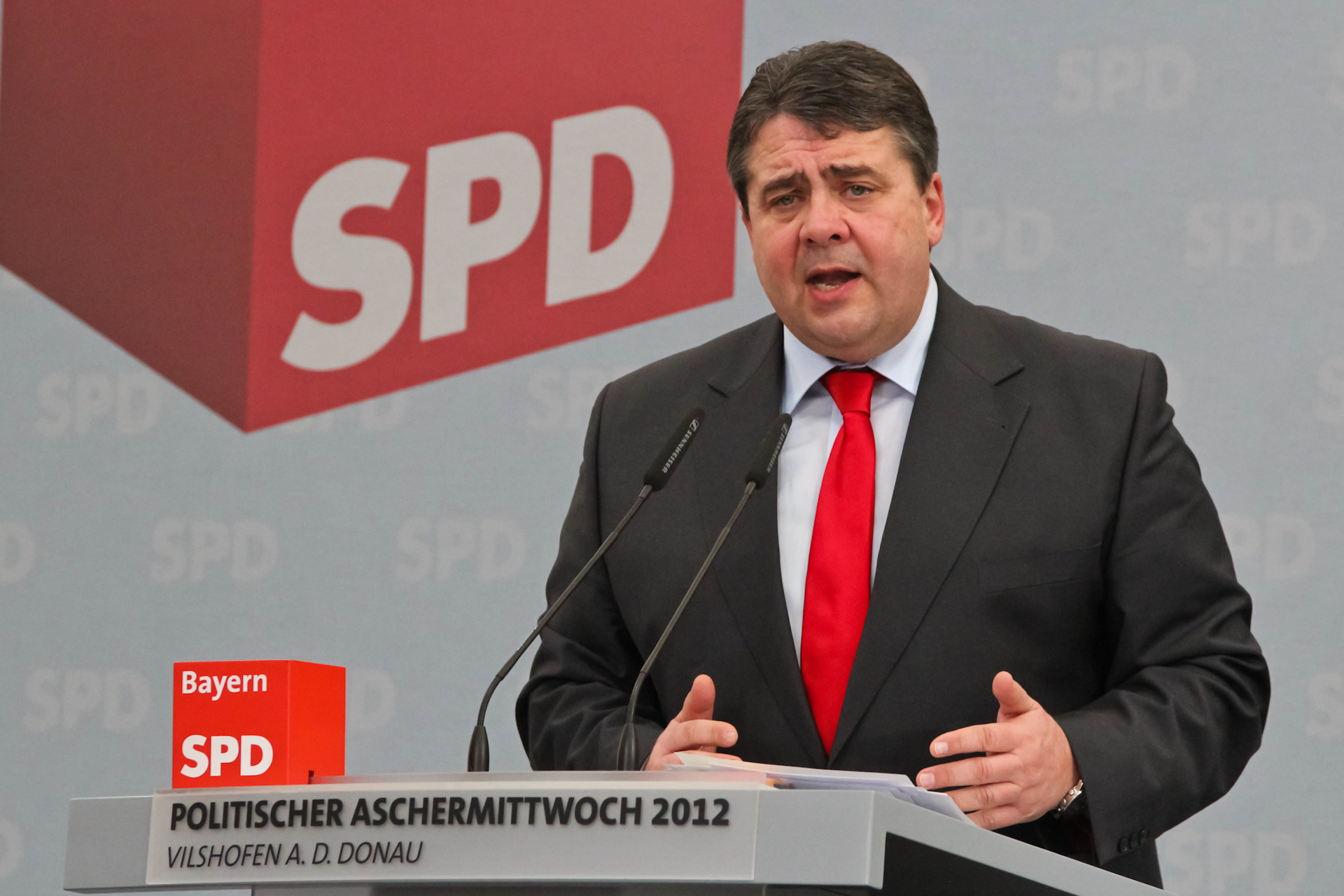
Sigmar Gabriel, 2012

- 10. September: Hayk Dèinyan, armenischer Opernsänger
- 10. September: Tim Knight, englischer Komponist, Chorleiter und Musikpädagoge
- 10. September: Szabolcs Pásztor, ungarischer Fechter († 2022)
- 11. September: Jeffrey Hoover, US-amerikanischer Komponist und Maler
- 12. September: Ben Chandler, US-amerikanischer Politiker
- 12. September: Deron Cherry, US-amerikanischer American-Football-Spieler
- 12. September: Sigmar Gabriel, deutscher Politiker
- 13. September: Ivan Majstorović, deutscher Handballspieler und -trainer

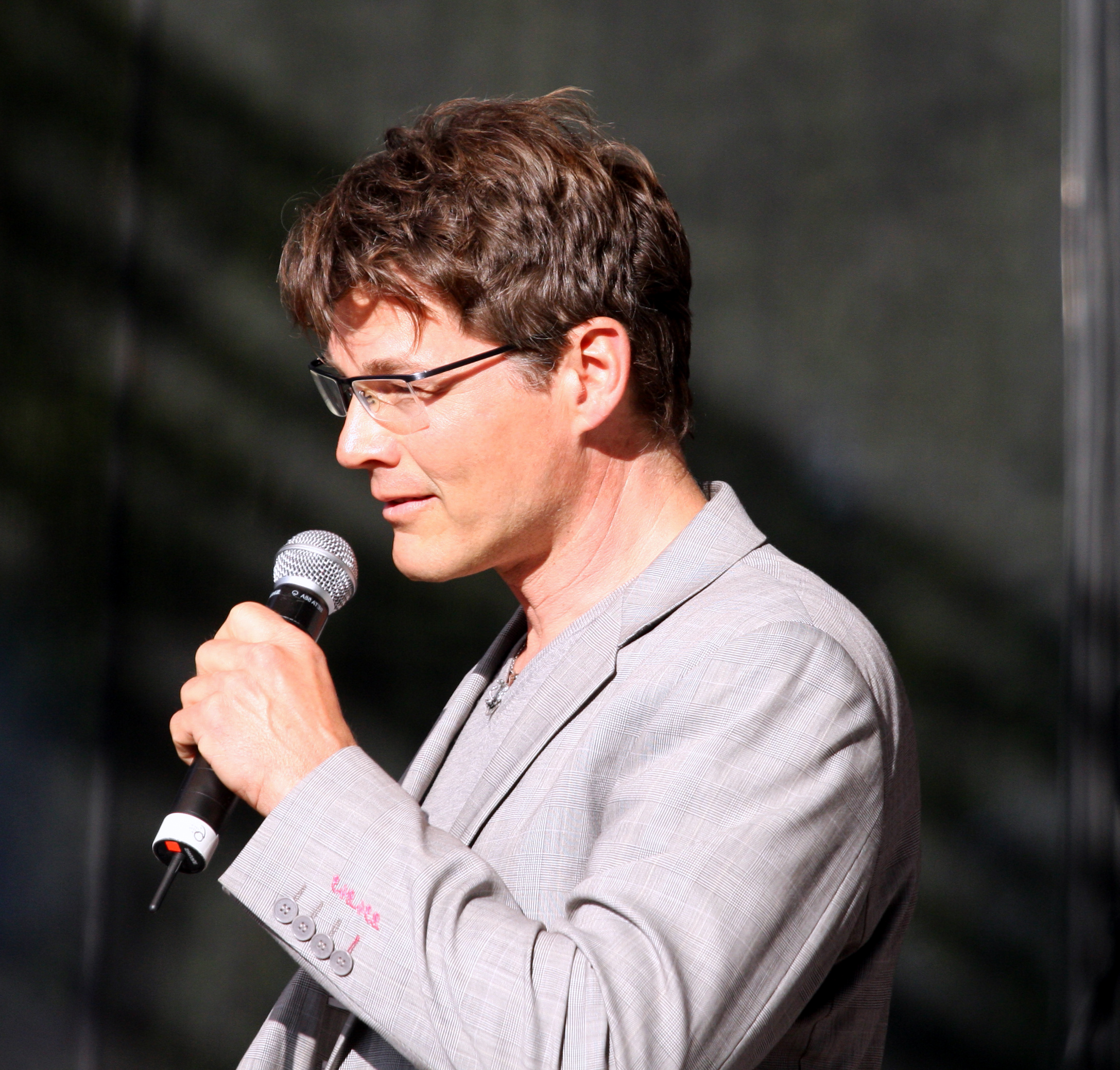
Morten Harket, 2010

- 14. September: Morten Harket, norwegischer Sänger der Popband A-ha
- 14. September: Ashlyn Gere, US-amerikanische Pornodarstellerin
- 15. September: Monika Eigensperger, österreichische Journalistin und Radiomoderatorin
- 15. September: Andreas Eschbach, deutscher Science-Fiction-Autor
- 15. September: Miodrag Mitić, jugoslawischer Volleyballspieler († 2022)
- 18. September: Levent Aktoprak, deutscher Schriftsteller, Hörfunk- und Fernsehjournalist
- 18. September: Kevin Nunis, malaysischer Hockeyspieler († 2025)
- 18. September: Ryne Sandberg, US-amerikanischer Baseballspieler († 2025)
- 18. September: Christian Wulf, deutscher Kampfkünstler und Trainer
- 19. September: Sally Barker, englische Folk-Rock-Sängerin und Songwriterin
- 19. September: Gwen Hoebig, kanadische Geigerin und Musikpädagogin
- 20. September: Christian Lindner, deutscher Journalist
- 21. September: George Crin Laurențiu Antonescu, rumänischer Historiker und Politiker
- 21. September: Andrzej Buncol, polnischer Fußballspieler
- 21. September: Dave Coulier, US-amerikanischer Schauspieler und Comedian
- 21. September: María Teresa Dova, argentinische Physikerin
- 21. September: John Oliver, kanadischer Komponist
- 21. September: Claudia Wenzel, deutsche Schauspielerin
- 22. September: Christine Aschenberg-Dugnus, deutsche Politikerin
- 22. September: Tony Reedus, US-amerikanischer Musiker († 2008)
- 23. September: Didier Squiban, bretonischer Pianist
- 23. September: Dale Whittington, US-amerikanischer Automobilrennfahrer († 2003)
- 23. September: Jason Alexander, US-amerikanischer Schauspieler
- 24. September: Cara Silverman, US-amerikanische Filmeditorin († 2014)
- 25. September: Eduardo Mario Acevedo Cardozo, uruguayischer Fußballspieler und -trainer
- 26. September: Oscar Omar Aparicio Céspedes, bolivianischer Erzbischof
- 26. September: Tom Winters, US-amerikanischer Automobilrennfahrer
- 27. September: Martin Wildschütz, deutscher Jurist
- 28. September: Ron Fellows, kanadischer Automobilrennfahrer und Unternehmer
- 28. September: Laura Bruce, US-amerikanische Künstlerin
- 29. September: Carlos Cardús, spanischer Motorradrennfahrer
- 29. September: Anamaría Font, venezolanische Physikerin
- 29. September: Jon Fosse, norwegischer Schriftsteller und Dramatiker, Nobelpreisträger für Literatur
- 29. September: Rolf Kalb, deutscher Sportjournalist und Kommentator

### Oktober
- 01. Oktober: Marcos Alonso, spanischer Fußballspieler († 2023)
- 01. Oktober: Youssou N’Dour, senegalesischer Sänger und Songautor
- 01. Oktober: Uwe Witt, deutscher Politiker
- 02. Oktober: Saúl Vera, venezolanischer Mandolinen- und Bandolaspieler
- 03. Oktober: Henry Gründler, deutscher Fernsehmoderator
- 03. Oktober: Michy Reincke, deutscher Popsänger
- 03. Oktober: Karl Eirik Schjøtt-Pedersen, norwegischer Politiker
- 03. Oktober: Martina Willing, deutsche Leichtathletin
- 04. Oktober: Chris Lowe, britischer Musiker
- 04. Oktober: Hitonari „Jinsei“ Tsuji, japanischer Schriftsteller, Musiker, Fotograf und Regisseur
- 05. Oktober: Maya Ying Lin, US-amerikanische Künstlerin und Architektin
- 05. Oktober: Thomas Remark, deutscher Fußballspieler
- 06. Oktober: Brian Higgins, US-amerikanischer Politiker
- 07. Oktober: Martin Knosp, deutscher Freistilringer
- 07. Oktober: Loris Reggiani, italienischer Motorradrennfahrer
- 08. Oktober: Gaby Bußmann, deutsche Leichtathletin
- 08. Oktober: Christin Cooper, US-amerikanische Skiläuferin
- 08. Oktober: Mayada El Hennawy, syrische Sängerin
- 08. Oktober: Erik Gundersen, dänischer Bahnsportler
- 09. Oktober: Lucio Andrice Muandula, Bischof der Diözese Xai-Xai
- 09. Oktober: Rudolf Voderholzer, Bischof der Diözese Regensburg
- 10. Oktober: Kirsty MacColl, britische Sängerin und Songwriterin († 2000)
- 10. Oktober: Michael Klein, rumänischer Fußballspieler († 1993)
- 10. Oktober: Michael Langer, österreichischer Gitarrist, Komponist und Gitarrenlehrer
- 11. Oktober: Wayne Gardner, australischer Motorradrennfahrer
- 11. Oktober: Carmelo Ríos, puerto-ricanischer Leichtathlet († 2022)
- 12. Oktober: Beate Peters, deutsche Leichtathletin
- 13. Oktober: Massimo Bonini, san-marinesischer Fußballspieler
- 13. Oktober: Robert Jarczyk, deutscher Schauspieler
- 14. Oktober: Alexei Wiktorowitsch Kassatonow, russischer Eishockeyspieler
- 15. Oktober: Markus Grübel, deutscher Politiker
- 15. Oktober: Sarah Ferguson, Ex-Frau des britischen Prinzen Andrew (Herzog von York)
- 15. Oktober: Todd Solondz, US-amerikanischer Regisseur, Schauspieler und Drehbuchautor
- 16. Oktober: Sven-Georg Adenauer, deutscher Politiker
- 16. Oktober: John Whittingdale, britischer Politiker
- 17. Oktober: Ameenah Gurib-Fakim, mauritische Chemikerin und Politikerin
- 17. Oktober: Kornelia Kunisch, deutsche Handballspielerin
- 17. Oktober: Michael Stübgen, deutscher Politiker und MdB
- 18. Oktober: Ernesto Canto, mexikanischer Leichtathlet und Olympiasieger († 2020)
- 18. Oktober: Mauricio Funes, salvadorianischer Politiker († 2025)
- 18. Oktober: Gary Schocker, US-amerikanischer Flötist und Komponist
- 19. Oktober: Ronnie Burrage, US-amerikanischer Jazzschlagzeuger
- 19. Oktober: Mike Jackel, deutsch-kanadischer Basketballspieler
- 20. Oktober: Eriko Asai, japanische Marathonläuferin
- 20. Oktober: Karl-Heinz Bührer, deutscher Fußballspieler
- 20. Oktober: Andreas Ehrig, deutscher Eisschnellläufer und Sportwissenschaftler
- 20. Oktober: Morten Andreas Meyer, norwegischer konservativer Politiker
- 20. Oktober: Akif Pirinçci, deutsch-türkischer Schriftsteller
- 20. Oktober: Shuping Wang, chinesische Ärztin († 2019)
- 21. Oktober: Michael Arndt, deutscher Taekwondoin
- 21. Oktober: Åslaug Haga, norwegische Politikerin
- 21. Oktober: Sérgio Kardinal da Rocha, Erzbischof von Brasília
- 21. Oktober: Tamara De Treaux, US-amerikanische Schauspielerin († 1990)
- 21. Oktober: Ken Watanabe, japanischer Schauspieler
- 22. Oktober: Stefan Kurt, Schweizer Schauspieler
- 23. Oktober: Svein Dag Hauge, norwegischer Gitarrist, Songwriter und Musikproduzent
- 23. Oktober: Weird Al Yankovic, US-amerikanischer Musiker
- 23. Oktober: Sam Raimi, US-amerikanischer Regisseur
- 23. Oktober: Uriah Rennie, englischer Fußballschiedsrichter († 2025)
- 24. Oktober: Alan Hirsch, südafrikanischer Missionologe, Referent und Autor
- 24. Oktober: Jouni Yrjölä, finnischer Schachgroßmeister
- 25. Oktober: Christine Joy Amphlett, australische Sängerin, Songwriterin und Schauspielerin († 2013)
- 26. Oktober: François Chau, kambodschanisch-US-amerikanischer Schauspieler
- 26. Oktober: Dana Kimmell, US-amerikanische Schauspielerin
- 26. Oktober: Sabine Knickrehm, Richterin am deutschen Bundessozialgericht
- 26. Oktober: Evo Morales, Präsident Boliviens
- 27. Oktober: Jürgen Baldiga, deutscher Künstler und Fotograf († 1993)
- 27. Oktober: Rick Carlisle, US-amerikanischer Basketballspieler und -trainer
- 28. Oktober: Peter Pacult, österreichischer Fußballspieler und -trainer
- 29. Oktober: Geoffrey Edwards, US-amerikanischer Schauspieler, Regisseur und Drehbuchautor
- 30. Oktober: Rachel Ashwell, britische Innenarchitektin
- 31. Oktober: Mats Näslund, schwedischer Eishockeyprofi
- 31. Oktober: Neal Stephenson, US-amerikanischer Science-Fiction-Autor

### November
- 01. November: Jörg W. Busch, deutscher Mittelalterhistoriker
- 01. November: Conrad Herwig, US-amerikanischer Jazzposaunist
- 01. November: Hans-Dieter Karras, deutscher Kirchenmusiker und Organist
- 01. November: Juan Antonio Samaranch jr., spanischer Sportfunktionär
- 02. November: Michael Nagula, deutscher Schriftsteller
- 02. November: Roland Koch, deutscher Schriftsteller und Literaturwissenschaftler
- 02. November: Saïd Aouita, marokkanischer Leichtathlet
- 02. November: Kai Wandschneider, deutscher Handballtrainer und Handballspieler
- 03. November: Hal Hartley, US-amerikanischer Filmregisseur und Drehbuchautor
- 04. November: Andreas Kieling, deutscher Dokumentarfilmer, Filmproduzent und Autor
- 04. November: Ken Kirzinger, kanadischer Stuntman und Schauspieler
- 04. November: Deborah Rennard, US-amerikanische Schauspielerin

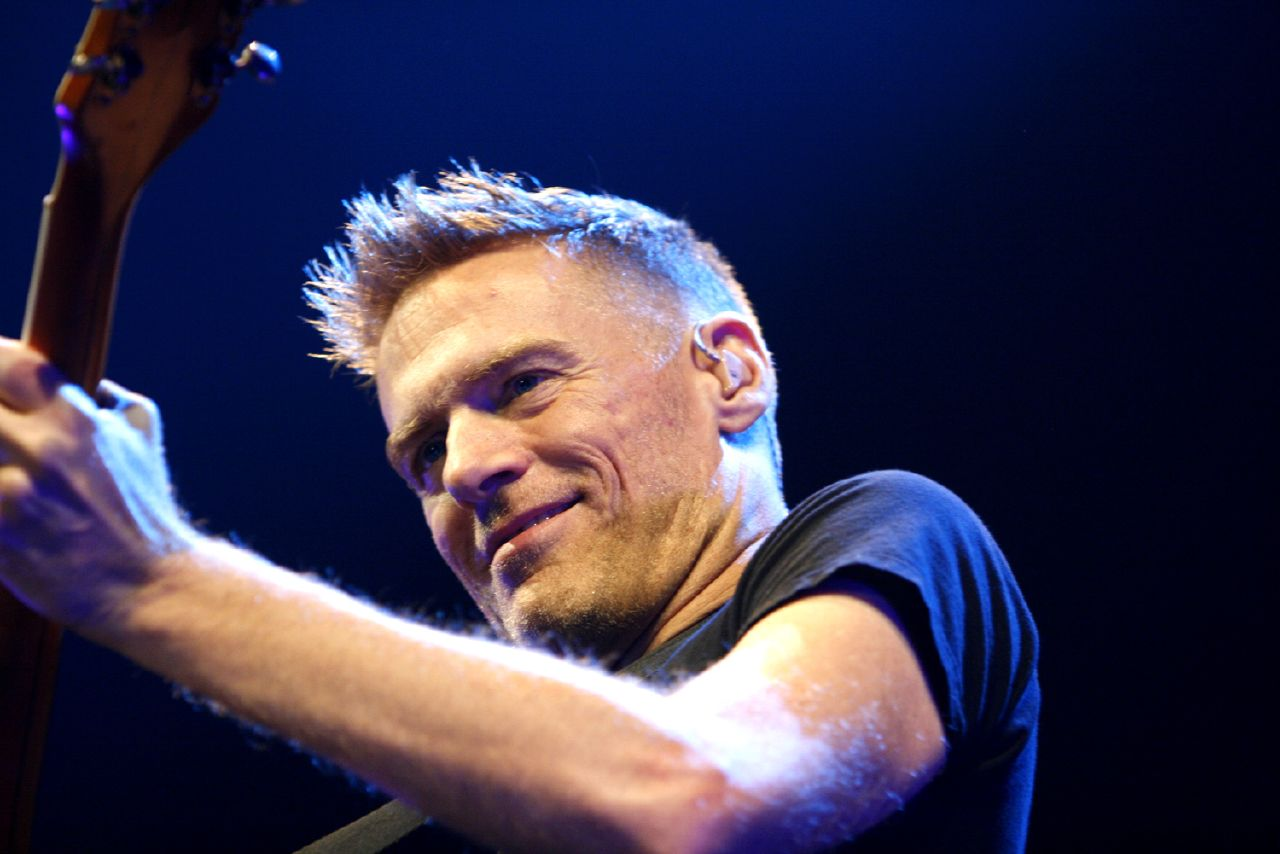
Bryan Adams, 2007

- 05. November: Bryan Adams, kanadischer Rock-Sänger, -Komponist und Fotograf
- 05. November: Martín Billoch, argentinischer Regattasegler († 2025)
- 05. November: Jimmy Vee, schottischer Schauspieler
- 07. November: Ednan Aslan, österreichisch-türkischer Professor
- 07. November: Claus Kaminsky, Oberbürgermeister von Hanau
- 07. November: Petra Platen, deutsche Handballspielerin und Sportmedizinerin
- 07. November: Vera Russwurm, österreichische Fernsehmoderatorin
- 07. November: Klaus Suonsaari, finnischer Jazzschlagzeuger
- 08. November: Andrea Ursula Asch, deutsche Politikerin
- 09. November: Thomas Quasthoff, deutscher Sänger
- 09. November: Harry Schärer, Schweizer Musicalkomponist, -autor und -regisseur
- 09. November: Sito Pons, spanischer Motorradrennfahrer
- 09. November: Severin Renoldner, österreichischer Theologe und ehemaliger Politiker
- 09. November: Ulrike Tašić, deutsche Rechtsanwältin

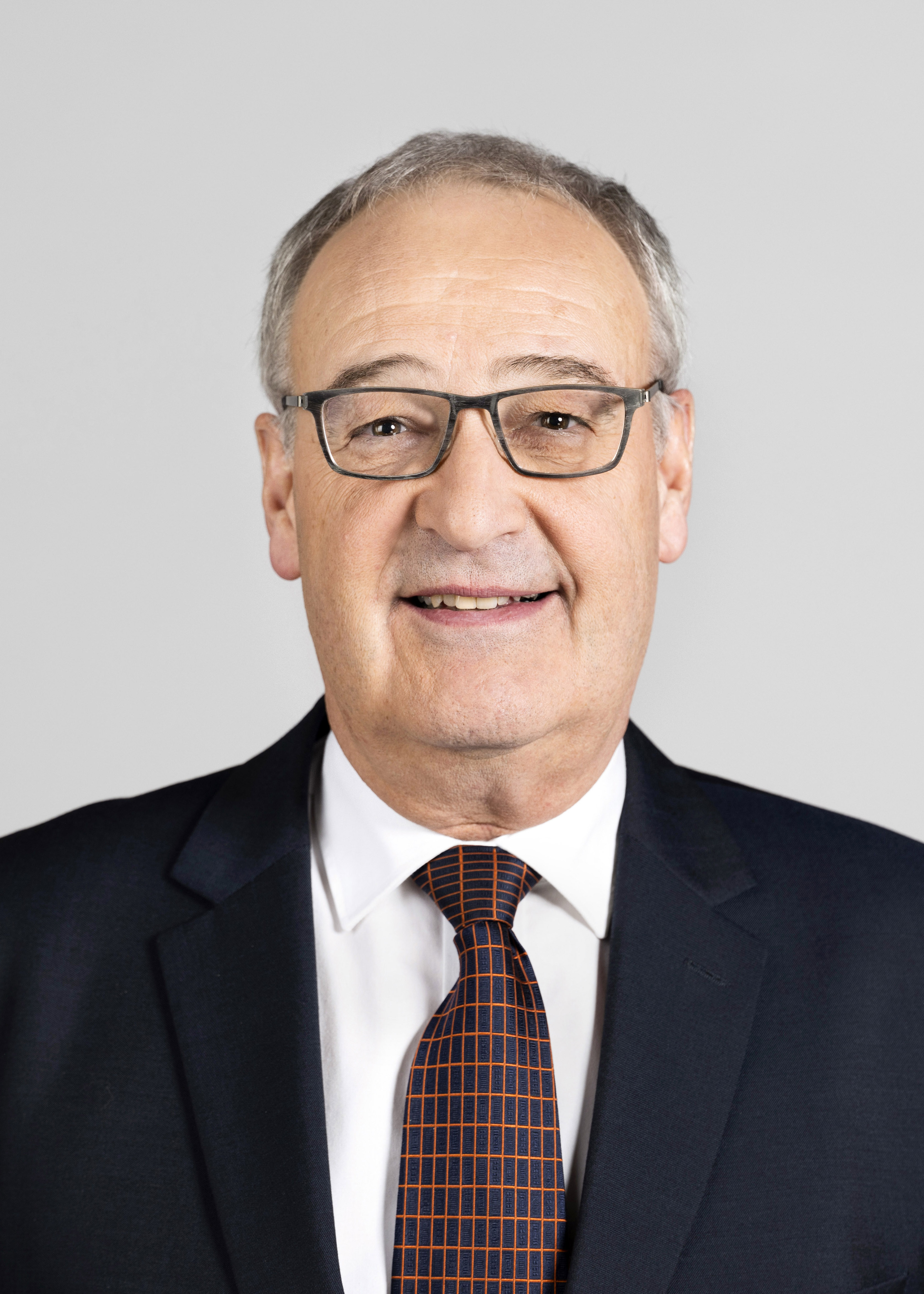
Guy Parmelin, 2024

- Guy Parmelin, 20249. November: Guy Parmelin, schweizerischer Politiker und Vorsteher des Eidgenössischen Departementes für Wirtschaft, Bildung und Forschung
- 10. November: Fernando Geraldes, dominikanischer Dirigent, Chorleiter, Musikpädagoge und Sänger
- 10. November: Martin Hebner, deutscher Politiker († 2021)
- 10. November: Randy Mamola, US-amerikanischer Motorradrennfahrer
- 11. November: Katja Flint, deutsche Schauspielerin
- 11. November: Lee Haney, US-amerikanischer Bodybuilder
- 11. November: Michael Pfeuti, Schweizer Kontrabassist († 2022)
- 11. November: Christian Schwarzenegger, Schweizer Professor
- 12. November: Michael Lewis, US-amerikanischer Autorennfahrer und Rennstallbesitzer
- 13. November: Caroline Goodall, britisch-australische Film- und Theaterschauspielerin
- 13. November: Hari Kostov, mazedonischer Regierungschef
- 13. November: José Carlos Somoza, spanischer Schriftsteller
- 14. November: Paul Albert Attanasio, US-amerikanischer Drehbuchautor und Filmproduzent
- 16. November: Lauralee Bowie, kanadische Freestyle-Skierin
- 16. November: Ursula Konzett, Liechtensteiner Skirennläuferin
- 17. November: Thomas Allofs, deutscher Fußballspieler
- 17. November: Martin Stingl, österreichischer Kameramann († 2019)
- 18. November: Cindy Blackman, US-amerikanische Jazz-Schlagzeugerin
- 18. November: Karla Faye Tucker, ehemalige Drogenabhängige, als Mörderin hingerichtet († 1998)
- 18. November: Waleed al-Jasem Mubarak, kuwaitischer Fußballspieler († 2025)
- 18. November: Ulrich Noethen, deutscher Schauspieler
- 19. November: Christian Buse, deutscher Schauspieler
- 19. November: Jack Leconte, französischer Automobilrennfahrer und Rennstallbesitzer

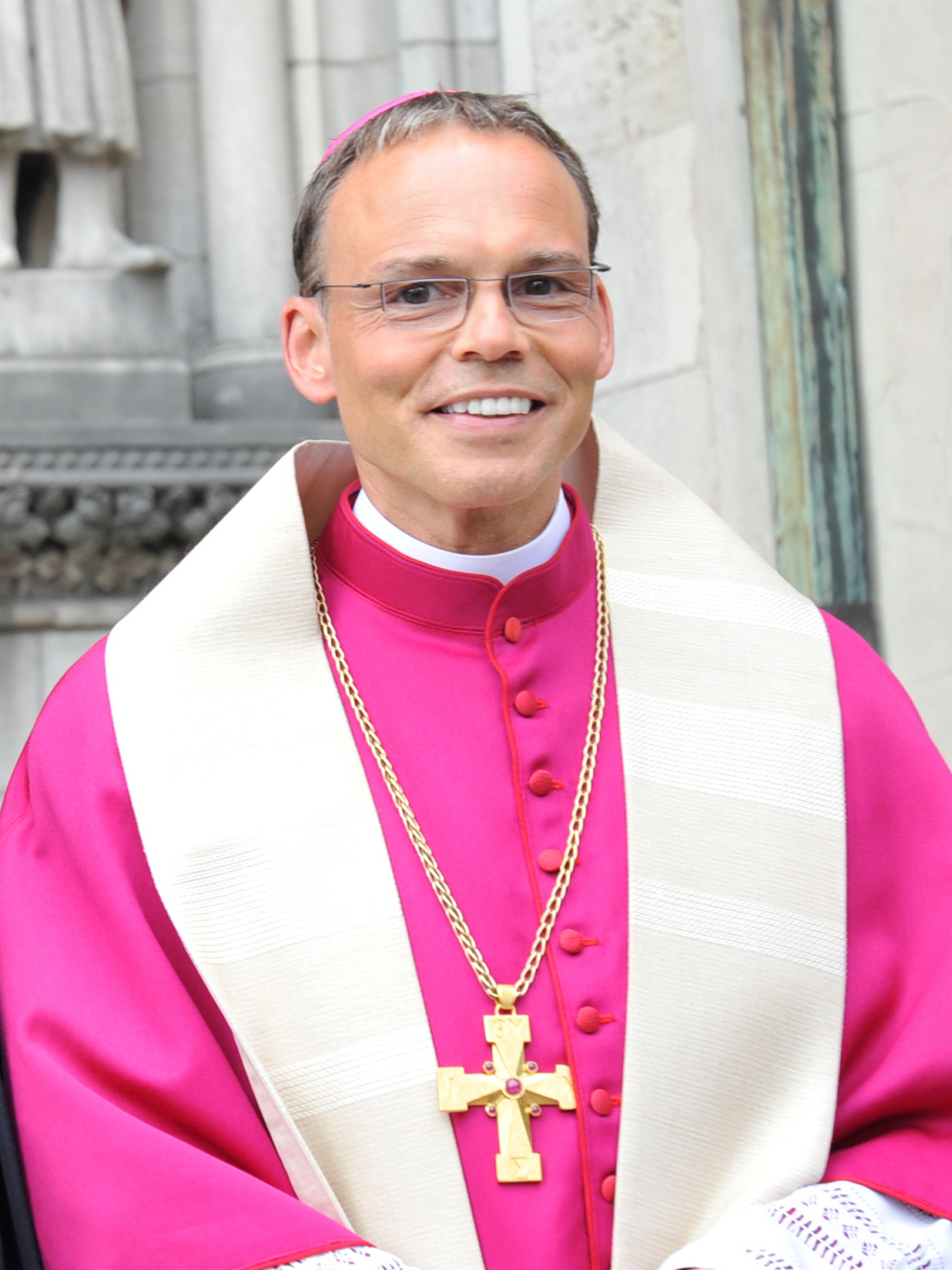
Franz-Peter Tebartz-van Elst, 2012

- 20. November: Franz-Peter Tebartz-van Elst, Bischof von Limburg
- 20. November: Sean Young, US-amerikanische Schauspielerin
- 20. November: Orlando Figes, britischer Historiker
- 21. November: Orlando Maldonado, puerto-ricanischer Boxweltmeister
- 22. November: Siad Abu Ain, palästinensischer Politiker († 2014)
- 22. November: Patrice Marie Anderson-Jankowski, US-amerikanische Biathletin
- 22. November: Martina Fietz, deutsche Journalistin und stellvertretende Regierungssprecherin († 2022)
- 22. November: Oleg Kimowitsch Wassiljew, russischer Eiskunstläufer und Eiskunstlauftrainer
- 23. November: Dominique Dunne, US-amerikanische Filmschauspielerin († 1982)
- 23. November: Maxwell Caulfield, britischer Schauspieler
- 23. November: Udo Degener, deutscher Schachproblemkomponist
- 23. November: Eduardo Risso, argentinischer Comiczeichner
- 24. November: Anka Georgiewa, bulgarische Ruderin
- 24. November: Helmut Höflehner, österreichischer Skirennläufer
- 25. November: Marti Epstein, US-amerikanische Komponistin
- 25. November: Charles Kennedy, Vorsitzender der britischen Liberaldemokraten († 2015)
- 26. November: Uwe Neuhaus, deutscher Fußballspieler und -trainer
- 26. November: Kai Wingenfelder, Sänger und Songschreiber der Rockband Fury In The Slaughterhouse
- 27. November: Charlie Burchill, Gitarrist der schottischen Rockband Simple Minds
- 27. November: Viktoria Mullova, russische Violinistin
- 28. November: Miki Matsubara, japanische Sängerin, Liedtexterin und Komponistin († 2004)
- 28. November: Stephen Roche, irischer Radrennfahrer
- 29. November: Rahm Emanuel, US-amerikanischer Politiker
- 29. November: Johannes Maria Suykerbuyk, niederländischer Komponist und Musiker
- 30. November: Sylvia Hanika, deutsche Tennisspielerin
- 30. November: Wolfgang Siewert, deutscher Jurist

### Dezember
- 01. Dezember: Sylvia Haider, österreichische Schauspielerin und Drehbuchautorin
- 01. Dezember: Urs Rohner, Schweizer Wirtschaftsjurist und Manager
- 02. Dezember: Felice Accrocca, italienischer Erzbischof
- 02. Dezember: Hansjörg Zauner, österreichischer Schriftsteller und bildender Künstler († 2017)
- 03. Dezember: Paul Manning, US-amerikanischer Drehbuchautor und Filmproduzent († 2005)
- 04. Dezember: Christa Luding-Rothenburger, deutsche Eisschnellläuferin
- 04. Dezember: Nico Hofmann, deutscher Regisseur, Filmproduzent und Drehbuchautor
- 04. Dezember: Thomas Putensen, deutscher Schauspieler, Pianist, Komponist und Sänger
- 05. Dezember: Philippe Cimadomo, französischer Automobilrennfahrer
- 05. Dezember: Dieter Falk, deutscher Musikproduzent, Keyboarder, Arrangeur und Komponist
- 05. Dezember: Julio Galán, mexikanischer Maler († 2006)
- 05. Dezember: Michael Hasel, deutscher Flötist und Dirigent
- 06. Dezember: Satoru Iwata, japanischer Manager († 2015)
- 06. Dezember: Nicolaus Adi Seputra, indonesischer Erzbischof
- 08. Dezember: John Farano, kanadischer Unternehmer und Automobilrennfahrer
- 10. Dezember: Mark Anthony Aguirre, US-amerikanischer Basketballspieler
- 10. Dezember: Michaela Gansterer, österreichische Politikerin
- 10. Dezember: Ruud van Megen, niederländischer Dramatiker, Drehbuchautor und Librettist
- 13. Dezember: Ana Belén Elgoyhen, argentinische Biochemikerin und Molekularbiologin
- 13. Dezember: Jophi Ries, deutscher Schauspieler und Regisseur
- 13. Dezember: Johnny Whitaker, US-amerikanischer Schauspieler
- 14. Dezember: Andreas Mand, deutscher Schriftsteller
- 14. Dezember: Lars-Erik Jonsson, schwedischer Operntenor († 2006)
- 14. Dezember: Paul Frielinghaus, deutscher Schauspieler
- 15. Dezember: Ariel Auslender, deutscher Bildhauer und Maler
- 15. Dezember: Hugh Russell, nordirischer Boxer († 2023)
- 16. Dezember: Mutsumi Aoki, japanische Künstlerin
- 16. Dezember: Ida Golin, italienische Fußballspielerin († 2025)
- 16. Dezember: Juri Schewzow, weißrussischer Handballspieler und -trainer
- 16. Dezember: Ingo Wellenreuther, deutscher Politiker
- 17. Dezember: Phillip Aspinall, australischer Erzbischof
- 19. Dezember: Dirk Schnell, deutscher Handballspieler
- 20. Dezember: Ramazan Avcı, türkisches Terroropfer († 1985)
- 20. Dezember: Hildegard Körner, deutsche Leichtathletin
- 20. Dezember: Kazimierz Marcinkiewicz, polnischer Politiker

Florence Griffith-Joyner, 1988

- 21. Dezember: Florence Griffith-Joyner, US-amerikanische Leichtathletin und Olympiasiegerin († 1998)
- 21. Dezember: Sergio Rubini, italienischer Schauspieler
- 21. Dezember: Andreas Matti, Schweizer Schauspieler
- 22. Dezember: John Patitucci, US-amerikanischer Jazz-Bassist

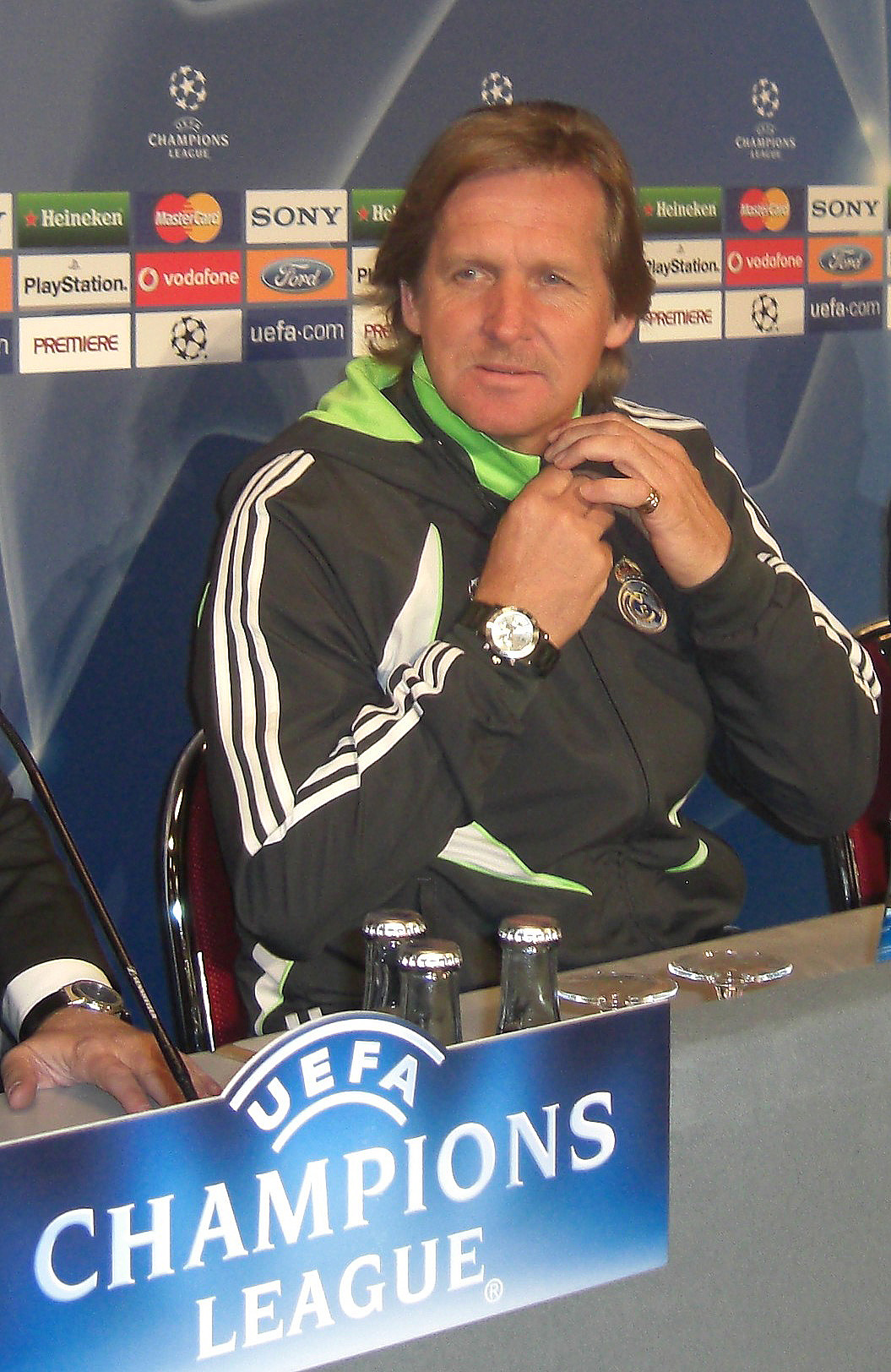
Bernd Schuster, 2007

- 22. Dezember: Bernd Schuster, deutscher Fußballspieler und Trainer
- 22. Dezember: Bryan Willman, US-amerikanischer Automobilrennfahrer
- 24. Dezember: Irene Fischer, deutsche Schauspielerin
- 24. Dezember: Michaela Noll, deutsche Politikerin
- 25. Dezember: Michael Philip Anderson, US-amerikanischer Astronaut († 2003)
- 26. Dezember: Susanne Dahlke-Piel, deutsche Juristin
- 26. Dezember: Chuck Mosley, US-amerikanischer Sänger und Musiker († 2017)
- 26. Dezember: Hans Nielsen, dänischer Bahnsportler
- 26. Dezember: Wolfgang Rolff, deutscher Fußballspieler und -trainer
- 28. Dezember: Hansjörg Kunze, deutscher Leichtathlet
- 28. Dezember: Nadeschda Ljubimowa, sowjetische Ruderin
- 28. Dezember: Marka Míková, tschechische Schauspielerin und Sängerin
- 28. Dezember: Dieudonné Ntep, kamerunischer Radrennfahrer († 2021)
- 29. Dezember: Patricia Clarkson, US-amerikanische Schauspielerin
- 31. Dezember: Liveris Andritsos, griechischer Basketballspieler und -trainer
- 31. Dezember: Konstanze Breitebner, österreichische Schauspielerin
- 31. Dezember: Val Kilmer, US-amerikanischer Schauspieler († 2025)
- 31. Dezember: Paul Westerberg, US-amerikanischer Sänger, Gitarrist und Songschreiber
- 00. Dezember: Karl Ritter, österreichischer Musiker und Komponist

### Tag unbekannt
- Mona Abaza, ägyptische Soziologin († 2021)
- Gebhard Aberer, österreichischer Skispringer
- Anant M. Agarwal, indisch-US-amerikanischer Informatiker
- Federico Agostini, italienischer Violinist
- Milena Agus, italienische Schriftstellerin
- Erhard Ahlrichs, deutscher Historiker und Autor
- Ingo Ahmels, deutscher Musiker, bildender Künstler/Klanginstallateur, Publizist und Lehrer
- Hans Aichinger, deutscher Maler
- Anwar al-Bunni, syrischer Rechtsanwalt
- Thomas Albus, deutscher Synchronsprecher
- Hans Jürgen Alf, deutscher Schauspieler
- Abdullah bin Chalifa Al Thani, katarischer Politiker
- Ehsan Aman, afghanischer Sänger
- Efraín Amaya, venezolanischer Komponist und Dirigent
- Friedel Ammann, Schweizer Fotograf
- Carmine Amoroso, italienischer Drehbuchautor und Filmregisseur
- Douglas Allen Anderson, US-amerikanischer Literaturwissenschaftler und Buchhändler
- Elizabeth S. Anderson, US-amerikanische Professorin
- Yves André, französischer Mathematiker
- Matthias Ank, deutscher Kirchenmusiker
- Heinz Antor, deutscher Anglist
- Thomas Anzenhofer, deutscher Schauspieler
- John Maurice Archambault, US-amerikanischer Metal-Sänger
- Martin Arnold, österreichischer Filmemacher und Künstler
- Kaan Arslanoğlu, türkischer Psychiater, Journalist und Schriftsteller
- Martin Assig, deutscher Maler
- Brigitte Aulenbacher, deutsche Soziologin
- Turgay Avcı, türkisch-zyprischer Politiker
- Birgit Berthold, deutsche Schauspielerin
- Winfried Bönig, deutscher Organist
- Arno Bornkamp, niederländischer Saxophonist und Musikpädagoge
- Ted Brandsen, niederländischer Balletttänzer und Choreograph
- Kerry Brauer, deutsche Wirtschaftswissenschaftlerin und Hochschullehrerin
- Ingo Bredenbach, deutscher Organist und Kirchenmusiker
- Jens Peter Brose, deutscher Schauspieler
- Alejandro Cardona, costa-ricanischer Komponist, Filmemacher und Gitarrist
- Pei-Yu Chang, chinesisch-österreichische Dirigentin
- Horst Christill, deutscher Kirchenmusiker und Komponist
- Paul Coletti, schottischer Bratschist und Musikpädagoge
- Barbara Engelke, deutsche Drehbuchautorin
- Norbert Gissel, deutscher Sportpädagoge, Sporthistoriker und Hochschullehrer
- Víctor González, argentinischer Drehbuchautor, Regisseur und Kameramann
- Gunter Hanfgarn, deutscher Regisseur und Filmproduzent
- Walter Hilgers, deutscher Tubist und Dirigent
- Yvi Jänicke, deutsche Opern-, Konzert-, Liedsängerin und Hochschullehrerin
- Lynn Job, US-amerikanische Komponistin und Lyrikerin
- Nosie Katzmann, deutscher Musikproduzent
- Sebastian Kowski, deutscher Schauspieler und Sprecher
- Horst Kretzschmar, deutscher Polizeibeamter und Landespolizeipräsident
- Christoph Krix, deutscher Schauspieler und Synchronsprecher
- Andreas Leupold, deutscher Schauspieler
- Dal Martino, deutscher Musiker
- Joss McWilliam, australischer Schauspieler
- Andreas Meisner, deutscher Organist und Kirchenmusiker
- Helmut Metzger, deutscher Regisseur
- James Moyer, US-amerikanischer Musikpädagoge, Perkussionist und Komponist
- Frank-Manuel Peter, deutscher Tanzwissenschaftler
- Tine Plesch, deutsche Musikjournalistin und feministische Autorin († 2004)
- Martin Pohl-Hesse, deutscher Klarinettist, Saxophonist, Musikpädagoge und Komponist
- Ingo Politz, deutscher Musiker, Komponist, Produzent und Schlagzeuger
- Johannes Quack, deutscher Organist und Kirchenmusiker
- Kommandantin Ramona, mexikanische Zapatistenrebellin († 2006)
- Joachim Rassow, deutscher Biochemiker und Hochschullehrer
- Rainer Reiners, deutscher Schauspieler
- John Rennie, US-amerikanischer Wissenschaftsjournalist
- Lee Santana, US-amerikanischer Lautenist und Komponist
- Richard Schabl, deutscher Freestyle-Skier
- Mycle Schneider, deutscher Energie- und Atompolitikberater
- Christine Schornsheim, deutsche Cembalistin und Pianistin
- Josef Still, deutscher Organist
- Martin Strohhäcker, deutscher Organist
- Miroslav Tadić, mazedonischer Gitarrist
- Kate Thompson, irische Schauspielerin und Schriftstellerin
- Isabel Trimborn, deutsche Schauspielerin, Sängerin, Kabarettistin und Comedienne
- Henk van Twillert, niederländischer Saxophonist, Singer-Songwriter und Musikpädagoge
- Wieland Wagner, deutscher Journalist und Korrespondent
- Luc Walpot, belgischer Journalist
- Axel Wandtke, deutscher Schauspieler, Hörspielsprecher und Regisseur
- Victoria Watson, britische Sängerin und Komponistin
- Petra Welteroth, deutsche Schauspielerin und Jazz-Sängerin
- Birgit Wentzien, deutsche Journalistin
- Geoffrey Wright, australischer Filmregisseur
- Mark Zak, deutscher Schauspieler und Autor
- Evan Ziporyn, US-amerikanischer Komponist und Klarinettist

## Gestorben

### Januar
- 01. Januar: Albert Huber, Schweizer Diplomat (* 1897)
- 02. Januar: Muhammad Zakaria Goneim, ägyptischer Ägyptologe (* 1905)
- 03. Januar: Ernst Balzli, Berner Mundartschriftsteller und Lehrer (* 1902)
- 05. Januar: Davis Elkins, US-amerikanischer Politiker (* 1876)
- 10. Januar: Michael Grzimek, deutscher Tierfilmer (* 1934)
- 10. Januar: Gustav Schröder, deutscher Kapitän (* 1885)
- 17. Januar: Joan Amades i Gelats, katalanischer Ethnologe und Folklorist (* 1890)
- 18. Januar: Rita Sacchetto, deutsche Tänzerin und Schauspielerin (* 1880)
- 19. Januar: Richard Kirman senior, US-amerikanischer Politiker (* 1877)
- 19. Januar: Hans Venatier, deutscher Schriftsteller (* 1903)
- 21. Januar: Cecil B. DeMille, US-amerikanischer Regisseur und Filmproduzent (* 1881)
- 22. Januar: Mike Hawthorn, englischer Automobilrennfahrer (* 1929)
- 22. Januar: Elisabeth Moore, US-amerikanische Tennisspielerin (* 1876)
- 25. Januar: Rudolf Kägi, Schweizer Lehrer, Heimatforscher und Schriftsteller (* 1882)
- 26. Januar: Bruno Gröning, angeblicher Heiler (* 1906)

### Februar
- 01. Februar: Willie Hoppe, US-amerikanischer Karambolagespieler und 51-facher Weltmeister (* 1887)
- 02. Februar: Edward Hays, britischer Automobilrennfahrer (* 1900)
- 02. Februar: Alexander Rueb, niederländischer Schachfunktionär, Präsident der FIDE (* 1882)
- 03. Februar: Ritchie Valens, US-amerikanischer Rock-’n’-Roll-Musiker mit mexikanischen Wurzeln (* 1941)
- 03. Februar: The Big Bopper, US-amerikanischer Rock-’n’-Roll-Musiker (* 1930)
- 03. Februar: Buddy Holly, US-amerikanischer Rock-’n’-Roll-Musiker und Komponist (* 1936)
- 05. Februar: Curt Sachs, Musiktheoretiker und -Lehrer (* 1881)
- 06. Februar: Jules Mazellier, französischer Komponist (* 1879)
- 07. Februar: Eddie „Guitar Slim“ Jones, US-amerikanischer Blues-Gitarrist (* 1926)
- 07. Februar: John Semmelink, kanadischer Skirennläufer (* 1938)
- 07. Februar: Claude Storez, französischer Automobilrennfahrer (* 1927)
- 08. Februar: William Joseph Donovan, Geheimdienst-Koordinator im Stab von Präsident Roosevelt (* 1883)
- 08. Februar: Próspero Bisquertt, chilenischer Komponist (* 1881)
- 08. Februar: Josef Friedrich Perkonig, österreichischer Schriftsteller (* 1890)
- 09. Februar: Karl Mauss, deutscher Offizier (* 1898)
- 11. Februar: Marshall Teague, US-amerikanischer Automobilrennfahrer (* 1922)
- 12. Februar: Johannes Eckert, Frankfurter Original (* 1888)
- 12. Februar: George Antheil, US-amerikanischer Pianist, Komponist, Erfinder (* 1900)
- 13. Februar: Johannes Degener, deutscher Politiker (* 1889)
- 14. Februar: Hans von Loewenstein zu Loewenstein, deutscher Politiker und Reichstagsabgeordneter (* 1874)
- 14. Februar: Karl Gatermann der Ältere, deutscher Maler, Zeichner und Graphiker (* 1883)
- 15. Februar: Owen Willans Richardson, englischer Physiker (* 1879)
- 16. Februar: Tim Mara, US-amerikanischer American-Football-Funktionär (* 1887)
- 17. Februar: Otfrid von Hanstein, deutscher Schriftsteller (* 1869)
- 18. Februar: Hermann Foppa, österreichischer Politiker (* 1882)
- 18. Februar: Erich Zeisl, österreichischer Komponist und Musikpädagoge (* 1905)
- 19. Februar: Fritz Spieß, deutscher Marineoffizier (* 1881)
- 20. Februar: Otto Bartning, deutscher Architekt und Architekturtheoretiker (* 1883)
- 22. Februar: Robert Noorduyn, niederländischer Entwickler und Hersteller von Flugzeugen (* 1893)
- 22. Februar: Herbert Tengelmann, deutscher Jurist, Kaufmann und Industrieller (* 1896)
- 23. Februar: Pierre Frieden, luxemburgischer christsozialer Politiker und Schriftsteller (* 1892)
- 24. Februar: Heinrich Aumund, deutscher Unternehmer und Hochschullehrer (* 1873)
- 25. Februar: Erich Sauer, deutscher Theologe (* 1898)
- 28. Februar: James Maxwell Anderson, US-amerikanischer Dramatiker und Librettist (* 1888)
- 28. Februar: Beatrix Farrand, US-amerikanische Landschaftsarchitektin (* 1872)

### März
- 03. März: Lou Costello, US-amerikanischer Schauspieler, Produzent und Comedian (* 1906)
- 03. März: Maurits Frank, niederländischer Cellist und Musikpädagoge (* 1892)
- 03. März: Karl Maßmann, deutscher Bankdirektor (* 1889)
- 04. März: Maxie Long, US-amerikanischer Sprinter und Olympiasieger (* 1878)
- 07. März: Arthur Cecil Pigou, englischer Ökonom (* 1877)
- 07. März: Fritz Heinrich, deutscher Politiker (* 1921)
- 13. März: Andrés Gaos, spanischer Komponist, Violinist und Musikpädagoge (* 1874)
- 14. März: Max Lingner, deutscher Maler und Grafiker (* 1888)
- 15. März: Lester Young, US-amerikanischer Tenorsaxophonist (* 1909)
- 16. März: Jops Reeman, niederländischer Fußballspieler (* 1886)
- 17. März: Galaktion Tabidse, georgischer Schriftsteller (* 1891)
- 21. März: Péter Mansfeld, Opfer der kommunistischen Justiz in Ungarn (* 1941)
- 21. März: Heinrich Leuchtgens, deutscher Politiker (* 1876)
- 23. März: Emma Trentini, US-amerikanische Sängerin italienischer Herkunft (* 1878)

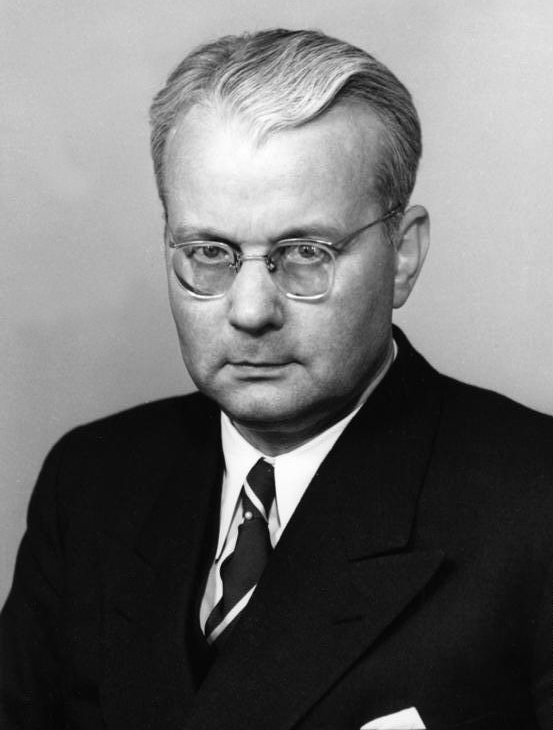
Franz Blücher, 1950

- 26. März: Franz Blücher, deutscher Politiker und Bundesminister (* 1896)
- 26. März: Raymond Chandler, US-amerikanischer Schriftsteller (* 1888)
- 29. März: Johnny Allen, US-amerikanischer Baseballspieler (* 1904 oder 1905)
- 29. März: Barthélemy Boganda, Politiker der Zentralafrikanischen Republik (* 1910)
- 30. März: Daniil Leonidowitsch Andrejew, russischer Schriftsteller und Dichter (* 1906)
- 31. März: Johann Heinrich Suhrkamp, deutscher Verleger (* 1891)

### April
- 01. April: Fritz Ahrberg, deutscher Unternehmer (* 1866)
- 01. April: Rudolf Kassner, österreichischer Schriftsteller, Essayist, Übersetzer, Kulturphilosoph (* 1873)
- 02. April: Benjamin Christensen, dänischer Regisseur (* 1879)
- 02. April: Mykolay Charnetskyi, Seliger, ukrainischer Bischof (* 1884)
- 06. April: Anton Diel, deutscher Politiker (* 1898)
- 08. April: Jonathan Zenneck, deutscher Physiker, Funkpionier und Erfinder (* 1871)
- 08. April: Hugo Eberhardt, deutscher Architekt (* 1874)
- 09. April: George Amick, US-amerikanischer Automobilrennfahrer (* 1924)
- 09. April: Charles Borel-Clerc, französischer Komponist (* 1879)
- 09. April: Henri-Pierre Roché, französischer Schriftsteller und Kunstsammler (* 1879)
- 09. April: Frank Lloyd Wright, US-amerikanischer Architekt (* 1867)
- 09. April: Steen Secher, dänischer Segler (* 1959)
- 10. April: Harald Schering, deutscher Physiker, Erfinder der Schering-Brücke (* 1880)
- 13. April: Eduard van Beinum, niederländischer Dirigent (* 1900)
- 13. April: Friedrich Nowack, deutscher Politiker (* 1890)
- 17. April: Kawaji Ryūkō, japanischer Lyriker (* 1888)
- 19. April: Friedrich von Buch, deutscher General (* 1876)
- 19. April: Gustav Kramer, deutscher Zoologe und Ornithologe (* 1910)
- 20. April: Edward Johnson, kanadischer Sänger und Operndirektor (* 1878)
- 21. April: Arthur Stanley Angwin, britischer Funkpionier (* 1883)
- 22. April: Roger Bourcier, französischer Automobilrennfahrer (* 1898)
- 23. April: Egon Reinert, deutscher Politiker (* 1908)
- 24. April: Broadus Farmer, kanadischer Geiger und Musikpädagoge (* 1890)
- 26. April: Lucien Desvaux, französischer Automobilrennfahrer (* 1894)
- 27. April: Alfred Adolph, deutscher Politiker (* 1895)
- 27. April: William Fielding Ogburn, US-amerikanischer Soziologe (* 1886)
- 28. April: Franz Grell, deutscher Drogist, Autor und Politiker (* 1882)
- 28. April: Franz Paul Koch, deutscher Kameramann (* 1898)
- 29. April: Kenneth Arthur Noel Anderson, britischer General und Gouverneur (* 1891)
- 30. April: Armand Marsick, belgischer Violinvirtuose und Komponist (* 1877)

### Mai
- 04. Mai: Alfred Agache, französischer Architekt und Stadtplaner (* 1875)
- 04. Mai: Georges Grente, Bischof von Le Mans und Kardinal (* 1872)
- 05. Mai: Carlos Saavedra Lamas, argentinischer Politiker (* 1878)
- 07. Mai: Crisanto Luque Sánchez, Erzbischof von Bogotá und Kardinal (* 1889)
- 10. Mai: Paul Altheer, Schweizer Schriftsteller (* 1887)
- 10. Mai: Taco Hajo van den Honert, niederländischer Botaniker (* 1899)
- 14. Mai: Sidney Bechet, kreolischer Sopransaxophonist und Klarinettist (* 1897)
- 15. Mai: Max d’Ollone, französischer Komponist (* 1875)
- 16. Mai: Friedrich Grimm, deutscher Völkerrechtler und Strafverteidiger (* 1888)
- 18. Mai: Enrique Guaita, argentinisch-italienischer Fußballspieler (* 1910)
- 19. Mai: Friedrich Funder, Herausgeber der Wiener Tageszeitung Reichspost (* 1872)
- 20. Mai: Alfred Schütz, österreichischer Soziologe (* 1899)
- 21. Mai: Ilse Abel, deutsche Schauspielerin (* 1909)
- 21. Mai: Hans Koopmann, deutscher Mediziner und Hochschullehrer (* 1885)
- 22. Mai: Oktavia Auguste Aigner-Rollett, österreichische Medizinerin (* 1877)
- 22. Mai: Carl Albert Loosli, Schweizer Schriftsteller und Journalist (* 1877)
- 24. Mai: John Foster Dulles, US-amerikanischer Politiker, Außenminister (* 1888)
- 24. Mai: Ville Kyrönen, finnischer Langstrecken- und Crossläufer (* 1891)
- 25. Mai: Johann Baptist Umberg, Schweizer Jesuit und Hochschullehrer (* 1875)
- 26. Mai: Jess Willard, US-amerikanischer Country-Musiker (* 1916)
- 27. Mai: Hermann Lüdemann, deutscher Politiker (* 1880)
- 28. Mai: Ludlow Griscom, US-amerikanischer Ornithologe und Botaniker (* 1890)
- 31. Mai: Ede Zathureczky, ungarischer Geiger und Musikpädagoge (* 1903)

### Juni
- 01. Juni: Sax Rohmer, englischer Kriminalautor und Esoteriker (* 1883)
- 04. Juni: Hijikata Yoshi, japanischer Theaterleiter (* 1898)
- 04. Juni: Charles Vidor, US-amerikanischer Regisseur (* 1899)
- 08. Juni: Eduard Castle, österreichischer Literaturhistoriker (* 1875)
- 09. Juni: Adolf Windaus, deutscher Chemiker (* 1876)
- 10. Juni: Henry P. Fletcher, US-amerikanischer Diplomat und Politiker (* 1873)
- 11. Juni: Grantly Dick-Read, englischer Arzt (* 1890)
- 14. Juni: Joe Stöckel, bayerischer Komiker, Autor und Filmproduzent (* 1894)
- 16. Juni: Ludwig Eisenschmid, deutscher Orgelbauer (* 1879)
- 16. Juni: Konrad Knudsen, norwegischer Journalist und Politiker (* 1890)
- 18. Juni: Ethel Barrymore, US-amerikanische Schauspielerin (* 1879)
- 18. Juni: Vincenzo Cardarelli, italienischer Journalist, Schriftsteller und Dichter (* 1887)
- 20. Juni: Ashida Hitoshi, japanischer Politiker und Premierminister (* 1887)
- 21. Juni: Fridtjof Backer-Grøndahl, norwegischer Pianist und Komponist (* 1885)
- 22. Juni: Hermann Brill, deutscher Politiker, Widerstandskämpfer gegen den Nationalsozialismus (* 1895)
- 23. Juni: Boris Vian, französischer Schriftsteller, Ingenieur, Schauspieler und Übersetzer (* 1920)
- 23. Juni: Jean Gallon, französischer Komponist und Kompositionslehrer (* 1878)
- 25. Juni: Charles Starkweather, US-amerikanischer Serienmörder (* 1938)
- 26. Juni: Ron Gibson, britischer Automobilrennfahrer (* 1904)
- 28. Juni: Hermann Leopoldi, österreichischer Komponist, Kabarettist und Klavierhumorist (* 1888)
- 30. Juni: Gyula Grosz, deutscher Arzt (* 1878)
- 30. Juni: Lazare Saminsky, russisch-jüdischer Komponist (* 1882)

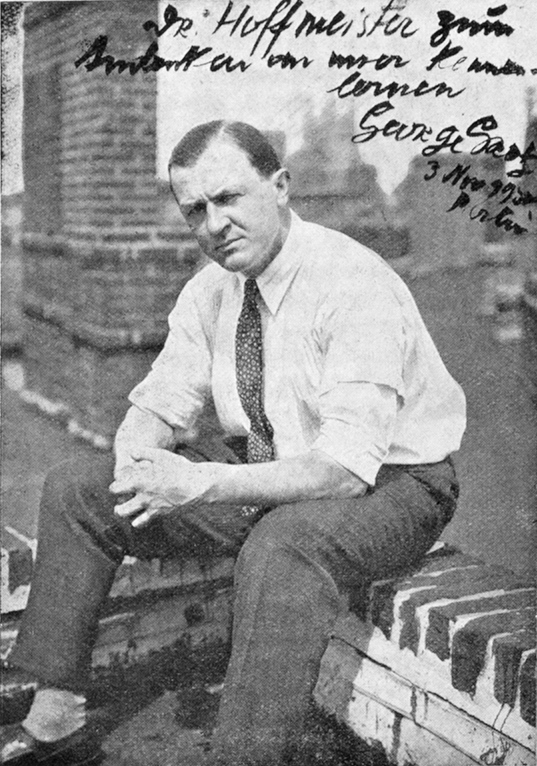
George Grosz, 1930

### Juli
- 01. Juli: Władysław Raczkowski, polnischer Dirigent, Chorleiter, Organist und Pianist (* 1893)
- 01. Juli: Nicolás Urcelay, mexikanischer Sänger (* 1919)
- 03. Juli: Johan Bojer, norwegischer Schriftsteller (* 1872)
- 03. Juli: Karl Reiche, deutscher Schriftsteller (* 1902)
- 04. Juli: Hans Weymar, deutscher Fußballspieler (* 1884)
- 06. Juli: George Grosz, deutscher Maler und Grafiker (* 1893)
- 09. Juli: Karl Diedrichsen, deutscher Politiker (* 1895)
- 10. Juli: Eugen Schmitz, deutscher Musikwissenschaftler und -kritiker (* 1882)
- 12. Juli: Walther Lietzmann, deutscher Mathematiker, Pädagoge und Mathematikdidaktiker (* 1880)
- 14. Juli: Karlheinz Arens, deutscher Schriftsteller und Dramaturg (* 1900)
- 14. Juli: Adrian Wettach, Musikclown (* 1880)
- 15. Juli: Agostino Gemelli, italienischer Priester und Mediziner (* 1878)
- 15. Juli: Ernest Bloch, US-amerikanischer Komponist (* 1880)

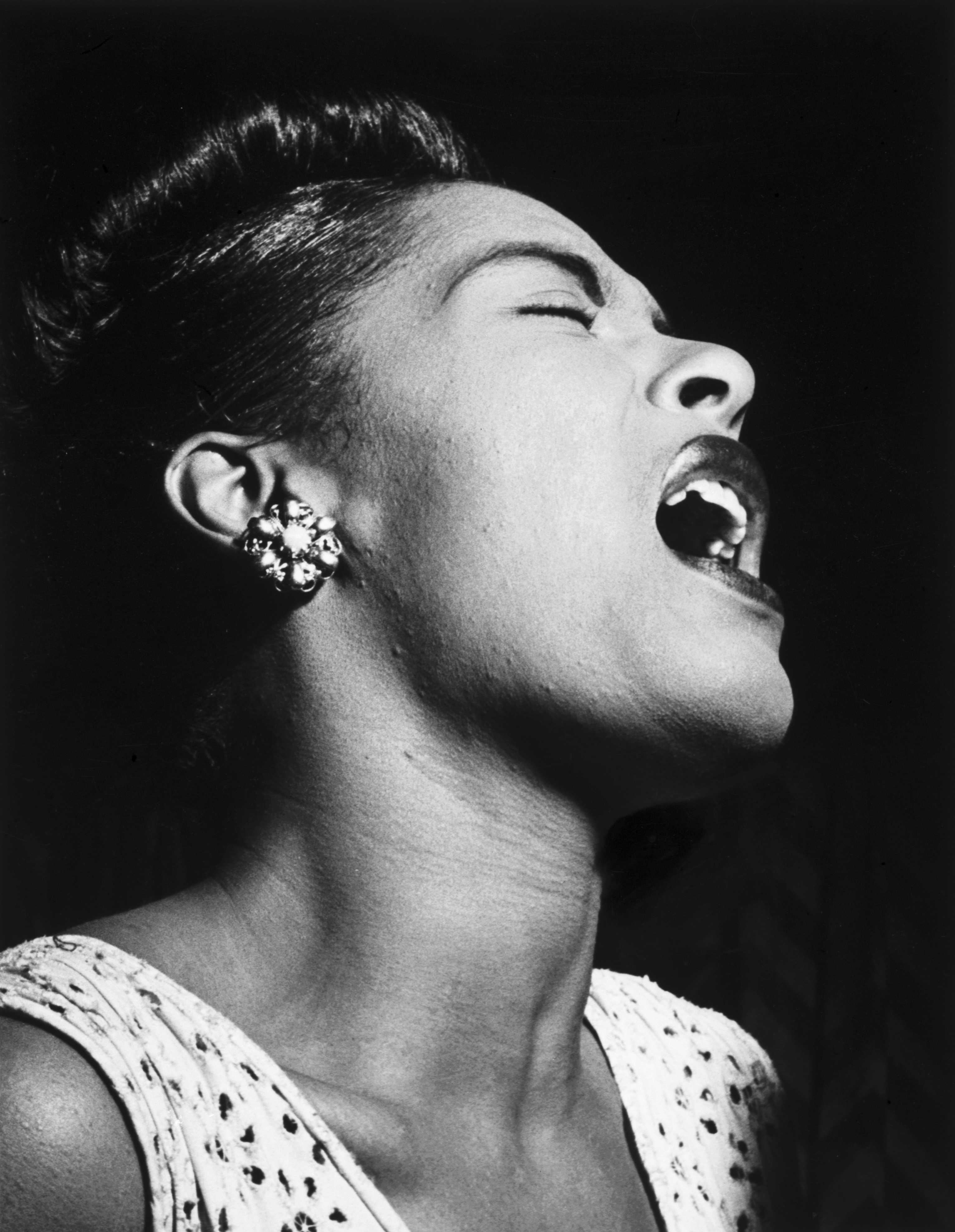
Billie Holiday, 1947

- 17. Juli: Hermenegildo Anglada Camarasa, spanischer Maler (* 1871)
- 17. Juli: Billie Holiday, US-amerikanische Jazzsängerin (* 1915)
- 19. Juli: Licco Amar, ungarischer Violinist (* 1891)
- 20. Juli: Karl Anshelm Ansén, schwedischer Fußballspieler (* 1887)
- 20. Juli: Bernhard Raestrup, deutscher Politiker (* 1880)
- 22. Juli: Douglas McKay, US-amerikanischer Politiker (* 1893)
- 23. Juli: Franz Miltner, österreichischer Althistoriker und Archäologe (* 1901)
- 24. Juli: Hans Behrendt, deutscher Generalleutnant (* 1892)
- 24. Juli: Alfred Dehlinger, württembergischer Politiker (* 1874)
- 25. Juli: Wolf Hirth, deutscher Segelflugpionier (* 1900)
- 27. Juli: Aleksandar Zankow, bulgarischer Politiker (* 1879)
- 28. Juli: Clemens Hasse, deutscher Schauspieler (* 1908)
- 29. Juli: Heinrich von Gleichen-Rußwurm, jungkonservativer Publizist (* 1882)
- 31. Juli: Oskar Vogt, deutscher Hirnforscher (* 1870)
- 31. Juli: Germaine Richier, französische Bildhauerin und Grafikerin (* 1902)

### August
- 01. August: Jean Behra, französischer Motorrad- und Automobilrennfahrer (* 1921)
- 01. August: Ivor Bueb, britischer Automobilrennfahrer (* 1923)
- 02. August: Paul Forell, deutscher Fußballspieler (* 1892)
- 06. August: Preston Sturges, US-amerikanischer Drehbuchautor und Regisseur (* 1935)
- 06. August: Salman Schocken, deutsch-israelischer Verleger (* 1877)
- 08. August: Jean Danne, französischer Automobilrennfahrer (* 1912)
- 09. August: Emil František Burian, tschechischer Komponist (* 1904)
- 10. August: Heinrich Pössenbacher, deutscher Möbelfabrikant (* 1877)
- 12. August: Max Nonne, deutscher Neurologe (* 1861)
- 14. August: Felix Swinstead, englischer Pianist, Komponist und Musikpädagoge (* 1880)
- 15. August: François Lecot, französischer Automobilrennfahrer (* 1878)
- 16. August: Wanda Landowska, polnische Cembalistin und Pianistin (* 1879)
- 17. August: Pedro Humberto Allende Sarón, chilenischer Komponist (* 1885)
- 18. August: Karl Erich Andrée, deutscher Geologe und Paläontologe (* 1880)
- 19. August: Blind Willie McTell, US-amerikanischer Bluesmusiker (* 1901)
- 20. August: Johan Ankerstjerne, dänischer Kameramann (* 1886)
- 20. August: Alfred Kubin, österreichischer Grafiker, Buchillustrator und Maler (* 1877)
- 20. August: William F. Halsey, US-amerikanischer Admiral (* 1882)
- 22. August: Josef Ackermann, deutscher Journalist (* 1896)
- 23. August: Magda Bäumken, deutsche Schauspielerin (* 1890)
- 23. August: Octávio Bevilacqua, brasilianischer Musikwissenschaftler und -pädagoge (* 1887)
- 26. August: Hans Sattler, deutscher Komponist, Musiker und Autor (* 1901)
- 27. August: Joseph John Annabring, ungarischer Bischof (* 1900)
- 28. August: Raphael Lemkin, polnischer Jurist und Friedensforscher (* 1900)
- 28. August: Bohuslav Martinů, tschechischer Komponist (* 1890)
- 28. August: George W. Meyer, US-amerikanischer Songwriter (* 1884)
- 30. August: Ed Elisian, US-amerikanischer Automobilrennfahrer (* 1926)
- 31. August: Hugo Rudolph Kruyt, niederländischer Chemiker (* 1882)
- 31. August: Josef Oesterle, deutscher Politiker (* 1899)

### September
- 07. September: Tom Hupke, US-amerikanischer American-Football-Spieler (* 1910)
- 07. September: Carlo Biscaretti di Ruffia, italienischer Industriedesigner und Grafiker (* 1879)
- 10. September: Ramón Fonst, kubanischer Fechter (* 1883)
- 12. September: Hans Bernoulli, Schweizer Architekt und Professor (* 1876)
- 12. September: William C. Stadie, US-amerikanischer Mediziner (* 1886)
- 13. September: Adrian Adolph Greenberg, US-amerikanischer Kostümbildner (* 1903)
- 13. September: Frank C. Walker, US-amerikanischer Politiker (* 1886)
- 13. September: Adam David, Schweizer Afrikaforscher und Großwildjäger (* 1872)
- 14. September: Wilhelm Laforet, deutscher Politiker (* 1877)
- 18. September: Benjamin Péret, französischer Dichter und Schriftsteller (* 1899)
- 18. September: Adolf Ziegler, deutscher Maler und Präsident der Reichskammer der Bildenden Künste (* 1892)
- 20. September: Vincent Richards, US-amerikanischer Tennisspieler (* 1903)
- 22. September: Josef Matthias Hauer, österreichischer Komponist (* 1883)
- 25. September: Paul Artaria, schweizerischer Architekt und Ausbilder von Gestaltern (* 1892)
- 26. September: Erna von Abendroth, deutsche Krankenschwester (* 1887)
- 26. September: S. W. R. D. Bandaranaike, Premierminister von Sri Lanka (* 1899)
- 27. September: Hans Grimm, deutscher Schriftsteller und nationalistischer Publizist (* 1875)
- 28. September: Rudolf Caracciola, deutscher Automobilrennfahrer (* 1901)
- 28. September: Frank Martin Church, US-amerikanischer Organist, Komponist und Musikpädagoge (* 1874)
- 29. September: Matthäus Herrmann, deutscher Politiker (* 1879)

### Oktober
- 01. Oktober: Emil Hegetschweiler, Schweizer Schauspieler (* 1887)
- 01. Oktober: Enrico De Nicola, italienischer Jurist, Journalist und Politiker (* 1877)
- 02. Oktober: Géza de Kresz, österreich-ungarisch-kanadischer Geiger, Musikpädagoge und Komponist (* 1882)
- 05. Oktober: Josip Mandić, kroatischer Komponist (* 1883)
- 05. Oktober: Paul Silverberg, deutscher Industrieller (* 1876)
- 06. Oktober: Bernard Berenson, US-amerikanischer Kunsthistoriker und Kunsthändler (* 1865)
- 07. Oktober: Mario Lanza, US-amerikanischer Sänger (Tenor) (* 1921)
- 11. Oktober: Johannes Kunze, deutscher Politiker (* 1892)
- 12. Oktober: Otto Schlüter, deutscher Siedlungsgeograph (* 1872)
- 12. Oktober: Arnolt Bronnen, deutschsprachiger Schriftsteller (* 1895)
- 12. Oktober: Owen Saunders-Davies, britischer Automobilrennfahrer (* 1901)

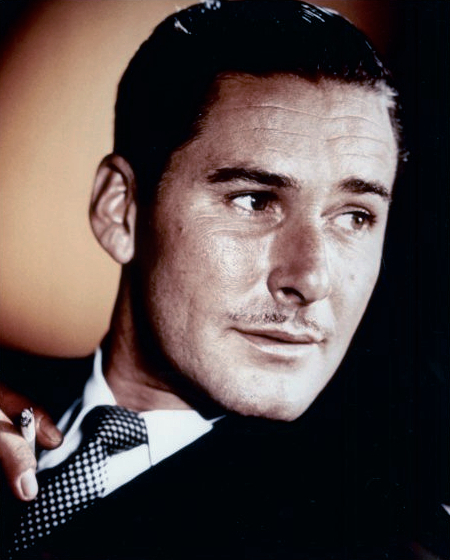
Errol Flynn, 1940

- 14. Oktober: Errol Flynn, australischer Filmschauspieler (* 1909)
- 14. Oktober: Heinz Meyer, deutscher Politiker, MdB (* 1897)
- 14. Oktober: Karl Scharrer, österreichischer Agrikulturchemiker (* 1892)
- 15. Oktober: Leopold Fejér, ungarischer Mathematiker (* 1880)
- 15. Oktober: Felix Ortt, niederländischer Autor, Philosoph und Anarchist (* 1866)
- 15. Oktober: Henk Robijns, niederländischer Karambolagespieler und Weltmeister (* 1883)
- 16. Oktober: George C. Marshall, US-amerikanischer General und Staatsmann (* 1880)
- 17. Oktober: Georges Boréal, französischer Automobilrennfahrer (* 1890)
- 17. Oktober: Otto Feick, Erfinder des Rhönrads (* 1890)
- 17. Oktober: Moritz Ruckhaeberle, Schweizer Kaufmann, Schauspieler und Bühnenautor (* 1881)
- 18. Oktober: Boughera El-Ouafi, algerischer Leichtathlet (* 1898)
- 18. Oktober: Helmuth Gmelin, deutscher Schauspieler und Theaterleiter (* 1891)
- 20. Oktober: Werner Krauß, deutscher Schauspieler (* 1884)
- 21. Oktober: Alois Ederer, deutscher Problemkomponist (* 1893)
- 21. Oktober: Wilhelm von Kaufmann, deutscher Arzt und Filmproduzent (* 1888)
- 22. Oktober: Ruth Beutler, deutsche Zoologin (* 1897)
- 25. Oktober: Joseph Friedrich Abert, deutscher Historiker und Archivar (* 1879)
- 27. Oktober: Alfred Büchi, Schweizer Ingenieur und Nationalrat (* 1879)
- 28. Oktober: Walther Bauersfeld, deutscher Ingenieur und Physiker (* 1879)
- 28. Oktober: Camilo Cienfuegos, kubanischer Revolutionär (* 1932)
- 29. Oktober: Paul Laufer, Schweizer evangelischer Geistlicher und Hochschullehrer (* 1871)
- 29. Oktober: Sisavang Vong, König von Luang Phrabang und König von Laos (* 1885)
- 30. Oktober: Harry Hill McAlister, US-amerikanischer Politiker, Gouverneur von Tennessee (* 1875)

### November
- 02. November: Charles Brackenbury, britischer Automobilrennfahrer (* 1907)
- 02. November: Tino Danieli, italienischer Unternehmer und Automobilrennfahrer (* 1887)
- 02. November: Federico Tedeschini, Kardinal der römisch-katholischen Kirche (* 1873)
- 03. November: Hubert Franz Maria von Andlau-Homburg, elsässischer Adeliger, Gutsbesitzer und Politiker (* 1868)
- 03. November: Friedrich Niggli, Schweizer Komponist und Musikpädagoge (* 1875)
- 03. November: Walter Rothkegel, deutscher Bodenkundler und Taxwissenschaftler (* 1874)
- 04. November: Emile Mary, französischer Automobilrennfahrer (* 1898)
- 04. November: Manuel Felipe Rugeles, venezolanischer Lyriker und Essayist (* 1903)
- 04. November: Friedrich Waismann, österreichischer Philosoph (* 1896)
- 06. November: Juan Carlos Dávalos, argentinischer Schriftsteller (* 1887)
- 06. November: José P. Laurel, philippinischer Politiker und Staatspräsident (* 1891)
- 07. November: Victor McLaglen, britischer Schauspieler (* 1886)
- 09. November: Ramón Cabanillas, spanisch-galicischer Schriftsteller (* 1876)
- 10. November: Felix Jacoby, deutscher Altertumskundler und Philologe (* 1876)
- 11. November: Charles Chauvel, australischer Drehbuchautor, Filmregisseur und -produzent (* 1897)
- 13. November: Johannes Schmidt-Wodder, dänischer Theologe (* 1869)
- 15. November: Charles Thomson Rees Wilson, englisch-schottischer Physiker (* 1869)
- 16. November: August Kirch, deutscher Politiker (* 1879)
- 17. November: Heitor Villa-Lobos, brasilianischer Komponist und Dirigent (* 1887)
- 19. November: Kurt C. Volkhart, deutscher Ingenieur, Konstrukteur und Automobilrennfahrer (* 1890)
- 20. November: J. R. Tremblay, kanadischer Schauspieler und Autor (* 1883)
- 21. November: Max Baer, US-amerikanischer Boxer im Schwergewicht (* 1909)
- 21. November: Bertus Freese, niederländischer Fußballspieler (* 1902)
- 22. November: Molla Mallory, norwegische Tennisspielerin (* 1884)
- 22. November: Rudolf Riege, deutscher Maler und Grafiker (* 1892)
- 24. November: Boris Eichenbaum, russischer Literaturwissenschaftler (* 1886)
- 25. November: Jean Grémillon, französischer Filmregisseur (* 1901)
- 26. November: Gustav Canaval, österreichischer Journalist (* 1898)
- 26. November: Albert Ketèlbey, englischer Komponist (* 1875)
- 27. November: Rufus C. Holman, US-amerikanischer Politiker (* 1877)
- 27. November: Irnfried von Wechmar, deutscher Offizier und Journalist (* 1899)
- 29. November: Fritz Brun, Schweizer Komponist und Dirigent (* 1878)
- 29. November: Hans Henny Jahnn, deutscher Schriftsteller, Orgelbauer und Verleger (* 1894)
- 29. November: Egon Vietta, deutscher Reiseschriftsteller, Essayist, Dramatiker und Kritiker (* 1903)
- 00. November: Achille Philip, französischer Organist und Komponist (* 1878)

### Dezember
- 01. Dezember: Peter Christel Asmussen, deutscher Politiker (* 1887)
- 02. Dezember: John August Anderson, US-amerikanischer Astronom (* 1876)
- 02. Dezember: Fritz Bache, deutscher Fußballspieler (* 1898)
- 02. Dezember: Josef Hutter, tschechischer Musikwissenschaftler und -pädagoge (* 1894)
- 04. Dezember: Hubert Marischka, österreichischer Regisseur und Drehbuchautor (* 1882)
- 06. Dezember: Erhard Schmidt, deutscher Mathematiker (* 1876)
- 09. Dezember: Kurt Held, Pseudonym des deutschen Schriftstellers Kurt Kläber (* 1897)
- 11. Dezember: Heinrich Winter, deutscher Chemiker (* 1875)
- 12. Dezember: Hans Kämpfer, Schweizer Fußballspieler (* 1885)
- 13. Dezember: William Knous, US-amerikanischer Politiker (* 1889)
- 13. Dezember: Peter Platzer, österreichischer Fußballspieler (* 1910)
- 15. Dezember: Alwin Arndt, deutscher Pädagoge, Biologe und Historiker (* 1878)
- 16. Dezember: Alfred Ahrens, deutscher Politiker (* 1899)
- 16. Dezember: Hans Piekenbrock, Generalleutnant (* 1893)
- 18. Dezember: Wilhelm Schomburgk, Präsident des deutschen Tennis-Bundes (* 1882)
- 24. Dezember: Edmund Goulding, britisch-US-amerikanischer Filmregisseur (* 1891)
- 25. Dezember: Zoltán Blum, ungarischer Fußballspieler und -trainer (* 1892)
- 27. Dezember: Dietrich Kralik, österreichischer Altgermanist (* 1884)
- 28. Dezember: Leif Halvorsen, norwegischer Komponist, Geiger und Dirigent (* 1887)
- 28. Dezember: Ante Pavelić, kroatischer Politiker (* 1889)
- 31. Dezember: Eliza Barchus, US-amerikanische Landschaftsmalerin (* 1857)

### Datum unbekannt
- José Aguilar Álvarez, mexikanischer Mediziner (* 1902)
- George Walter Anderson, englischer Fußballspieler (* 1891)
- Ida Geiger, bayrische Aufständische (* 1898)
- William Hutchinson, britischer Automobilrennfahrer (* 1901)
- Emmerich Schwach, rumäniendeutscher Komponist, Geiger, Dirigent und Chorleiter (* 1880)

## Nobelpreise
- Physik: Emilio Segrè und Owen Chamberlain
- Chemie: Jaroslav Heyrovský
- Medizin: Severo Ochoa und Arthur Kornberg
- Literatur: Salvatore Quasimodo
- Friedensnobelpreis: Philip Noel-Baker

## Musik
- Teddy Scholten gewinnt am 11. März in Cannes mit dem Lied Een beetje für die Niederlande die 4. Auflage des Eurovision Song Contest.
- Liste der Nummer-eins-Hits in Deutschland (1959)